# سکه‌های ایران
سکه‌های ایران بخشی از پول ملی ایران است که به تمامی سکه‌های ضرب شده و رایج در تمام سلسله‌ها و دودمان‌های حاکم بر ایران زمین اعم از ایرانی و بیگانه که تا زمان کنونی بر ناحیه‌ای کوچک یا سراسر ایران کنونی حکومت کرده‌اند گفته می‌شود.
سکه یک تکه فلز به وزن معین است که روی آن نشان رسمی یا نام دولت یا حکومتی که وزن، عیار و بهای آن را تعهد می‌کند نگاشته شده‌است
سکه از فلزات مختلف مانند طلا، نقره و آلیاژهایی مانند برنز ساخته شده‌است که اصول آن هنوز بعد از بیست و هفت قرن همچنان برجای و استوار است

## ضرب سکه
در ایران معمولاً سکه را با چکش ضرب می‌زدند و طریقه ضرب این گونه مسکوکات آسان بود. قرن‌ها به این ترتیب عمل می‌کردند که ابتدا نقش پشت سکه را روی فلز محکمی که معمولاً از فولاد بود به‌طور معکوس و منفی حکاکی می‌کردند و آن را در وسط سندان کار می‌گذاشتند و به همان طرز عیناً نقش روی سکه را نیز در سر سنبه‌ای از فولاد حکاکی می‌کردند. پس از تعیین عیار مناسب فلزات و ذوب و شمش نمودن، آنها را خرد کرده به قطر و وزن لازم به صورت قطعاتی می‌بریدند و آن را گداخته به ضرب فشار چکش به صورت مسکوک درمی‌آوردند. این نوع سکه زدن منحصر به ایران نبود، تقریباً در همه جای دنیا به همین شیوه عمل می‌شد، بعدها به صورت بسیار ابتدایی از منگنه‌ها استفاده می‌کردند و پس از سال ۱۵۶۱ م با اختراع ماشین ضرب سکه در اروپا، سکه‌های استاندارد رواج یافت.
در سیاحت‌نامه شاردن در توصیف چگونگی ضرب سکه در دوران صفوی تنها به این توضیح بسنده شده‌است که "پول ایران با چکش ضرب می‌شود و با قالب‌ریزی هیچ‌گونه آشنایی ندارند. توصیفی که تذکره الملوک از نُه مرحله ضرب سکه، یعنی مراحلی که باید فلز گران‌بها از آن بگذرد تا به صورت سکه در آید، به دست می‌دهد بسیار پرارزش است؛ زیرا که نه شاردن و نه هیچ‌یک از سیاحان معاصر وی از شیوهٔ سکه‌زنی در ایران سخنی نگفته‌اند
بر اساس نوشته‌های کتاب تذکرة الملوک، در زمان صفویه نظم و ترتیب خاصی برای ضرب سکه وجود داشت و ضرابخانه، سازمان اداری گسترده‌ای دارای مشاغل متنوع بود که تحت نظر معیرالممالک اداره می‌شود عزل و نصب حکاکان، زرکشان، ضراب باشی، ضابطان، صنعتگران، کارکنان و کارمندان با وی بود و هیچ‌یک از عاملین دیگر حق دخالت نداشتند. دستگاه‌های مهم ضرابخانه عبارت بودند از:
۱- دستگاه سباکی (گدازنده) برای ذوب و خالص کردن طلا و نقره.
۲- دستگاه قرص‌کوبی که فلزات را به شکل قرص درمی‌آورد.
۳- دستگاه آهنگری برای شمش کردن فلزات.
۴ - دستگاه چرخ‌کشی برای نوار کردن شمشها به ضخامت معین.
۵ - دستگاه قطاعی برای قطعه قطعه کردن نوار فلزات.
۶ - دستگاه کهله‌کوبی، فلزات قطعه شده را پهن کرده، به اندازه سکه درمی‌آورد.
۷ - دستگاه سفیدی‌گری، قرصهای زر و سیم را پاک می‌کرد.
۸ - دستگاه تخش‌کُنی، قرصهای کم‌وزن را جدا کرده، مجدداً با وزن صحیح آماده می‌کرد.
۹ - دستگاه سکه‌کُنی، قرصها را سکه می‌کند
در دوران افشاریه و زندیه تا اواسط قاجاریه وضع ضرب سکه کم و بیش به همان صورت بود تا در سال ۱۲۸۲ هـ. ناصرالدین شاه دستور داد ضرابخانه‌ای با روش جدید از فرانسه خریداری و به ایران وارد شود و پس از وقفه‌ای دوازده ساله، ضرابخانه جدید در سال ۱۲۹۴ هـ به دستیاری پشان، مستشار اتریشی، کار خود را آغاز نمود.
بزرگ‌ترین سکه جهان سکه‌ای زرین است که نوشته روی آن به فارسی است و مشخصات سکه عبارت است از: وزن آن بیش از هفتاد اونس (اونس = ۳۱٫۱۰۳۴۷۶۸ گرم) - اندازه قطر و دایره این سکه ۱۴/۵ سانتیمتر است. نوشته روی سکه «لا اله الا الله محمد رسول‌الله» و عبارت «ضرب دارالخلافه شاه جهان‌آباد ۱۰۶۴» و درحاشیه آن هم این شعر دیده می‌شود:
از صدق ابی بکر شد ایمان انور
اسلام قوی دست شد از عدل عمر
دین تازه شد از شرم و حیای عثمان
و ز علم علی یافت ولایت زیور
این سکه منحصربه‌فرد بوده و اکنون در موزه بریتانیاست.
از زمان مظفرالدین شاه قاجار سکه نیکلی هم در ایران رایج شد. در سال ۱۲۷۸ خورشیدی قراردادی با بانک شاهنشاهی برای ضرب معادل ۱۵۰ هزار تومان سکه نیکلی بسته شد. از سال ۱۳۲۲ قمری (۱۲۸۳ خورشیدی) این سکه‌ها وارد گردش شد و همه ساله ضرب این سکه‌ها و ورود آنها به ایران ادامه یافت.

## سکه‌های تقلبی
سکه تقلبی، سکه‌ای است که از فلزات ارزان قیمت، به ظاهر به صورت سکه اصل ساخته می‌شود. در گذشته و حال کسانی که سکه تقلبی می‌ساختند، برای انجام کار خود بیشتر از فلزات ارزان چون مس و برنج سکه‌هایی شبیه به اصل فراهم می‌نمودند و بعد روی آن‌ها را با آب زر یا سیم می‌پوشاندند و به جای سکه‌های اصل روانه بازار می‌کردند. لغت «سه توی» نیز به معنی سکه تقلبی آمده و آن عبارتست از «پول قلب و مسکوک مسی که روی آن آب طلا یا نقره داده باشند». بدون شک کمی پس از پیدایش سکه، قلب و دگرگونی در آن نیز پدید آمده‌است، اگر چه دقیقاً نمی‌توان از تاریخ شروع تقلب در سکه را تعیین نمود. اما می‌دانیم که پس از پیدایش الکترون نخستین سکه جهان در لیدی، کسانی که مبادرت به تهیه الکتروم‌های تقلبی نمودند، تا جایی که قارون پادشاه کشور لیدی در سال ۵۵۰ پیش از میلاد به همین جهت الکتروم را از گردش انداخت.
نکته مهم آن که در بررسی‌های تاریخی مشاهده می‌شود، هرگاه در ارکان اداری حکومت‌ها سستی پدیدار گردد، همان طوری‌که در تمامی زمینه‌های اجتماعی، سیاسی و اقتصادی جامعه خلل و تقلب پدید می‌آید. ضرب سکه نیز از این دایره عمل بیرون نبوده و تقلب سکه هم نمودار می‌گردد و گسترش می‌یابد علت دیگری را هم که سبب رواج بازار سکه تقلبی می‌گردد، نباید از نظر دور داشت، آن هم کمیابی سکه در سطح جامعه‌است که به دلایل مختلف ممکن است رخ دهد. در لغت‌نامه دهخدا دربارهٔ اولین کسی که مبادرت به ضرب درهم تقلبی کرد، آمده‌است:
«گویند نخستین کسی که درهم غش دار سکه زد، عبیدالله بن زیاد بود.» و در کتاب «مقیاسات و نفوذ در حکومت اسلامی» مذکور است: «بلاذری می‌گوید: روزی مردی را نزد عمر بن عبدالعزیز آوردند. (که تقلب سکه می‌کرد» عمر دستور داد او را تازیانه زدند و زندانی کردند و سکه او را در آتش انداختند.» و نویسنده «تاریخ آل جلایر» سخنی دربارهٔ تقلب سکه دارد او می‌نویسد: «دردوران جلایریان برای جلوگیری از تقلب، عیار سکه را از بین بردند و تنها زر را با بوره و سیم را با کمی جیوه مخلوط کردند.» چنان‌که اشاره شد، تقلب سکه مربوط به دوره خاصی نیست، بلکه در تمامی دوره‌ها شاهد آن بوده‌ایم. اما در عهد قجر با توجه به محیط فسار آلوده اش این امر بیش از پیش رواج و ادامه داشته‌است. در کتب تاریخ این دوره به موارد بسیاری از این دست برمی‌خوریم؛ مثلاً در کتاب «افکار اجتماعی و سیاسی و اقتصادی» آمده‌است: «از رشت خبر آمد که صد دانه دوهزاری جدیدالضرب قلب از دست یحیی امام مسیحی گرفته‌اند.» یا اسماعیل رایین می‌گوید: «امین الضرب درخفا به ضرب سکه تقلبی و توزیع آن به‌وسیله نوکرانش در پایتخت اقدام می‌کرد ولی این نیرنگ او کشف شد و شاه دستور داد قالبها و آلات ضرب مسکوکات را گرفتند.» البته این‌گونه تقلب‌ها اگر چه مخرب پایه و اساس اقتصاد کشور ما بود، اما سبب بهره‌وری فراوانی برای بیگانگان می‌شد. اتفاقاً «خالد بیگ» سفیر عثمانی زمانی به واسطه مسکوکات قلابی گفته بود: حاجی محمد حسن، از شما خیلی ممنونم، چرا که عیار پول شما سبب شد که یک ثلث بر مواجب من دولت عثمانی بیفزاید؛ زیرا که لیره عثمانی سابق ۲۰ قران بود و حالا ۳۰ قران شده‌است.
این گفتار را با بیان این مطلب به پایان می‌رسانیم که می‌گویند، میرزا آقا خان نوری صدراعظم ناصرالدین شاه مرد بد نهادی که بر جایگاه میرزا تقی خان امیرکبیر تکیه زد، به پاس خدماتی که برای انگلیسی‌ها در انعقاد قرارداد و معاهده پاریس انجام داد. از آن‌ها پانصد هزار تومان لیره انگلیس رشوه گرفت. به‌طوری‌که بعدها روشن گشت تمام سکه‌های مزبور تقلبی بوده‌است.
در عصر حاضر هم با توجه به اینکه از سکه ها کمتر برای مبادلات روزانه استفاده می شود ، تقلب در سکه های رایج کشور ها کمتر شده اما افراد سودجو سکه های قدیمی یا کلکسیونی که در میان مجموعه داران مورد توجه بیشتری قرار دارند را تولید می کنند و به افراد تازه کار می فروشند . باید توجه داشت که برای اینکار لازم است نخست آگاهی و تخصص مجموعه داران بیشتر شود و اینکه از فروشگاه های معتبر فروش سکه ها و اقلام کلکسیونی خرید کنند .

## انواع سکه

### سکه‌های زرین

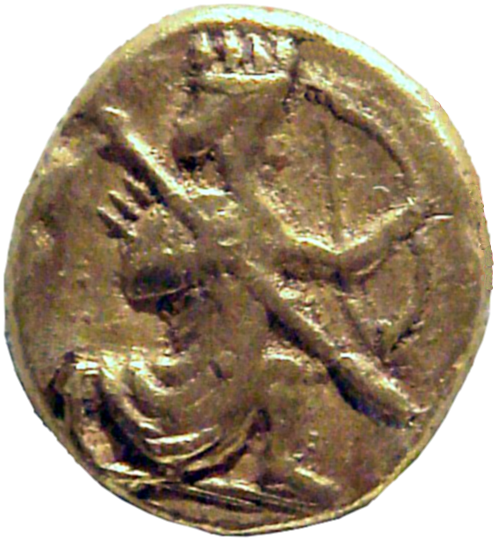
سکه دریک با نقش کماندار هخامنشی

زر طلا را گویند و در پارسی باستان «زرنه»، اوستا «زره‌نه» و «زرنه‌اینه» و «زرنئنه»، پهلوی «زر» «زرین» فلزی است گرانبها به رنگ زرد و درخشان و قابل تورق که برای ساخن سکه‌ها و زیور و غیره به کار می‌رود و دمای ذوب آن ۱۰۶۴/۱۸ درجه سانتیگراد است.
در سال ۵۶۴ پیش از میلاد لیدی توسط کوروش بزرگ فتح شد. کوروش دارایی مردم شهر سارد را به گنجینه شاهی خویش انتقال داد. پس از لیدی، شهرهای یونانی‌نشین آسیای صغیر نیز به دست ایرانیان گشوده شد. می‌توان حدس زد که در ابتدا تغییری در وضع ضراب‌خانه سارد داده نشده‌است و سکه‌های زر و سیم گاه به گاه بر حسب نیاز به جریان می‌افتاده‌اند.
در ایران، نخستین بار داریوش اول مبادرت به ضرب سکه‌های زرین «دریک» نمود و ضرب این نوع سکه‌ها فقط به فرمان وی صورت می‌گرفت و در دوره‌های دیگر نیز بر ضرب سکه‌های زرین حساسیت بیشتری وجود داشت. به گفته هرودوت: «داریوش آرزو داشت تا یادگاری از خود بر جای گذارد که تا آن زمان هیچ پادشاهی به جای نگذارده باشد؛ بنابراین با رساندن زر خود به بیشترین درجه خلوص تا آن زمان، وی به ضرب سکه پرداخت.
اشکانیان سکهٔ زرین نداشتند و تاکنون سکهٔ اصیل زرین از دورهٔ اشکانی یافت نشده‌است. سکه‌های زرین منتسب به آن‌ها یا سکه‌های تقلیدی اقوام کوچ‌نشین هم‌زمان. یا سکه‌های جعلی مدرن هستند. واکر Walker نشان داد که سکه‌های طلای ونون یکم که سلوود در سال ۱۹۹۱ معرفی کرد، جعل امروزی هستند. آلرام. نیز این سکه‌های زرین ونون یکم را که در جریان کنفرانس جهانی سکه‌شناسی در بروکسل معرفی شدند، از همان نخست، جعلی دانست. سینیسی، جعفری دهقی و گوبل نیز با اطمینان بیان نموده‌اند که اشکانیان هرگز اقدام به ضرب سکهٔ زر نکرده‌اند.
به‌طور کلی در طول تاریخ به سبب همین محدودیت ضرب سکه‌های زرین و نیز به علت ارزش زیادی که این نوع سکه نسبت به دیگر سکه‌ها داشت، در میان مردم کمتر رواج داشت و گاهی در دوره‌ای اصلاً رایج نبوده و حتی ضرب هم نشده‌است. در کتاب «تاریخ ایران» راجع به ضرب سکه‌های زرین بعد از اسلام می‌نویسد: «ضرب مسکوک زرین درایران به معنی واقعی تا حدود ۲۲۰ قمری ظاهر نمی‌شود.» و «ژان شاردن» جهانگرد فرانسوی که در عصر صفویه از ایران دیدن کرده‌است در سیاحت نامه‌اش می‌نویسد: «ایرانیان [دوره صفوی] هیچگونه مسکوک زرین ندارند.» در دوران قاجاریه دو دسته سکه‌های زرین ضرب می‌گردید. دسته اول قطعات زرین سنگین‌وزن بود که به منظور خاصی ضرب می‌شد نظیر مصارف خصوصی خزانه و… و دسته دیگر سکه‌هایی کوچک بود که درمیان مردم رواج داشت.

### سکه‌های سیمین

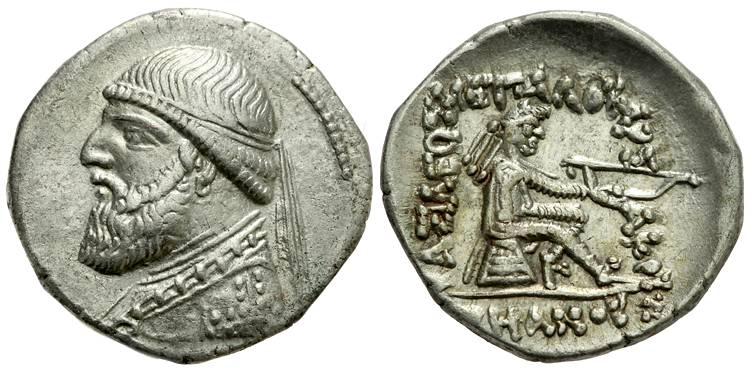
سکه درهم نقره، دوره مهرداد دوم پادشاه پارتی

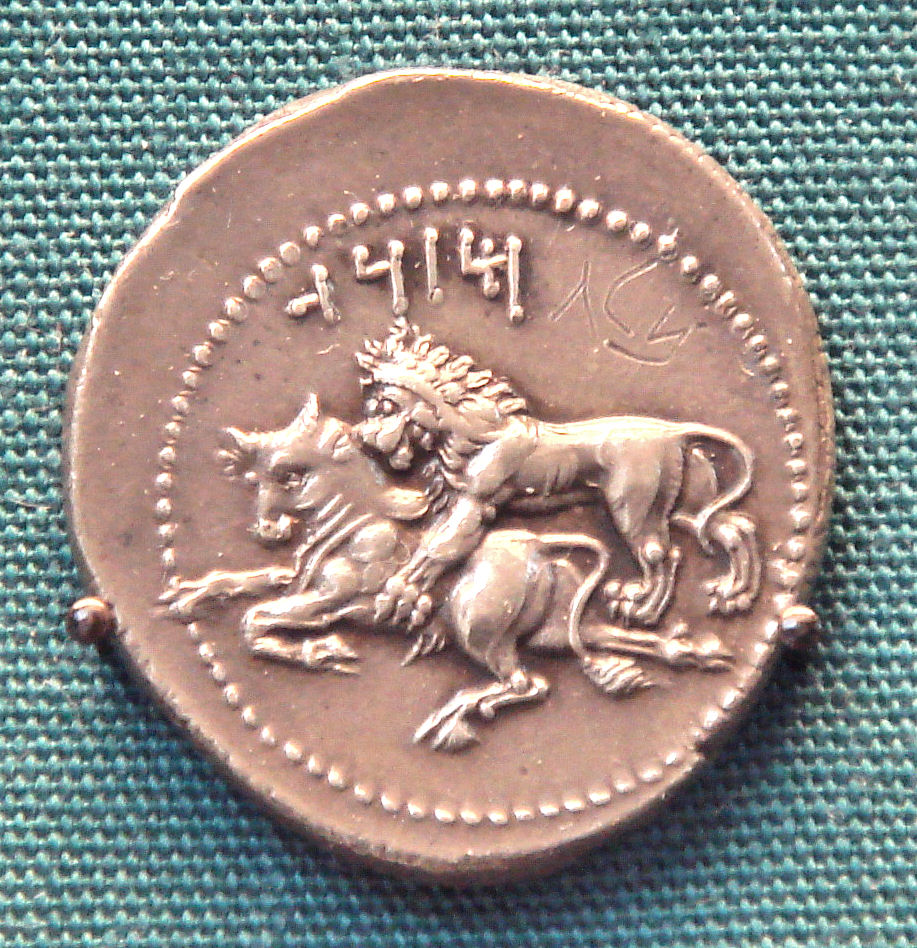
سکه مربوط به مازئوس، ساتراپی کیلیکیه (تارسوس)

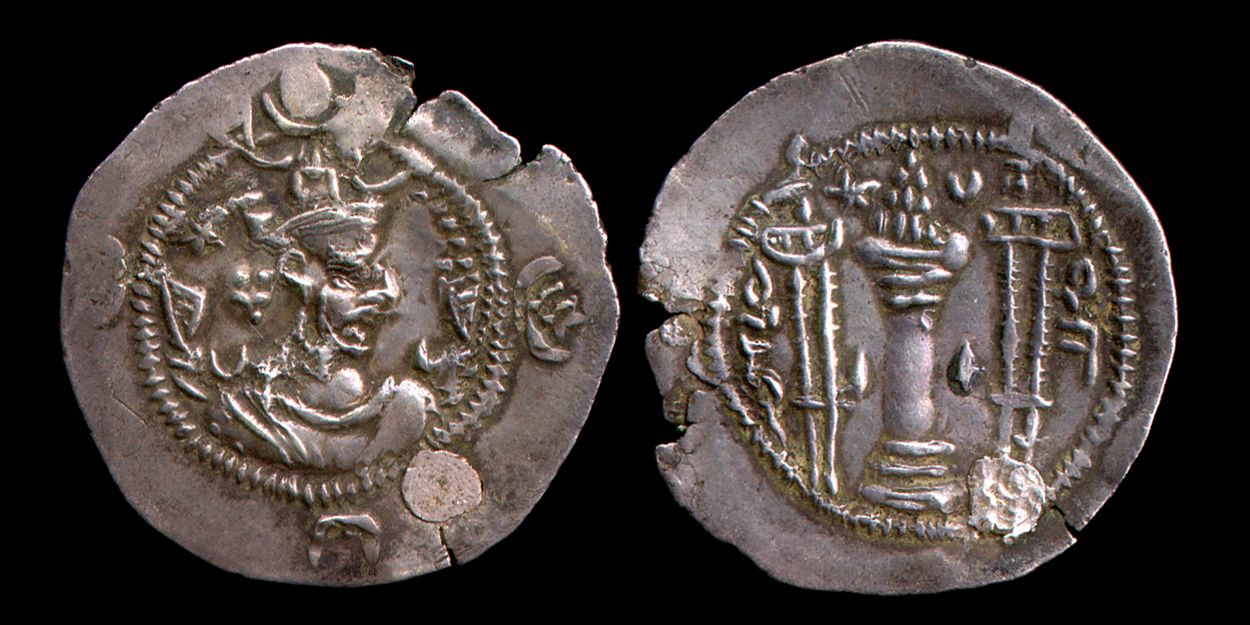
سکه نقره دوره قباد یکم، پادشاه ساسانی

نخستین سکه‌های سیمین در ایران در دوره پادشاهی داریوش اول ضرب و پخش گردید. از آن دوره تا قاجاریه سکه‌هایی که در ایران میان مردم رواج داشت بیشتر سیمین و مسین بوده‌است. شواهد بسیاری بر این مدعا در تاریخ موجود است که ذکر تمامی آن ضرورت ندارد به عنوان مثال «شاردن» (Chardin) سیاح معروف از سکه‌های دوره صفویه ذکری به میان آورده‌است. او می‌نویسد: «پول جاری ایرانیان [دوره صفویه] نقره است و عیار آن مطابق مسکوک اسپانیولی است؛ ولی در ضرابخانه‌های مختلف عیار آن را پایین می‌آورند.»
بخش اعظم سکه‌های رایج قاجاریه را سکه‌های سیمین تشکیل می‌داد و از آنجا که در این دوره بر اساس منافع بریتانیا و برخی از کشورهای قدرتمند وقت، ارزش سیم در بازار جهانی بخصوص در آسیا رو به کاهش بود و به تبع از آن ارزش سیم در بازار ایران پیوسته پایین می‌آمد، این روند بر پول ایران اثر مستقیم داشت و در این رهگذر لطمه بزرگی بر پایه اقتصاد و سازمان امور مالی کشور وارد و ایران را دچار بحران شدید پولی نمود.

### سکه‌های مسین
مس قدیمی ترین فلزیست که توسط بشر کشف شده‌است. استفاده انسان از این فلز به حدو شش یا هفت هزار سال پیش از میلاد می‌رسد. ایرانیان نیز از زمان‌های بسیار دور با مس آشنا بوده‌اند. درباب پیشینه کاربرد این فلز در ایران نویسنده کتاب «تاریخ سکه» آورده‌است: «برای اولین بار در حدود هزاره پنجم پیش از میلاد فلز مس در ایران مورد استفاده قرار گرفت.»
پیش از اسلام در ایران سکه‌های مسی در میان مردم رایج بوده و پس از اسلام نیز تا دوران قاجاریه و حتی مدتی از دوره پهلوی این نوع سکه نقش مهمی را در امر دادو ستد مردم دارا بوده‌است. البته این سکه جزو کم بهاترین پول در جریان بوده و از آنجا که رنگ پول‌های مسی پس از مدتی سیاه می‌شده، بدان‌ها «پول سیاه» می‌گفتند و آن را در مقابل «پول سفید» به کار می‌بردند که منظور سکه‌های سیمین بوده‌است.
سکه‌های مسی به خصوص در دوره ناصرالدین شاه و بعد از آن تا پایان سلسله قاجاریه نوسان زیادی داشت و ارزش آن نسبت به پول‌های دیگر ثابت نبود و پیوسته تغییر می‌کرد. به همین جهت نمی‌توان ارزش سکه‌های مسی را نسبت به دیگر سکه‌ها تعیین نمود. به‌طوری‌که مدام در مناطق مختلف کشور تغییر می‌کرده‌است. در کتاب «وقایع اتفاقیه» اعتماد السلطنه برخی از نوسانات ارزش پول‌های مسی را چنین آورده‌است: «درسال ۱۲۹۶ قمری پول سیاه در شیراز و اطراف شیراز خیلی کم شده‌است» و «حال صرف پول سیاه و سفید پانزده شاهی.» و «بیشتر صدمه خلق بواسطه پول سیاه است که قریب صد هزار تومان پول سیاه در شیراز موجود است و پول سفید پیدا نمی‌شود صرف پول سیاه و سفید تومانی سی شاهی است[ سال ۱۳۱۱ قمری!.» و «صرف پول سیاه و سفید تومانی یک قران و سی شاهی است [ سال ۱۳۱۲ قمری!.»و «پول سیاه که حکم شده شصت شاهی که یک قران باشد [ سال ۱۳۱۷قمری!.» در کتاب «افکار اجتماعی و سیاسی» هم شاهدی از کمیابی پول سیاه در اواخر حکومت قاجاریان آورده‌است: «براثر کمیابی پول سیاه که رواج مملکت است. معاملات رعیت مسدود شده‌است.»
با بررسی سکه‌های مسین قاجاریه و مقایسه آن‌ها با سکه‌های زرین و سیمین این دوره نتایج جالب توجهی آشکار می‌گردد که می‌توان آن موارد را این‌گونه جمع‌بندی کرد:
الف - وزن سکه‌های مسی غالباً بیشتر از دیگر سکه هاست.
ب - در این دوره نیز مانند ادوار پیش سکه‌های مسی دارای تصاویر حیواناتی نظیر شیر، فیل، گوزن، طاووس، ماهی و… و نیز تصویر خورشید، ستاره و… می‌باشد.
ج - بر بیشتر آن‌ها به خصوص در دوره‌های محمد شاه و ناصرالدین شاه واژه «فلوس» ضرب شده‌است.
د - در این دوران سکه‌های مسی را به نام‌های غاز، کلوار، پاپتی، جندک، قمری، عباسی، صناری و… می‌خواندند.
نکته بسیار مهمی که باید از خصوصیات سکه‌های مسین برشمرد فراوانی این سکه‌ها و دارا بودن نقوش حیوانات مختلف است که پیوسته توانسته‌است علاقه‌مندان این رشته علمی را در کشف حقایق زندگی پیشینیان یاری دهد و پر مسلم است که این خود جاذبه هنری و فلکوری بسیار با ارزشی را برای سکه‌های مسین ایجاد نموده‌است.
بانو ملکزاده بیانی نیز اشاره‌ای به نقوش سکه‌های مسی دارد او در کتاب «تاریخ سکه» می‌نویسد: «پیکر حیواناتی که بر این سکه‌ها هست همان حیوانات زمان هخامنشیان و ساسانیان است.»
نکته دیگری که از سکه‌های مسی می‌توان بدان اشاره کرد، اینکه چون ضرب این نوع سکه‌ها در اختیار حکمرانان محلی بوده‌است این امر برای آنان یک منبع کسب درآمد کلان به حساب می‌آمده بدین ترتیب که به فرمان ایشان هر از گاهی به هر بهانه‌ای که دست می‌داد، نظیر فرارسیدن اعیاد و جشن‌ها و… سکه‌های مسی قدیم به بهای کم جمع‌آوری می‌شد و سکه‌های جدید الضرب به بهای بیشتر میان مردم پخش می‌گردید و از این طریق مابه التفاوت سکه‌های قدیم و جدید که سرمایه کلانی را تشکیل می‌داد از مردم کسب می‌کردند.
در پایان یادآور می‌شود که شاردن جهانگرد فرانسوی از قول «پلینیوس» می‌نویسد: «نخستین کسی که در روم از مس سکه زد پادشاه سوریوس بود.

## دوره‌های تاریخی سکه در ایران
سکه‌های ایرانی را می‌توان به دو دوره شاخص، پیش از اسلام و پس از اسلام تقسیم کرد. راجع به دوره اول یعنی پیش از اسلام دانشمند معاصر روانشاد پورداود در زمینه سابقه آشنایی ایرانیان با سکه می‌گوید که پیش از هخامنشیان، در زمان پادشاهای «هووخشتر» میان دولتهای ماد و لیدی جنگ درگرفت. اما پس از مرگ او به هنگام سلطنت پسرش بین دو کشور صلح برقرار شد و سپس پسر «هووخشتر» با دختر پادشاه لیدی ازدواج کرد و از این پس روابط بازرگانی نیز میان دو کشور برقرار شد و از آنجا که در آن روزگار در لیدی سکه رواج داشت بنابراین می‌بایست در این زمان، ایرانیان نیز سکه‌های لیدیایی را به کار گرفته باشند.
منظور از بیان این مطلب، اشاره بدین نکته بود که آشنایی ایرانیان با سکه به دوران مادها می‌رسد، و این آشنایی کماکان ادامه می‌یابد، تا اینکه در سال ۵۴۶ پیش از میلاد در دوره سلطنت کورش، کشور لیدی به تصرف ایرانیان درآمد، و بدیهی است در این زمان، ضرابخانه لیدی که بخشی از سرزمین پهناور هخامنشیان شده بود، به کار خود یعنی ضرب سکه ادامه می‌داد.
اما هنوز هم سکه توسط خود ایرانیان ضرب نمی‌گردید، تا اینکه سرانجام در دوره داریوش اول سومین پادشاه خاندان هخامنشی (۵۲۱ تا ۴۸۵ پیش از میلاد) به فرمان وی اولین سکه‌های زرین «دریک» و سیمین «شکل» که شهرت جهانی یافتند، ضرب گردید. سکه‌هایی که مردم می‌توانستند آن‌ها را به راحتی در تمام سرزمین پهناور ایران یعنی از مصر تا هندوستان که بخش عظیمی از جهان آنروز را تشکیل می‌داد به کار برند و از این بابت مشکلاتی که میان قوم‌ها و ایالتهای مختلف ایران در امر داد و ستد وجود داشت، بر طرف گردید. سکه «دریک» زرین فقط به فرمان شخص پادشاه ضرب می‌شد و نویسندگان یونانی آن را به نام خود داریوش «دریکوس» خوانده‌اند. لیکن سکه‌های سیمین چنین وضعی نداشت. داریوش اجازه داده بود، تا ساتراپ‌های او سکه‌های سیمین مورد نیاز را در ضرابخانه‌های واقع درقلمرو فرمانروایی خود ضرب نمایند. خاطر نشان شود که نسبت ارزش میان سکه‌های زرین و سیمینی یک به ده بود.
ضرب سکه در ایران از زمان داریوش که اولین سکه ایرانی ضرب گردید، تا امروز ادامه یافت و ضرابخانه‌ها پیوسته گسترش و پیشرفت نموده و با گذشت زمان تکنیک ضرب سکه تکامل یافته‌است.
در دوره دوم، یعنی دوره پس از اسلام، اولین سکه اسلامی که در ایران نیز به کار می‌رفت، سکه درهم سیمین عبدالملک بن مروان است که در سال ۷۵ هجری به تقلدی از درهم ساسانیان ضرب شد؛ و تا این تاریخ در ایران سکه‌های ساسانی با انگ جدید (سکه‌های عربی – ساسانی) و در دیگر قسمت‌های قلمرو اسلامی علاوه بر این سکه‌ها، سکه‌های رومی نیز متداول بود یادآوری این نکته ضروری است که سکه‌های ساسانی تا سال‌های بعد یعنی سال ۱۸۰ هجری نیز در طبرستان به کار می‌رفت.
پس از ضرب سکه‌های اسلامی، درایران نیز ضرابخانه‌ها سکه‌ها را به گونه اسلامی و با همان مشخصات سکه‌های دیگر سرزمین‌های اسلامی ضرب می‌کردند. بدیهی است در حکومت‌های مختلف بنا بر مقتضای سیاست و سلیقه فرمانروایان تغییراتی جزئی و کلی در نوشته و دیگر خصیصه‌های سکه پدید می‌آمد.

## سکه‌زنی در ایران باستان
هخامنشیان (۳۳۱ –۵۵۰ ق. م)، قبل از شناسایی واحد تبادل نقره و برنز هخامنشیان در بابل سیستم وزن بر اساس Še
۱۶۰ Še = ۱ shglu 60 siglu = ۱manu
66 mauu = ۶۰ Pownds
پس هر manu تقریباً معادل یک پوند است.
بعضی بر این باورند که در آسیای غربی قدیمترین سکه زنی در قرن ۶ قبل از میلاد در ساردیس لیدیه ثبت شده‌است. از اولین مثال‌ها الکتروم، آلیاژی طبیعی از طلا و نقره بوده‌است.
بر این باور اولین سکه‌های طلای خالص و نقره خالص در همان ضرابخانه تولید شده‌است. آن‌ها تصویر روبرویی از یک شیر و یک گاو نر را در روی سکه و دو مربع حک شده بر پشت سکه ضرب می‌کردند که عموماً سمبلی بوده که همراه نام پارسه وجود داشته.
به این دلیل و به دلایل دیگر در بین بعضی دانشمندان اختلاف نظر وجود دارد. بعضی معتقدند که این سکه‌ها پس از فتح کشور ساردیس توسط کورش در ۵۴۷ تولید شده‌اند. برخی دیگر همچنان برسر همان نظریه قدیمی هستند که دست کم سکه‌های طلا متعلق به زمان‌های قدیم تر، در طول پادشاهای فرمانروای لیدیه کرسوس می‌باشد. مرجع‌های متعددی در متون قدیمی یونان بر وجود سکه‌های طلای کرزوس دلالت دارند که باور بر این است که تنها همین سکه‌ها مقصود بوده‌است.
در هر حال این سکه‌ها در تاریخی مابین قرن ششم قبل از میلاد و سال‌های ۵۰۰ و ۵۲۱ ثبت شده‌اند. از حدود سال‌های ۵۰۰ قبل از میلاد سری دیگری در دست است که بی شک سکه‌های امپراتوری ایران هستند؛ که یونانی‌ها به آنان سکه دریک (طلا) و سیگلوی (نقره) می‌گویند، هر دو با این مشخصه که کمانداری بر روی سکه ضرب شده‌است. هدف ساختن یک شکل متحد استاندارد از ارزش‌های امپراتوری بوده‌است و به نقل از هرودت برای نشان دادن قدرت شخصی داریوش: که خاطره‌ای از خود برجاگذارد که هیچ پادشاهی تاکنون چنین نبوده…. او طلا را تا حد نهایت تخصیص می‌کرد و سکه‌های خالص ضرب می‌کرد.
ضرب سکه دریک تا زمان کشورگشایی توسط اسکندر در سال ۳۳۱ ادامه یافت و شاید حتی در زیر سلطه او نیز. اما تولید سکه‌های نقره به نظر می‌رسد در اوایل قرن چهارم متوقف شده. اما داریوش اصلاحات خاصی به وجود آورد. به عنوان مثال یک سند از جنس پاپیروس متعلق به مصر به تاریخ قرن ۵ قبل از میلاد تأیید می‌کند که کالاها بر ساس وزن (سنگ) مخصوص شاه پرداخت می‌شود. سکه دریک ۴/۸ گرم وزن داشته و ۹۸٪ طلایی خالص بوده. سیگلو shgloi ۲/۱۱ گرم وزن داشته و محتوای نقره بالای ۹۰٪ بوده‌است، ۲۰ سکه sigloi با ۱ سکه Poric برابر بوده. نسبت ارزش نقره و طلا به صورت نظری ۱/۳/۱۳ بوده.
سکه‌های نقره به واحدهای و هم ضرب می‌شده‌اند سکه‌های doric و sigloi دریک و سیگل سکه‌های تجاری بودند که معمولاً از نظر وزن، خلوص و حتی طرح به عنوان سرمشق از جلوه و وجهه خاصی برخوردار بودند. سکه‌های در یک دریک به عنوان واحد طلای استاندارد درمیان غرب امپراتوری موجود بوده، اما در قرن پنجم، ضرابخانه طلای دیگری دربابل تأسیس شد و شاید تعدادی ضرابخانه دیگر در قرن ۴ موجود بوده.
به نظر می‌رسد که نسبت زیادی از پول رایج هخامنشیان به اختصاص تجهیزات نظامی ضرب می‌شده. طلا برای نیروی زمینی و نقره برای نیروی دریایی. دید کنجکاو ممکن است این ذهنیت را به وجود آورد که نقش پول رایج نواحی مدیترانه بوده‌است، جایی که نیروی زمینی ارتش رأساً در آسیای غربی وارد عمل می‌شده، در حالیکه در این نواحی طلا ارجحیت داشته. سکه و پول پادشاهی هخامنشی نه منحصربه‌فرد بوده و نه وسیله مبادله همگانی در امپراتوری. در هر حال در آغاز این سکه احتمالاً در خود لیدیه مورد استفاده بوده (با این وجود که سکه‌های طلای دریک حدود قرن ششم در تخت جمشید یافت شدند) در قرن ۴ و ۵ استفاده سکه به شرق هم گسترش یافت. معاملات ادامه پیدا کرد حتی تا جاییکه شمش طلا و نقره مورد استفاده قرار می‌گرفت. وزن از طریق وسایل کوچکی هم ارزش جنس مورد معامله تشخیص داده می‌شد. حجم انتقال کالاها ادامه پیدا کرد تا به معاملات غیرقابل معاوضه رسید مانند: باج، مالیات و هدایای تبلیغاتی. از قرن ششم تا چهارم سکه رایج زمان از غرب تا یونان و ایتالیا، از جنوب و از شرق در امتداد ساحل مدیترانه تا شهرهای ایالات سوریه و تا دیکتاتوری مصر گسترش یافت. سکه تترا دراخمای آتن و بعضی سکه‌های یونانی دیگر به‌طور وسیعی در ایالات تحت فرماندهی پارس مورد استفاده قرار گرفت.
در مرکز بازرگانی از آن‌ها به جای پول استفاده می‌شود (هر کدام با توجه به ارزش خود) اما گاهی به جای گونه‌های دیگر شمش شمرده می‌شده و در انبارها به صورت مخلوط با شمش‌های نقره از انواع مختلف یافت می‌شد. با وجود اینکه اطلاعات اندکی از سازماندهی و کارایی ضرابخانه‌های دوران هخامنشیان در دست است. این موضوع واضح است که امپراتوران حق خود می‌دانستند که سکه‌های طلا در امپراتوری خود داشته باشند و دیکتاتوری و خراجگیری به آن‌ها این حق را داده که آن‌ها سکه‌های نقره برای غیر محلی به نام خود داشته باشند هر چند هم بر اساس اصلاحات استاندارد وزن، که از پادشاهی باختری خوارزم و سغد گرفته شده پایه بندی شده‌اند. درمقابل، در فلات ایران - افغان، تجارت به صورت گسترده‌ای به‌وسیله معاملات شمش هدایت می‌شود (شمش‌های نقره به عنوان وزن استاندارد و سکه نیم اونس طلا به عنوان واحد شمارش) دریک و سیگل از نظر ظاهر به همان شمایل هخامنشی باقی‌ماند، با نقش مهر بدون نوشته دریک قسمت اما سکه زنی در سواحل مدیترانه دارای شکل جدیدتر و آشناتری با نقش‌های در دو طرف و نوشته‌هایی معرف صاحب اختیار ثبت، با وجود استقبال زیاد از سکه‌های هخامنشی، گسترش روابط پولی کردن به وسیله حدود موجود گونه‌ها به شدت بازایستاد.
هیچ معدن طلا و نقره مهمی در ایران موجود نبود و حتی مس نیز گاهی وارد می‌شد. هخامنشیان به‌طور مثال فلزات سخت را ذوب می‌کردند و در ظرفهایی می‌ریختند قالب‌ها شکسته می‌شود و شمش‌ها به انبارها می‌رفت. در نتیجه با اینکه مالیات به واحدهای پولی تعبیر شد پرداخت‌های حقیقی معمولاً از نوع کالا بود.
درقصر داریوش در تخت جمشید کارگران با اجناس حقوق می‌گرفتند (به‌وسیله کالا). بره و آهو مقیاس بودند ۱ بره در ازای ۳ shelcel، ۱ اکوزه تواب برابر ۱ shelced در ازای کارهای رسمی نیز به جای وجه نقد از محصولات زمین پرداخت می‌شد.
از یک کتیبه یافته در تخت جمشید این چنین دریافت شده که در طول دوران خشایار شاه؟ (۶۵–۴۸ق. م) حقوق نقداً پرداخت می‌شد و در اواخر امپراتوری اش. اما پرداخت حقوق از آن پس به صورت کالا درآمد.
رونان گریشمن این سیستم را با سیستم اسکندر (۲۳–۳۵۶ ق. م) مقایسه می‌کند. کسی که به جای انبار کردن شمشهایی که از هخامنشیان جمع‌آوری کرده بود آن‌ها را در بین سردارانش تقسیم کرد.

## هخامنشیان
ظاهراً داریوش اول سازمان دهنده بزرگ امپراتوری ایران بوده‌است که برای نخستین بار مسکوک طلای خالص و تقریباً بدون عیار را که ما به نام دریک می‌شناسیم دست زده‌است سکه‌های هخامنشی عبارت‌اند از دریک سکه طلا به وزن ۸/۱۴ گرم و سیکل (شکل) نقره به وزن ۵/۰۶ گرم و به‌طوری‌که قبلاً اشاره شد، داریوش اول مانند کروزس پادشاه لیدی برای سکه تناسب یک طلا به نقره را برگزید و این ترتیب از هر حیث، معقول بود، زیرا ترتیبی است که در آن زمان در تمام شهرهای یونانی و آسیای صغیر و قبرس و فنیقیه که دارای سکه بودند، معمول بود.
در دوره داریوش سوم، دو دریکی که به وزن ۱۶/۰۸ گرم و نیم دریکی که نصف دریک بود و از لحاظ نقش نیز مختصر تفاوتی با دریک و سیکل داشت، ایجاد گردید.
بر پشت سکه‌های دریک و شکل، معمولاً فرورفتگی نامنظم مربع یا مربع مستطیل وجو دارد که در بعضی از این فرورفتگی‌ها اگر دقت شود نقش دیده می‌شود. بعضی از سکه شناسان در تحقیقات خود اشاره به نقوشی مانند حیوان خوابیده یا سر حیوان، یا سر اسب یا پرنده یا ماهی نموده‌اند.
در مجموعه سکه‌های «هخامنشی» (ارنست بابلون) سکه‌ای است که در فرورفتگی پشت آن به‌طور وضوح نقش قسمت جلوی کشتی دیده می‌شود. این سکه ضرب شهر کاری، در آسیای صغیر است، زیرا یک حرف که علامت این منطقه‌است، بر روی آن نقر است.
بر روی تعدادی از سکه‌های شاهی هخامنشی نیز علائم و نشانه‌هایی موجود است که بتوان آن‌ها را به واسطه تفاوتی که با علائم سکه‌های ضرب شده در شهرهای لیبی، یا مفیلی یا کیلیکیه دارند، ضرابخانه شهری را که سکه در آن ضرب گردیده تعیین نمود. به جز این نشانه‌ها، علائم دیگر به انضمام حروف نیز گاهی بر روی دو دریکی‌ها مشاهده می‌گردد که چون این علائم بر روی سکه‌های ماژه که در بابل پس از دوران هخامنشی در مدت فرمانروایی خود ضرب زده و بر روی چند سکه اسکندر و سلوکوس اول دیده شده‌است، می‌توان یقین داشت که این سکه‌های دو دریکی پس از دوره هخامنشی ضرب زده شده و محل ضرب بابل بوده‌است.
بر سکه‌های دو دریکی، یا شیارهای مواج با نقش دو هلال یا نقش قسمت جلو کشتی دیده می‌شود؛ و بر سکه‌های دریک داریوش سوم، تصویر شاهنشاه مانند شاهنشاهان قبل از او نیزه به دست ندارد، بلکه به جای نیزه خنجر به دست گرفته‌است.
سکه‌های شاهنشاهی در کلیه ممالک مجاور بخصوص یونان زیاد رواج داشت، به‌طوری‌که بانکداران خارجی با رغبت زیاد پول هخامنشی را می‌پذیرفتند و قسمت مهمی از معاملات بانکی خود را با آن انجام می‌دادند.
اکنون به اختصار دربارهٔ سکه هر یک از شاهنشاهان توضیح داده می‌شود، ولی چون نقش همه آن‌ها به طرز کماندار پارسی است، از مکرر گویی دربارهٔ اندام و انواع سلاح آن‌ها صرفنظر می‌کنیم و فقط به شرح تصویر نیم رخ هر یک می‌پردازیم.
بنابر تحقیقات جدیدی که دربارهٔ سکه‌های هخامنشی توسط سکه‌شناس نامی آقای رابینسون پس از کشف گنجینه هخامنشی در ازمیر در سال ۱۹۵۱ انجام گردیده‌است، این نظریه صحیح به نظر می‌رسد که سکه‌های اولیه این دوره دارای نقش نیم تنه شاه یا نقش شاه در حال کمان کشیدن است و نوع دیگر که نیزه به دست دارد، از دوره خشایارشا به بعد ضرب گردیده‌است.
- داریوش اول (۲۸۶–۵۲۱ ق. م)

روی سکه - نقش نیم تنه داریوش اول و نیم رخ شاهنشاه با ریش بلند که تا روی سینه آمده و بینی کشیده و متناسب و موهایی که بر پشت گردن گرد آمده‌است و بر روی سر تاج نسبتاً کوتاهی که دارای پنج کنگره می‌باشد، دیده می‌شود.
پشت سکه - فرو رفتگی نامنظم (نقره)
وزن سکه - ۵/۴۵ گرم
سکه نقره دیگری از داریوش اول که روی آن شاهنشاه هخامنشی به صورت کماندار و در حال کمان کشیدن نقر گردیده‌است.
خشایار شا (۴۶۵–۴۸۶ ق. م)
روی سکه - نقش معمولی سکه‌های شاهنشاهی، اختلاف تصویر این شاهنشاه با تصویر داریوش اول به واسطه بزرگی سر و برجستگی گونه و ریش بلند نوک تیز واضح است.
پشت سکه - فرو رفتگی نامنظم مستطیلی شکل (نقره)
وزن سکه - ۵۵/۵ گرم
دریک خشایارشا به همین طرح و به وزن ۸/۰۴ گرم است.
اردشیر اول (۴۲۲–۲۶۵ ق. م)
سکه‌های اردشیر اول با جزییات کمی نسبت به سکه‌های پدرش خشایارشا اختلاف مختصر دارد.
روی سکه - نقش معمولی سکه‌های شاهنشاهی، تاج کمی بلندتر از تاج خشایارشا و ریش مرتب مستقیم تا روی سینه آمده‌است و موهای سر در پشت گردن برگشته و انبوه می‌باشد.
پشت سکه - فرو رفتگی نامنظم در وسط (نقره)
وزن - ۵ گرم
خشایارشا دوم پسر اردشیر اول (۴۲۴ ق. م)
از خشایارشا دوم سکه‌ای به دست نیامده، زیرا مدت سلطنت او بیش از چند ماه نبوده‌است.
داریوش دوم (۴۰۴ – ۴۲۴ ق. م)
روی سکه (نقش معمولی سکه‌های شاهنشاهی، نیم رخ داریوش دوم با ریش مجعد و درهم و موهای ترک ترک که در پشت گردن به موازات هم ریخته شده‌است و بر روی سر وی تاج بلند با دندانه‌های نوک تیز قرار دارد و قیافه او شکسته و پیر است.
پشت سکه - مانند سکه‌های اردشیر اول است.
وزن - ۴/۹۵ گرم
اردشیر دوم (۳۵۸ – ۴۰۴ ق. م)
برای تمیز دادن سکه‌های اردشیر دوم و صحت تشخیص آنها، بهترین وسیله مقایسه آنهاست با سکه‌های سلاطین یا ساتراپ‌های آن دوره، چنان‌که از روی سکه‌های شاه صیدا، استراتون اول و تیسافرن و ساتراپ سارد (که در یک طرف سکه تصویر این شاهنشاه منقوش است) می‌توان سکه‌های اردشیر دوم را به خوبی تشخیص داد و تنظیم کرد.
روی سکه - نقش معمولی سکه‌های شاهنشاهی، نیم رخ اردشیر دوم با تاج کوتاه و موهای جمع شده در پشت گردن، بر خلاف معمول سکه‌ای از اردشیر دوم به دست آمده که او را در حال کشیدن کمان نشان می‌دهد.
پشت سکه - کنده کاری نامنظم مربعی شکل
اردشیر سوم (۳۳۶ – ۳۵۸ ق. م)
روی سکه - نقش معمولی سکه‌های شاهنشاهی، نیم رخ اردشیر با ریش بلند نوک تیز با موهای پر پشت که گوش‌ها و پشت گردن را به خوبی پوشانده‌است و تشخیص سکه‌های این شاهنشاه با مقایسه سکه‌های سلاطین ممالک تابع مثل اوراگوراس دوم که دریک طرف سکه نقش اردشیر سوم می‌باشد، بسیار سهل است.
پشت سکه - فرو رفتگی نامنظم (درکتاب دمرگان سکه‌ای از این شاهنشاه موجود است که به جای آنکه مانند معمول نیزه به دست داشته باشد، دستش را بلند کرده‌است)
آرسس (۳۳۶ ق. م)
این شاهزاده که پس از مرگ پدر برای مدت کوتاهی به سرپرستی خواجه به سلطنت رسید و به دست همان خواجه کشته شد، به‌طور یقین دارای سکه بوده‌است و به همین دلیل ارنست بابلون چند سکه نقره هخامنشی را که نقش معمولی شاهنشاه را با صورتی عریض و بینی بزرگ و ریش بلند دارد، به او منتسب می‌داند.
درمجموعه موزه ایران باستان نیز سکه نقره‌ای آز آرسس موجود است
داریوش سوم (۳۳۱ – ۳۳۶ ق. م)
این شاهنشاه علاوه بر دریک و شکل دو دریکی و نیم دریکی نیز سکه زده و نقش روی سکه بیشتر به وضع معمولی می‌باشد. گاهی کماندار که شخص شاهنشاه است، به جای نیزه خنجر به دست گرفته‌است در پشت سکه برای نخستین بار به جای مربع فرورفته نامنظم، هلال و برجستگی‌های موجی شکل یا قسمتی از بدنه کشتی نقر گردیده‌است.
تصویر این شاهنشاه که آخرین شاهنشاه هخامنشی است، بر روی سکه‌های سلاطین تابع و ساتراپ‌های آن دوره از جمله ممنون مشاهده می‌شود.
سکه‌های این شاهنشاه پس از انقراض امپراتوری هخامنشی نیز رایج بوده و مانند مظهر ملیت ایران تا مدتی ضرب آن‌ها ادامه داشته‌است.
سکه‌های فرمانروایان (ساتراپ) هخامنشی
در قسمت‌های قبل تذکر داده شد که در دوره هخامنشی علاوه بر
سکه‌های شاهی که در ضرابخانه‌های سلطنتی تهیه می‌شد، ساتراپ‌ها نیز که نماینده شاهنشاه بودند، اغلب اجازه سکه زدن را داشتند. بخصوص در مواقعی که مأموریت جنگی و فرماندهی به آنان محول می‌گردید.
متأسفانه تا به حال سکه‌های تمام ساتراپهایی که نامشان درتاریخ ضبط است، به دست نیامده‌است، ولی از آن عده که دارای سکه هستند، بیشتر ساتراپهایی می‌باشند که در ایالات غربی شاهنشاهی مأموریت داشته‌اند؛ و معمولاً نوشته سکه‌های ساتراپی به خط آرامی است، خط آرامی در دوره هخامنشی بسیار رایج و خط میخی مخصوص کتیبه بوده‌است، ولی نوشته روی مهر داریوش که یکی در موزه بریتانیا و دیگری در موزه ایران باستان است، به خط میخی است و به‌طور کلی در روی سکه تا به حال این خط دیده نشده‌است. ساتراپهایی که سکه‌های آن‌ها به دست آمده بدین قرارند:
- تیسافرن

تیسافرن پسر ویدرن برادر استاتیرا زن اردشیر دوم بوده‌است. پس از آنکه ولی لیدی پیسوتنس را که به فکر استقلال افتاده بود با حسن تدبیر وادار به تسلیم و آن غائله را رفع کرد، داریوش دوم از طرف شاهنشاه وقت به فرمانروایی لیدی منصوب گردید. وی در دوره فرمانروایی خود در جنگ با اسپارت در سال ۴۱۱ ق.م. در شهر آسپاندوس که مقر تمرکز قوای بحری بود و بعد در جنگ با درسیلیداس در سال ۳۹۵ در شهرهای ایازو و کاری سکه زد. بعضی از این سکه‌ها از لحاظ هنری قابل توجه بوده و قطعاً عمل یکی از بهترین هنرمندان آن دوره می‌باشد.
چهار درهمی نقره
روی سکه - نیم رخ تیسافرن با کلاه پارسی
پشت سکه - تصویر اردشیر دوم به طرز کماندار پارسی که پشت سر او چنگ قرار دارد و بالای سر به خط یونانی یعنی شاهنشاه نوشته شده‌است.
یک سکه بسیار ممتاز از تیسافرن در مجموعه موزه انگلستان موجود است که آن را می‌توان جزو شاهکارهای هنری شمرد، دریک طرف نیم رخ او با کلاه پارسی و در طرف دیگر چنگی منقوش است.
سکه دیگری از این فرمانروای پارسی موجود است که مربوط به زمانی است که وی در سرزمین‌های یونانی‌نشین پیشروی داشته‌است. در روی سکه تصویر تیسافرن با کلاه پارسی با قیافه بسیار نجیب نقش شده و در پشت سکه جغد که یکی از مظاهر شهرهای یونان است، نقر است.
- فرناباذ

فرناباذ بعد از پدرش فرناس (۳۷۴–۴۱۲ ق. م) به فرمان داریوش دوم فرمانروای فریگیه گردید. در موقع بروز اختلاف بین اسپارتی‌ها و ایرانی‌ها که تیسافرن از طرف شاهنشاه فرمانروانی با قدرت تمام آسیای صغیر و لیدی مأمور دفاع بود، فرناباذ نزد او رفته اظهار اطاعت نمود و حاضر شد برای حفظ ایالات ایران از دستبرد اسپارتی‌ها کمک دهد، از این راه تیسافرن به کاری رفت و آماده جنگ شد و چنان‌که دربارهٔ تیسافرن قبلاً گفته شد، او صلاح ندید که جنگ ادامه یابد و قرار داد متارکه منعقد گردید. پس از مدتی آژزیلاس پادشاه اسپارت عازم افز شد و بعد داخل فریگیه گردید و چند شهر را تصرف نمود، ولی در آن موقع فرناباذ فرمان حمله داد و صفوف یونانی را در هم شکست.
فرناباذ وقتی شهر سیزیک را از یونانی‌ها پس گرفت، بدین مناسب (۴۱۱ق. م) سکه زد.
از سکه‌های این دوره تا به حال فقط یک سکه دیده شده‌است.
این سکه در نوع خود بی‌نظیر است و دارای نقش بسیار ممتازی است و به‌طور قطع سر سکه آن را هنرمند چیره‌دستی تهیه کرده‌است.
روی سکه - نیم رخ فرناباذ با کلاه پارسی و نوشته نام او به خط یونانی قرار دارد.
پشت سکه - طرح دماغه کشتی و در زیر آن ماهی نقر است
فرناباذ به امر اردشیر دوم با کنن دریاسالار آتنی ضد اسپارت وارد مبارزه شد. وی علاوه برسمت فرمانروایی فریگیه، فرماندهی قوای بحری را نیز داشت. فرناباذ در مدت بسیار کمی بحریه اسپارت را مغلوب نمود، حتی دامنه جنگ را به لاسدمون کشاند و بعد از آنجا به کرنت رفت و مورد استقبال اهالی که او را ناجی خود می‌دانستند، قرار گرفت.
فرناباذ برای تهیه قوای بحری و جنگ با اسپارت درشهرهای کیلیکیه در سال ۳۹۳ و ۳۹۲ ق. م سکه زد و این سکه‌ها با سکه‌های قبلی که در سیریک زده شد اختلاف دارند.
- تریباذ

تریباذ نایب السلطنه ارمنستان بود که در سال ۳۹۳ ق. م به حکومت سارد و بعد به فرماندهی کل قوا منصوب گردید. صلح انتالسیداس در سال ۳۸۹ ق. م توسط او انجام گرفت و بعد از طرف شاهنشاه مأموریت پیدا کرد که با اوراگوس پادشاه سالامین بجنگد، در این فرماندهی (۳۸۴ – ۳۸۶ ق. م) احتیاجات جنگی در شهرهای کیلیکیه مانند ایسوس (مالوس) و تارس سکه زد. روی اغلب سکه‌ها یک طرف سر هرکول یا بعل یا اهورامزدا و در طرف دیگر تصویر نیم رخ تریباذ که کلاه پارسی به سر دارد منقور است.
روی سکه - سر هرکول
پشت سکه - نیم رخ تریباذ با کلاه پارسی که در پشت سر او کلمه یونانی MAΛ (نام شهر مالوس) نوشته شده‌است.
داتام
داتام پسر کامیسار فرمانروای کیلیکیه بود. پس از کشته شدن پدرش در سال ۳۸۶ ق. م جانشین او گردید و رشادت و لیاقت خود را در دستگیری پادشاه پافلاگونی که با اردشیر دوم مخالفت می‌کرد، به ثبوت رسانید. بدین سبب مورد توجه قرار گرفت و اردشیر دوم او را به واسطه لیاقتش مأمور کرد که در لشکرکشی فرناباذ به مصر شرکت کند (۳۷۴ ق. م) و به او همان اختیار را داد که به سردار دیگر داده بود. پس از چندی شاهنشاه فرناباذ را احضار کرد و فرماندهی قوارا به داتام تعویض کرد، بعد او را مأمور جنگ با آس پیس ساتراپ کانائونی نمود که دانام او را اسیر نموده به دربار فرستاد. چون داتام بسیار مورد توجه اردشیر قرار گرفت، درباریان بر او حسد برده عهد بستند که او را بکشند، ولی یک نفر داتام را مطلع نمود و چون او بر جان خود هراسناک گردید، از خدمت دست کشیده به طرف کاپادوکیه رفت و پافلاگونی را نیز تسخیر ساخت.
اردشیر چون از یاغی شدن داتام مطلع گردید، یکی از سرداران خود را به نام اتوفرادات مأمور جنگ با او نمود، ولی در محاربات تفوق با داتام بود. از این رو اتوفرادات که نتیجه جنگ را به نفع خود نمی‌دید، با او وارد مذاکره شد و صلح انجام پذیرفت؛ ولی اردشیر دوم نسبت به داتام بسیار خشمگین بود تا آنکه به واسطه خیانت یکی از نزدیکان خود کشته شد. بر روی غالب سکه‌های او نقش بعل خدای فنیقی که عصای قدرت یا تیر و کمان یا یک خوشه انگور به دست دارد، دیده می‌شود. در جزو سکه‌های داتام آنچه جالبتر است، سکه کوچکی است که نقش اردشیر دوم شاهنشاه ایران بر روی آن و بر پشت سکه تصویر داتام نقر است.
استاتر پارسی
وزن - ۷۰/۱۰ گرم
روی سکه - خدای بعل نشسته و یک خوشه انگور به دست چپ گرفته‌است.
نوشته - به خط آرامی
پشت سکه - دو الهه مقابل یکدیگر ایستاده‌اند و در بین آن‌ها آتشدان قرار دارد.
مازه
مازه یا مازایوس در حدود سی سال (۳۲۸–۳۶۲ ق. م) فرمانروایی کیلیکیه و ده سال حکومت سوریه را داشت و بعد به فرمانروایی بابل منصوب شد و در دوره حکومت او بود که اسکندر به بابل حمله نمود؛ و این مرد از برای، حفظ مقام، شرافت را زیر پا گذاشته به استقبال اسکندر شتافت و اظهار اطاعت کرد و اسکندر هم سردار بزرگ داریوش را که ناجوانمردانه تسلیم شده بود، پذیرفت و مانند گذشته حکومت بابل را به او واگذار کرد و مازه تا آخر عمر یعنی سال ۳۲۸ ق. م به این سمت منصوب بود.
سکه‌های او سه نوع است: اول سکه‌هایی که درکیلیکیه ضرب زده شد (از ۳۳۳ تا ۳۶۱ ق. م)، دوم ضرب سوریه و سوم آن‌هایی که به تقلید چهار درهمی‌های آتن، ضرب بابل است.
استاتر پارسی
وزن - ۵/۱۰ گرم
روی سکه - خدای بعل که خوشه گندم و انگور به دست دارد، بر وری چهارپایه نشسته و نام او به خط آرامی نقر است.
پشت سکه - شیری در حال دریدن یک آهوست و نام مازه به خط آرامی در کنار سکه قرار دارد.
سکه هشت استاتری منحصربه‌فرد و ممتازی به وزن ۱۰/۴۶ گرم از مازه به دست آمده‌است. تا به حال فقط یک استاتر شبیه به آن دیده شده‌است. نوع دوم که بسیار جالب است و در صیدا ضرب شد، هشت درهمی است که در یک طرف نقش گردونه‌ای که اردشیر سوم بر آن سوار است و در مقال او ارابه ران تسمه‌های چند اسب قوی هیکل که ارابه را می‌کشند، در دست دارد و در پشت گردونه نگهبان مخصوص شاهنشاه سایبان به دست در حرکت است. در کنار سکه به خط آرامی نام فرمانروا نوشته شده‌است؛ و در طرف دیگر سکه نقش کشتی جنگی بر روی امواج آب منقور است.
نوع سوم که در بابل به تقلید سکه‌های آتن ضرب زده شده‌است و قطعاً متعلق به دوره اسکندر می‌باشد، دریک طرف خدای بعل بر روی چهارپایه نشسته و در طرف دیگر شیر در حال راه رفتن و نام مازه به خط آرامی نقر گردیده‌است.
سکه کوچکی از مازه به وزن ۶۵/۱ گرم (نیز به دست آمده‌است)
- ارونت

ارونت یکی از شاهزادگان باختر و داماد اردشیر دوم و مدتی فرمانروای قسمتی از ارمنستان و میسی بود. در موقعی که شاهنشاه سرگرم تجهیز قوا برای فرونشاندن شورش چند ایالت غربی بود، ارونت نیز به آن‌ها ملحق گردید و شورشیان او را به فرماندهی کل قوای خود منصوب کردند و طلای فراوانی به او دادند که ارونت به وسیله آن به ضرب سکه پرداخت (۳۶۳. ق. م)
ارونت به هم دست‌های خود نیز خیانت کرد و پس از دریافت پول به خیال آنکه پاداش بزرگ‌تری نصیب وی شود و شاهنشاه فرمانروایی نواحی دیگری را به او تفویض کند، تمام شورشیان را گرفته و به دربار فرستاد.
بر روی سکه‌های ارونت نقش نیم رخ او با کلاه پارسی و در طرف دیگر آن اسب افسانه‌ای بالدار که از کمر به پایین به شکل ماهی می‌باشد، نقر است.
- آبروکوماس

آبروکوماس در حدود سال ۳۶۰ ق. م فرمانروایی سینوپ بوده‌است و قبل از آن در سال ۳۹۰ ق. م اردشیر دوم او را با فرناباذ و تی تروست مأمور جنگ با مصری‌ها نمود.
روی سکه - نیم رخ الهه سینوپ و طرف دیگر عقابی که ماهی را با چنگالهایش گرفته و در زیر ماهی به خط آرامی نام فرمانروا نفر است که به واسطه ساییدگی قابل خواندن نمی‌باشد.
- آریارات

آرایارات در حدود ۳۵۰ ق. م حکومت سینوپ را داشت و سکه‌های او نظیر سکه‌های آیروکوماس است، فقط درنام اختلاف دارند. در حمله اسکندر به ایران، آریارات از هرج و مرج اوضاع مملکت استفاده کرد کیلیکیه را جزو قلمرو فرمانروایی خود ساخت.
- باگوآس

باگوآس یکی از محارم طرف اعتماد اردشیر سوم بود. در موقعی که اردشیر برای تسخیر مجدد مصر اقدام کرد(۳۳۴ ق. م) او را به فرماندهی قسمتی از سپاه برگزید. باگوآس در این موقع به ضرب سکه اقدام نمود و در حقیقت برای اولین بار توسط او سکه در مصر زده شده‌است، زیرا تا آن زمان مصری‌ها سکه نداشتند و فلزات را بنابر وزن به کار می‌بردند و اگر سکه‌های یونانی یا شاهنشاهی و ممالک تابعه و ایالتی به دستشان می‌رسید، مانند قطعه فلز، به وسیله ترازو می‌کشیدند و سپس مورد معامله قرار می‌دادند.
سکه باگوآس مانند سکه‌های صیدا در یک طرف نقش کشتی جنگی و در سوی دیگر گردونه‌ای که اردشیر سوم بر آن است و سه اسب آن را می‌کشند، نقر است. در مجموعه موزه ایران باستان سکه‌های کوچکی از باگوآس موجود است که در یک طرف آن نقش کشتی جنگی و در سمت دیگر نقش اردشیر سوم هنگام حمله با خنجر به یک شیر که بر روی پاهای خود بلند شده‌است، دیده می‌شود.
- ممنن

مم نن برادر من تور یونانی بود که پس از مرگ بردارش فرماندهی قشون ایران در شهرهای ساحلی دریای اژه با او بود و در سال ۳۳۶ ق. م که قوای مقدونی‌ها برای اولین بار پیشرفتهایی کردند، مم نن آن‌ها را مجبور به عقب‌نشینی نمود و نقاط تصرفی را از آن‌ها پس گرفت و بعد در جنگ‌های ایران با اسکندر شرکت کرد و در سال ۳۳۴ ق. م در شهر افس سکه زد. روی سکه نقش داریوش سوم به صورت کماندار پارسی و پشت سکه فرو رفتگی نامنظم نقر است.
- سپهرداد

سپهرداد فرمانروای سارد و ایالات یونانی در سال ۳۳۴ ق. م در موقع جنگ با اسکندر از طرف داریوش سوم به فرماندهی قوا منصوب شد و به ضرب سکه اقدام کرد که تصویر و نام وی بر روی سکه منقور است تا به حال چندین سکه نقره و مس از او به دست آمده‌است که بعضی از سکه شناسان معتقدند که در شهر لامپساک به ضرب رسیده‌است، در صورتی که این شهر جزو حکومت و فرمانروایی سپهرداد نبوده‌است؛ ولی از آنجایی که او به مناسبت مأموریت در جنک به ضرب سکه اقدام نموده‌است، از این رو ممکن است بنابر مقتضیات و احتیاج در حین عبور سپاه و حمل و نقل وسایل جنگی در این شهر ضرابخانه‌ای دایر کرده باشد.
روی سکه - تصویر سپهرداد با کلاه پارسی
پشت سکه - نقش اسب بالدار و نام او به خط یونانی
سکه‌های سلاطین و امرای تابع دولت هخامنشی
نوع دیگری از سکه که در شاهنشاهی هخامنشی رواج داشت، سکه‌های سلاطین و امرای تابع مانند شاهان شهرهای فنیقیه، امرای کاری، پامفیلی و شهرهای یونانی آسیای صغیر بود که اغلب امارت یا سلطنت در خاندان آن‌ها موروثی و زمانی هم که تحت اطاعت دولت هخامنشی درآمدند، استقلال داخلی داشته مانند گذشته به اداره امور خود مشغول و موظف بودند که مالیات بپردازند و در وقت جنگ قشون مجهزی ترتیب دهند که تحت امر شاهنشاه آماده خدمت باشد؛ بنابراین ضرب سکه مانند سایر امور جنبه داخلی داشته‌است و اینان در کمال آزادی و به هر ترتیب که مایل بودند، به ضرب سکه اقدام می‌کردند. ثمره این آزادی پیدایش انواع سکه‌هایی است که از لحاظ هنری ارزش فراوانی دارند. بر روی بعضی از سکه‌ها مانند سکه شاهان صیدا و کیلیکیه نقش شاهنشاه منقور است و این نقش نماینده برتری این شاهان تابع است بر سایرین و در حکم مهر و عنوانی می‌باشد که شاه نیابت سلطنت آنان را مسجل می‌کند. در موقع جنگ و احتیاجات اضافی به پول، فرمانده یا سرداری که از طرف شاهنشاه یکی از ممالک تابع مأموریت داشت، می‌توانست ضرابخانه جدیدی را راه‌اندازی کند و ضرابخانه محلی وضع معمولی خود را ادامه داده به هیچ وجه مقید نبود که به طرز جدیدی عمل نماید. در این صورت شاهان محلی با آزادی کامل سکه زده‌اند، بدون آنکه تابع شرایط خاصی باشند.
- سکه‌های فنیقیه

صیدا
در دوره هخامنشی صیدا به واسطه موقعیت خاصی که از لحاظ بحریه داشت، بسیار مورد توجه شاهنشاهان بود، چنان‌که در دوره خشایارشا پادشاه صیدا اولین مقام را احراز کرده بود و بسیار طرف اعتماد و احترام بود. کشتی‌های صیدا مجهزترین و با قدرت‌ترین کشتی‌های آن زمان بوده و قسمت مهمی از بحریه ایران را تشکیل می‌دادند، به این مناسبت اغلب شاهان صیدا ریاست بحریه ایران را داشتند که فرمانروایان فقط بر آنان نظارت می‌کردند.
بر روی سکه‌های صیدا بیشتر نقش کشتی جنگی، که مظهر تفوق دریایی است، نقر است و مطالعه انواع سکه‌های صیدا تا قبل از حمله اسکندر و انتساب هر ردیف به یکی از شاهان محلی مبحث بسیار جالبی می‌باشد، زیرا روی اغلب سکه‌ها علامت شهر یا نام شاه به خط آرامی نقر می‌باشد و تا به حال چند سکه که سال ضرب بر روی آن قرار دارد، به دست آمده‌است.
سکه‌های صیدا به اوزان مختلف: دواستاترا، نیم استاتر و سکه‌های کوچک (ابول) می‌باشند و جنس فلز از نقره‌است.
دواستاتر - سکه‌ای بسیار زیباست که در یک طرف آن نقش کشتی جنگی و در سمت دیگر اردشیر سوم شاهنشاه هخامنشی سوار بر گردونه‌ای می‌باشد که یکی از بزرگان یا شاهزادگان افسار اسب را به دست گرفته‌است و در پشت گردونه شخصی حرکت می‌کند که عصای سلطنت به دست دارد و در بالای سکه دو حرف که علامت نام استراتون دوم است قرار دارد.
دواستاتر، به وزن ۴۰/۲۵ گرم است.
استاتر - در یک طرف نقش کشتی جنگی با چهار بادبان و سمت دیگر، اردشیر دوم در حال کشیدن کمان ایستاده‌است و در طرفین او در فرو رفتگی سکه نقش نیم تنه بزکوهی و تصویر تمام رخ خدای محلی به صورت غیر واضحی نقر است.
استاتر به وزن ۳۰/۷ گرم است.
سکه شاهان صیدا به انضمام سکه‌های یکی از شاهان ناشناس که مربوط به سال ۳۷۴ ق. م می‌باشد، به ترتیب عبارت‌اند از:
استراتون اول (عبد سترت)
استراتون اول مدت ۱۳ سال، از سال ۳۶۲ تا ۳۷۴ ق. م سلطنت کرده‌است و سکه‌های دو استاتری او دو نوعند:
نوع اول با نقش گردونه و کشتی جنگی، چنان‌که شرحش گذشت و استاتر نوع دوم با نقش کشتی جنگی با یک ردیف پاروزن که در کنار قلعه‌ای که دارای پنج برج می‌باشد، واقع است و در زیر کشتی دو شیر که پشت به هم دارند، در حرکت‌اند.
استاتر استراتون اول:
روی سکه - نقش کشتی جنگی بدون پادیان در مقابل قلعه‌ای که دارای چهار برج است و در پایین کشتی دو شیر در جهت مخالف در حرکت‌اند. طرف دیگر سکه اردشیر دوم که خنجر به دست راست دارد ایستاده و با دست چپ یال شیری را که روی دو پا بلند شده‌است گرفته‌است، و در وسط دو حرف که معرف نام عبدسترت می‌باشد، نقر است.
سکه‌های کوچکی نیز مربوط به این شاه پیدا شده‌است که نقش کشتی جنگی با قلعه سه برجی بر روی آن نقر است و در پشت سکه اردشیر دوم کمان به دست ایستاده و در دو فرورفتگی نقوش غیر واضحی از سر بزر کوهی و خدای فنیقی به نام بزا نقر می‌باشد. سکه‌ای در مجموعه موزه ایران باستان موجود است که در یک طرف کشتی بر روی امواج آب و در سمت دیگر شاهنشاه در حال کشتن شیری می‌باشد که بر روی دو پا ایستاده‌است.
وزن سکه کوچک (ابول) ۸۵/۰ گرم است.
- بدسترت

دوره سلطنت این پادشاه شش سال (۳۷۴–۳۸۰ ق. م (می‌باشد. نوع سکه‌های او به طرز معمولی سکه‌های صیداست و سهولت تشخیص آن به واسطه حرف اول نام اوست که بر روی سکه نقر است.
استراتون دوم
استراتون دوم از سال ۳۶۲ تا ۳۷۳ ق. م سلطنت کرده و سکه‌های او نظیر سکه‌های شاهان قبلی است.
- تن

راجع به دوره سلطنت تن اقوال مختلف گفته شده‌است و سکه شناسان نیز هر یک بنابر سلیقه و تشخیص خود نظر یکی از مورخان قدیم را گرفته و نقل کرده‌اند. در کتاب ایران هخامنشی ارنست بابلون، دوره سلطنت تن دوازده سال (۳۵–۳۶۲ ق. م)، بلافاصله پس از سلطنت استراتون اول ذکر شده‌است. در صورتی که دمرگان تاریخ سلطنت او را از سال ۳۵۱ تا ۳۵۵ دانسته و او را سومین شاهی می‌داند که پس از استراتون اول به سلطنت صیدا رسیده‌است. سکه‌های تن ردیف مرتبی دارد که از دواستاتری به وزن ۲۵ گرم شروع می‌شود و به استاتر (ابول) ۵۰/۰ گرم ختم می‌گردد.
بر سکه تن نیز مانند سایر سکه‌های صیدا، نقش گردونه‌ای که شاهنشاه هخامنشی بر آن سوار است با کشتی جنگی یا شاهنشاه در حال کشتن شیر، نقر است.
بر روی سکه دو حرف به خط فنیقی که علامت نام تن است (ت ۱۰) دیده می‌شود و بر روی اغلب سکه‌های این پادشاه سال سلطنت او نیز نقر است.
- اوراگوراس دوم

سکه‌های صیدای اوراگوس دوم (۳۶۶–۳۴۹ ق. م) مانند سکه‌های معمولی صیداست، یعنی در طرفی کشتی جنگی بدون بادبان با یک ردیف پاروزن بر روی امواج در حرکت است و در سوی دیگر اردشیر سوم در گردونه‌ای که سه اسب آن را می‌کشند ایستاده و ارابه ران و شخصی که در پشت ارابه حرکت می‌کند، به همان ترتیبی است که بر روی سایر دو استاتری‌ها منقوش است.
در کنار سکه‌های اوراگوراس علامت نام او (۱-آ) نقر است. از اوراگوراس سکه‌های دواستاتری به وزن ۲۶ گرم و سکه‌های کوچک به وزن ۷۲/۵ گرم به دست آمده‌است.
- استراتون سوم

استراتون سوم از سال ۳۳۲ تا ۳۴۵ ق. م) که سال ورود اسکندر به صیداست، سلطنت کرده‌است. قسمتی از سکه‌های او مربوط به دوره اردشیر سوم و بقیه مربوط به داریوش سوم می‌باشد.
نوع سکه‌های استراتون سوم مانند سکه‌های معمولی صیداست با نقش گردونه و کشتی جنگی و در کنار سکه علامت نام او و گاهی سال سلطنت نقر است.
پس از فتح اسکندر، شاهان صیدا حق ضرب سکه به نام خود نداشتند و سکه چه طلا و چه نقره بایستی به ترتیب معمولی سکه‌های اسکندر باشد، فقط علامت شهر یا نام کامل شهر به خط فنیقی یا یونانی بر روی آن منقوش است.
از دوره سلوکی سکه‌های نقره یا مس مربوط به این ناحیه به دست آمده که اغلب نقش آستار الهه صیدا وسایر شهرهای فنیقیه بر روی آن مشاهده می‌شود.

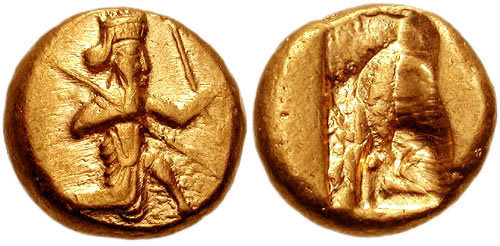
سکه داریک دوران هخامنشی
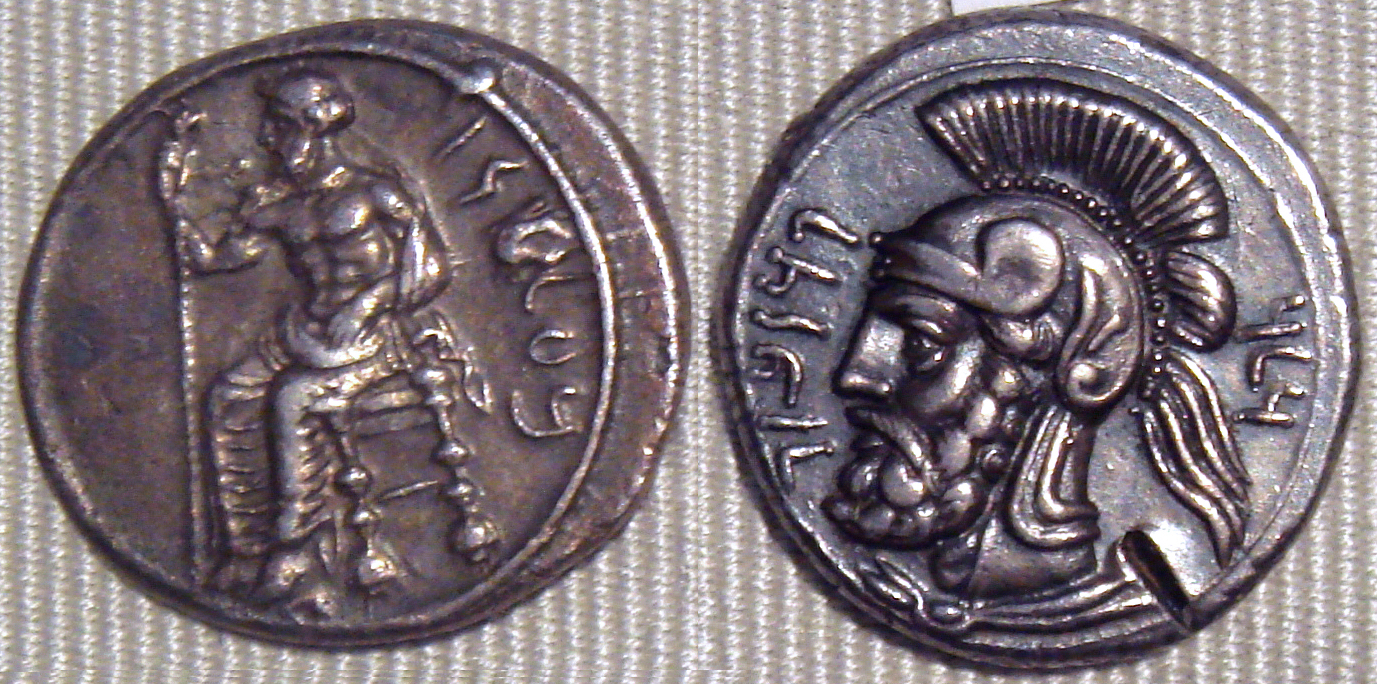
سکه فارنابازوس
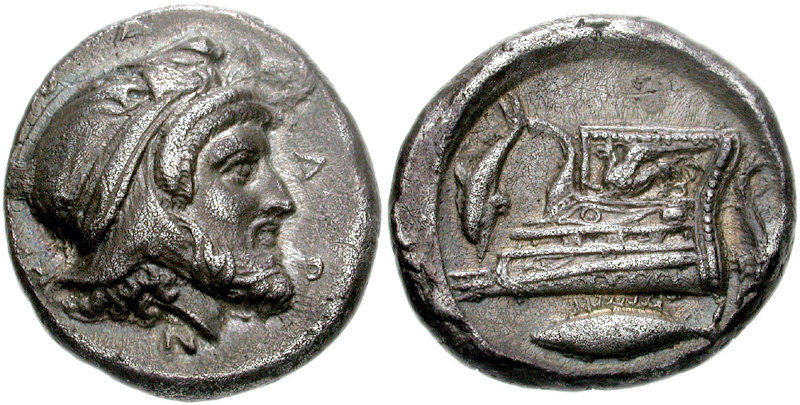
سکه فارنابازوس با نشان ماهی
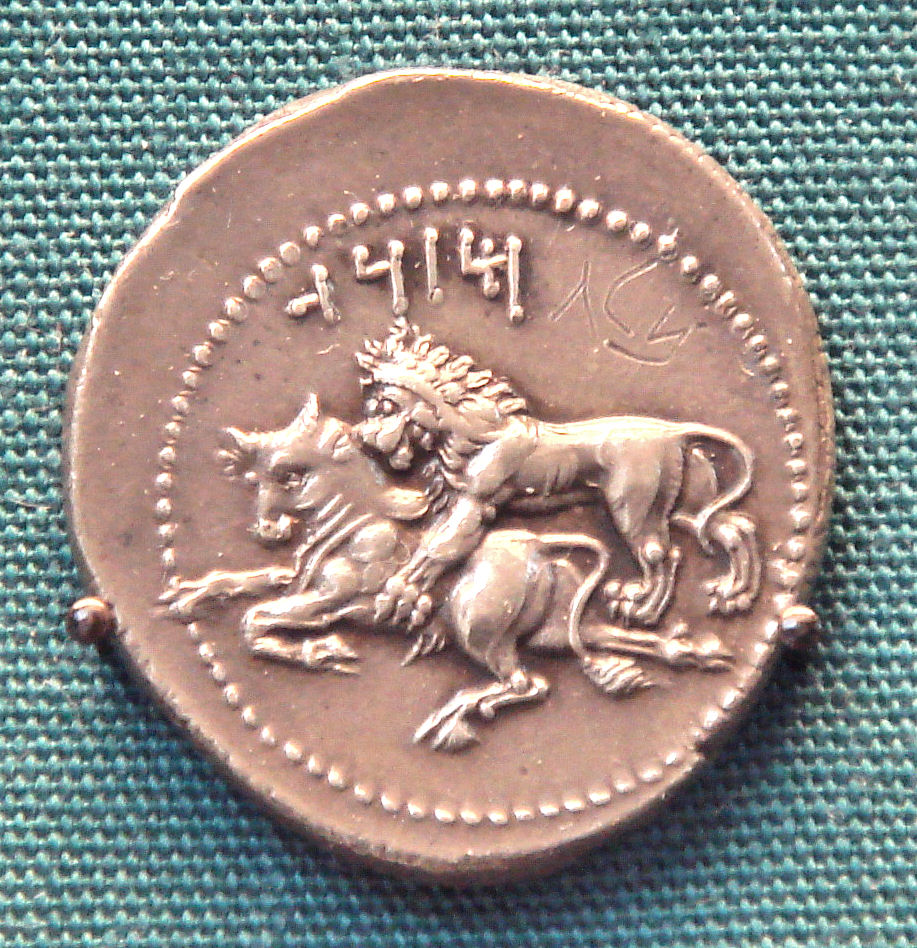
سکه مازئوس (مازیار) ساتراپ بابل در دوران داریوش سوم

## سلوکیان

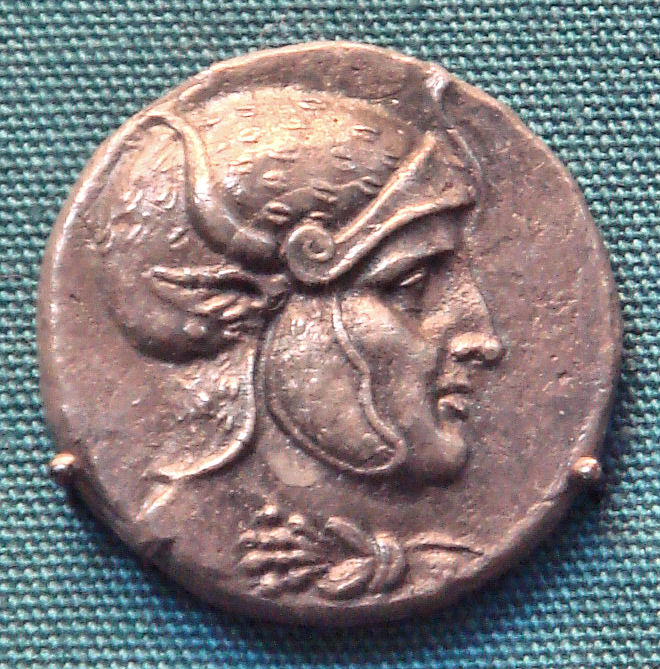
سکه سلوکوس یکم
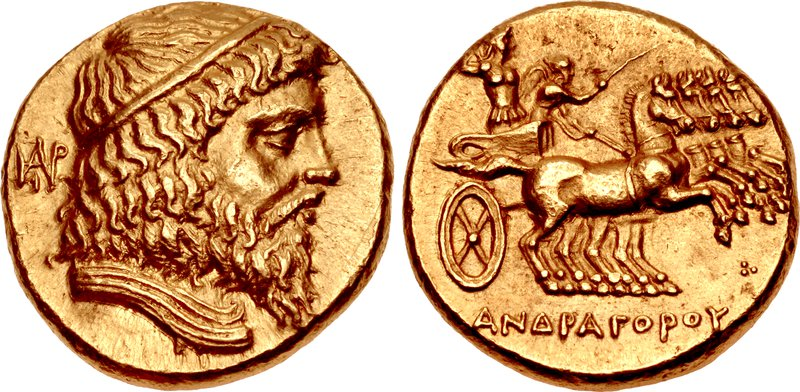
سکه آندروگوراس
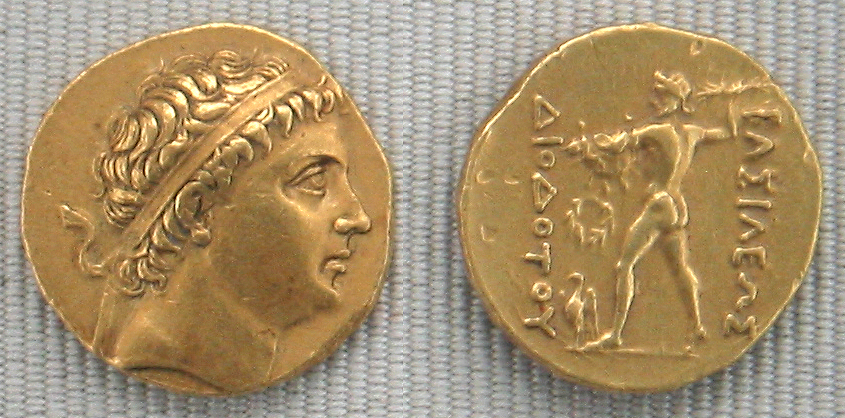
سکه دیودوت یکم مؤسس دولت یونانی بلخ (باکتریا)
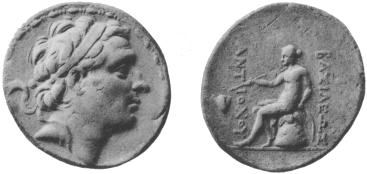
سکه نقره آنتیوخوس سوم
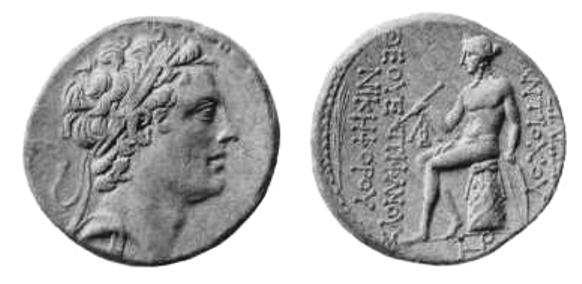
سکه آنتیوخوس چهارم
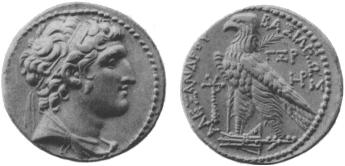
سکه الکساندر بالاس
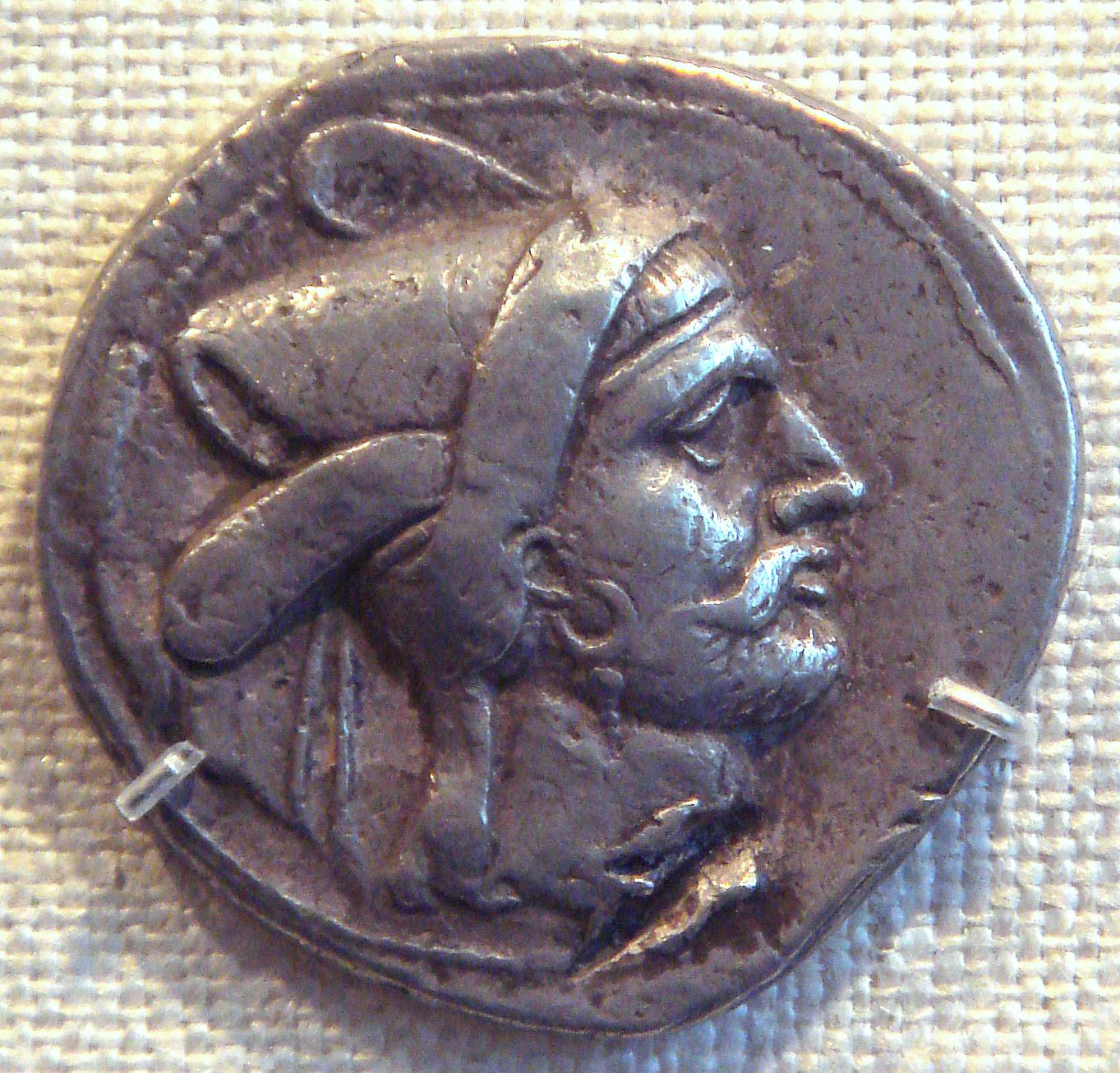
سکه بگاداتس اول
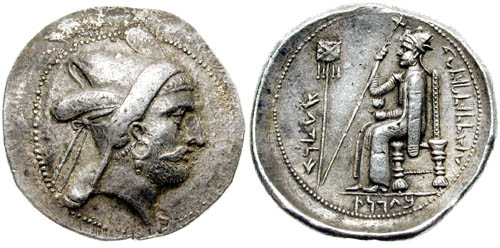
سکه‌ای دیگر از بگاداتس اول

## اشکانیان
یکی از منابع بسیار مهم و قابل استناد دورهٔ اشکانی، مجموعه سکه‌های شاهان اشکانی است که اطلاعات بسیاری در خصوص سیر تاریخی شاهان و همچنین مسائل اجتماعی، سیاسی و هنر این دوره به ما ارائه می‌کند. با توجه به این که پارت‌ها هیچ تجربه قبلی در ضرب سکه‌هایشان نداشتند، تهیه و ضرب سکه خود را به احتمال زیاد به مناطق یونانی در پارت، و دیگر نقاط تحت سلطه‌شان می‌سپردند که در آن‌ها ضرابخانه‌های محلی سلوکی فعال بودند. اشکانیان در طول دوران حکومت خود، از عناوین و القاب گسترده یونانی بر سکه‌هایشان استفاده می‌کردند. همچنین، بسیاری از نقوش روی سکه‌ها نیز تقلیدی از سکه‌های یونانی و سلوکی بوده‌است که پیش از آن در قلمرو حکومت سلوکی در گردش بود. بررسی پیکرنگاری این سکه‌ها و تغییراتی که در دوره‌های گوناگون بنا بر دلایل مختلف بر عناصر و جزئیات آن روی داده‌است، می‌تواند ما را در شناخت سبک‌های هنری و همچنین مسائل مربوط به پوشش این دوران و روش‌های تبلیغاتی پادشاهان برای کسب اعتماد و همراهی دولت‌های تابع‌شان یاری کند. شناسایی و گاهشماری سکه‌های اشکانی بسیار دشوار است، چرا که بسیاری از پادشاهان اشکانی نام بنیانگذار پادشاهی، یعنی ارشک را بر سکه‌هایشان آورده‌اند. در دوره اشکانی برای نخستین بار در میان پادشاهی‌های ایرانی نام یا نشان ضرابخانه‌ها بر سکه‌ها ظاهر می‌شوند که این موضوع می‌تواند بسیاری از مسائل این دوران، اعم از مسائل اقتصادی، جغرافیایی و سیاسی را روشن سازد. رفته رفته عناصر بومی، هم در نوشته‌ها، و هم در تصویرنگاری پشت و روی سکه‌های اشکانی پررنگ‌تر از پیش شد. تا قرن ۲ میلادی، اشکانیان با چند مورد استثناء، از متن‌های یونانی در ضرب سکه‌هایشان استفاده می‌کردند. همچنین عناوین رسمی آن‌ها نیز یونانی بود. شواهد بیشتری نیز از نوشته‌های روی سکه‌ها، به‌خصوص در سکه‌های ضرب شده از اواسط قرن دوم تا پایان قرن اول پیش از میلاد قابل دریافت است، که پادشاهان اشکانی تعداد بسیاری از عنوان‌ها را مورد استفاده قرار دادند. این عناوین، دربردارنده اهداف و کاربردهای گوناگونی بودند، که از آن جمله می‌توان به کاربرد سیاسی، خانوادگی و قومی، و همچنین ابعاد مذهبی اشاره کرد.

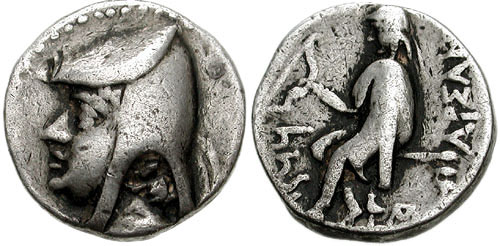
سکه نقره دراخما اشک (ارشک) یکم، نام پادشاه به خط یونانی روی سکه حک شده‌است.
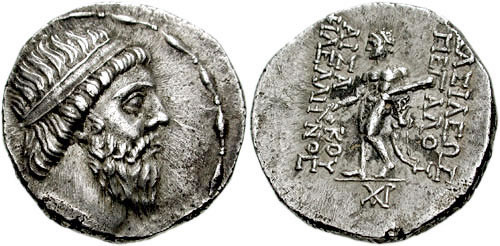
سکه نقره دراخما مهرداد یکم، به همراه ریش و سربند پادشاهی
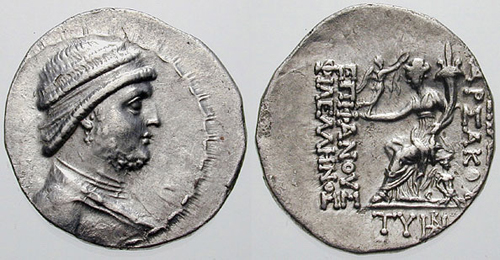
سکه نقره دراخما مهرداد دوم، تصویر نشسته نیکه الهه پیروزی
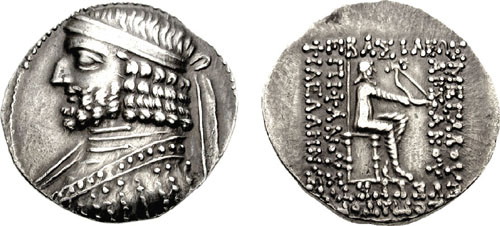
سکه ارد یکم
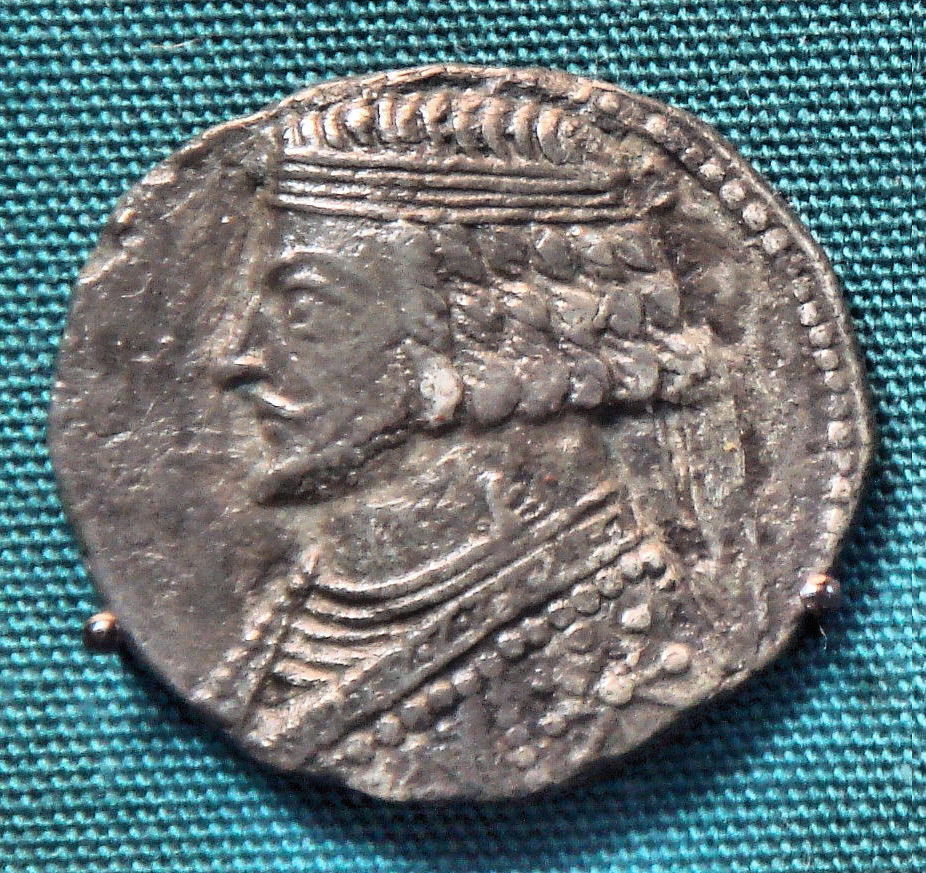
سکه فرهاد چهارم
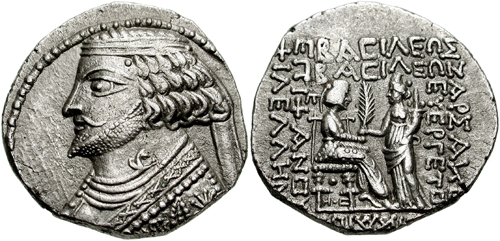
سکه فرهاد چهارم
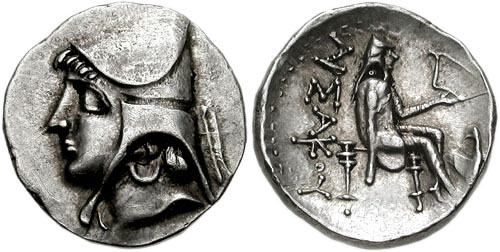
سکه اردوان یکم (اشک دوم)
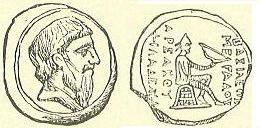
سکه فرهاد یکم
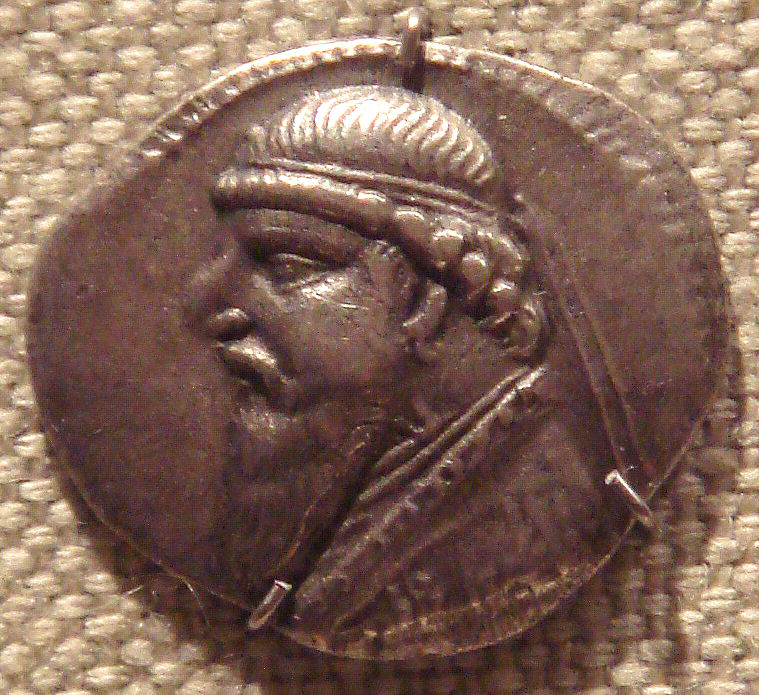
سکه مهرداد دوم
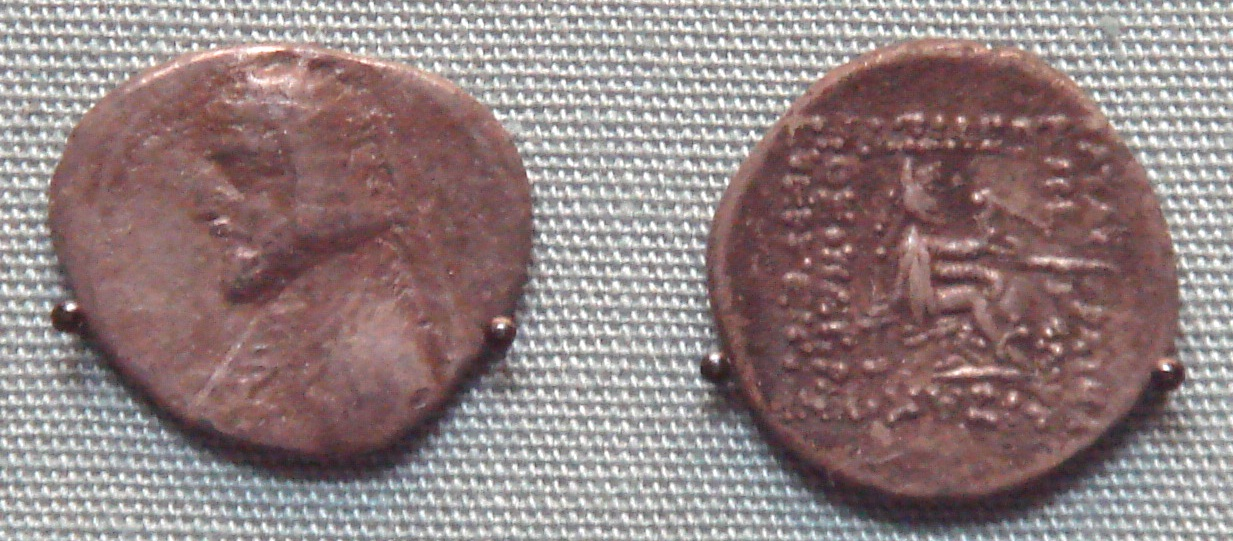
سکه گودرز یکم
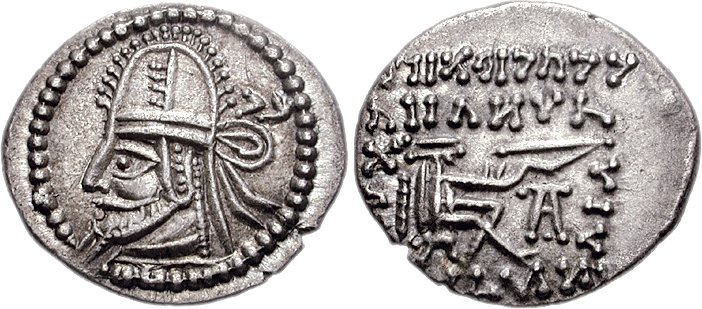
سکه اشک بیست و نهم
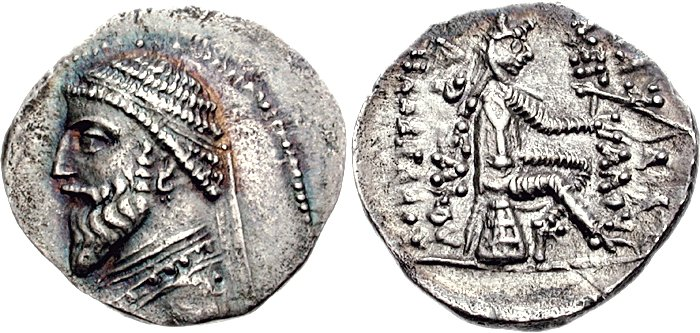
سکه اردوان یکم
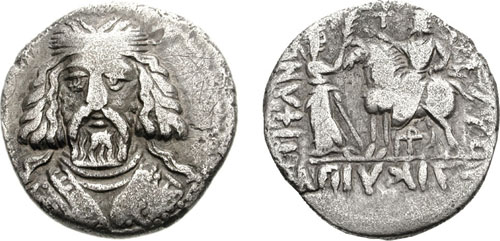
سکه اردوان دوم
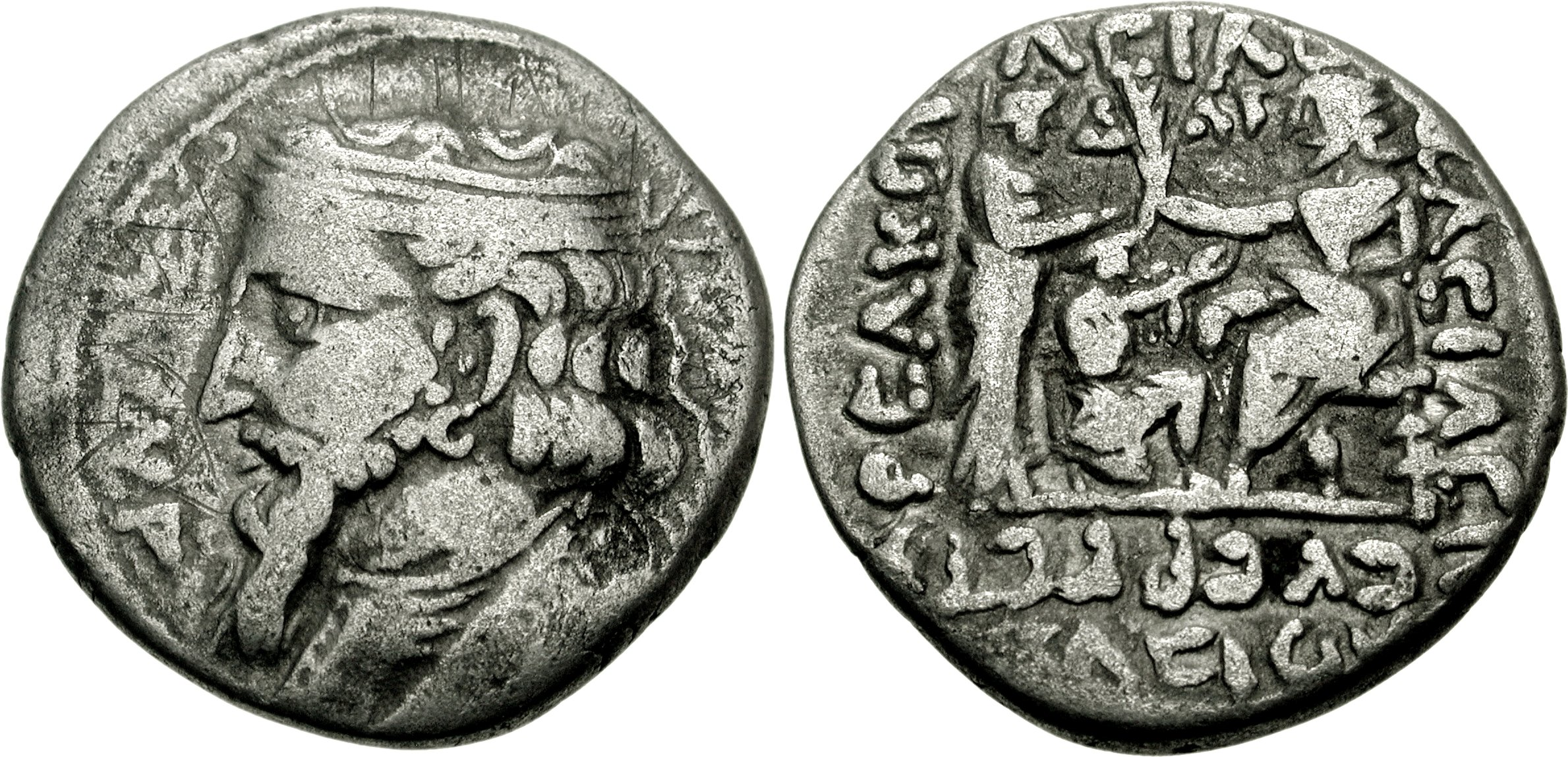
سکه اردوان سوم
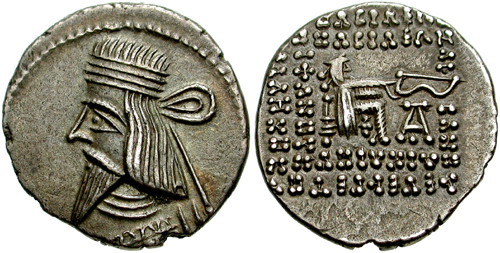
سکه‌ای دیگر از اردوان سوم
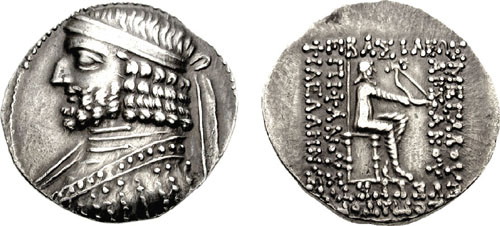
سکه ارد یکم
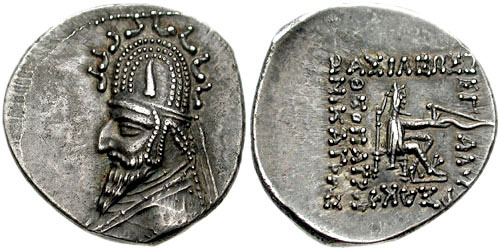
سکه سیناتروک
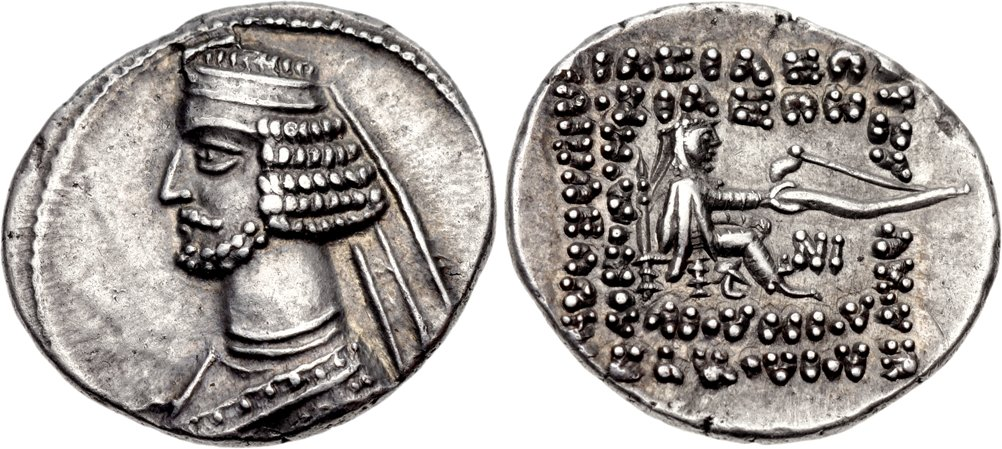
سکه ارد دوم
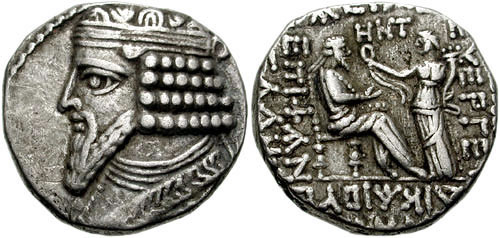
سکه گودرز دوم
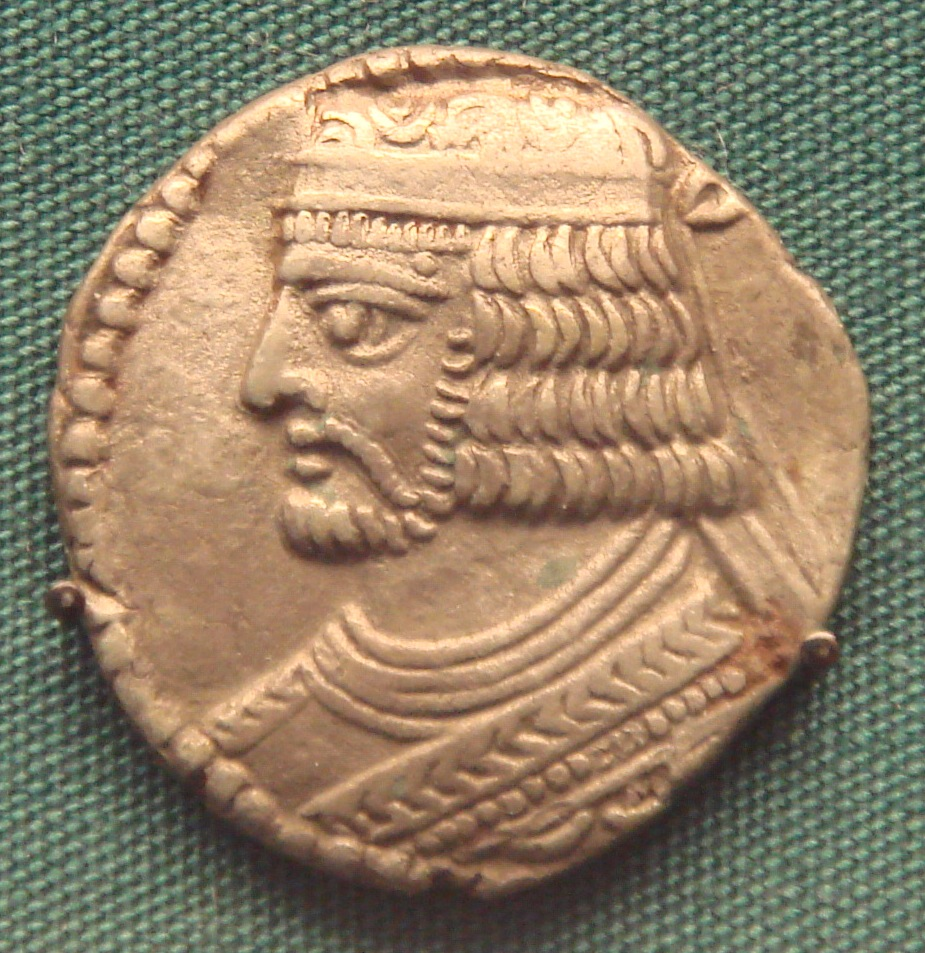
سکه‌ای دیگر از بلاش یکم
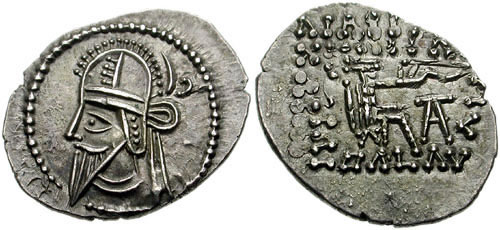
سکه بلاش ششم
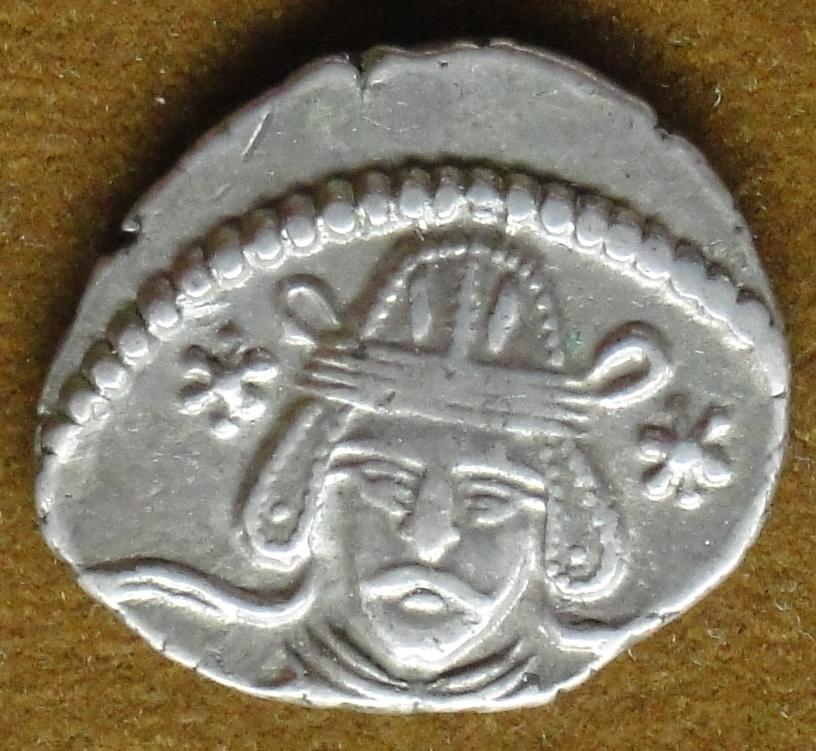
سکه نقره ونن دوم
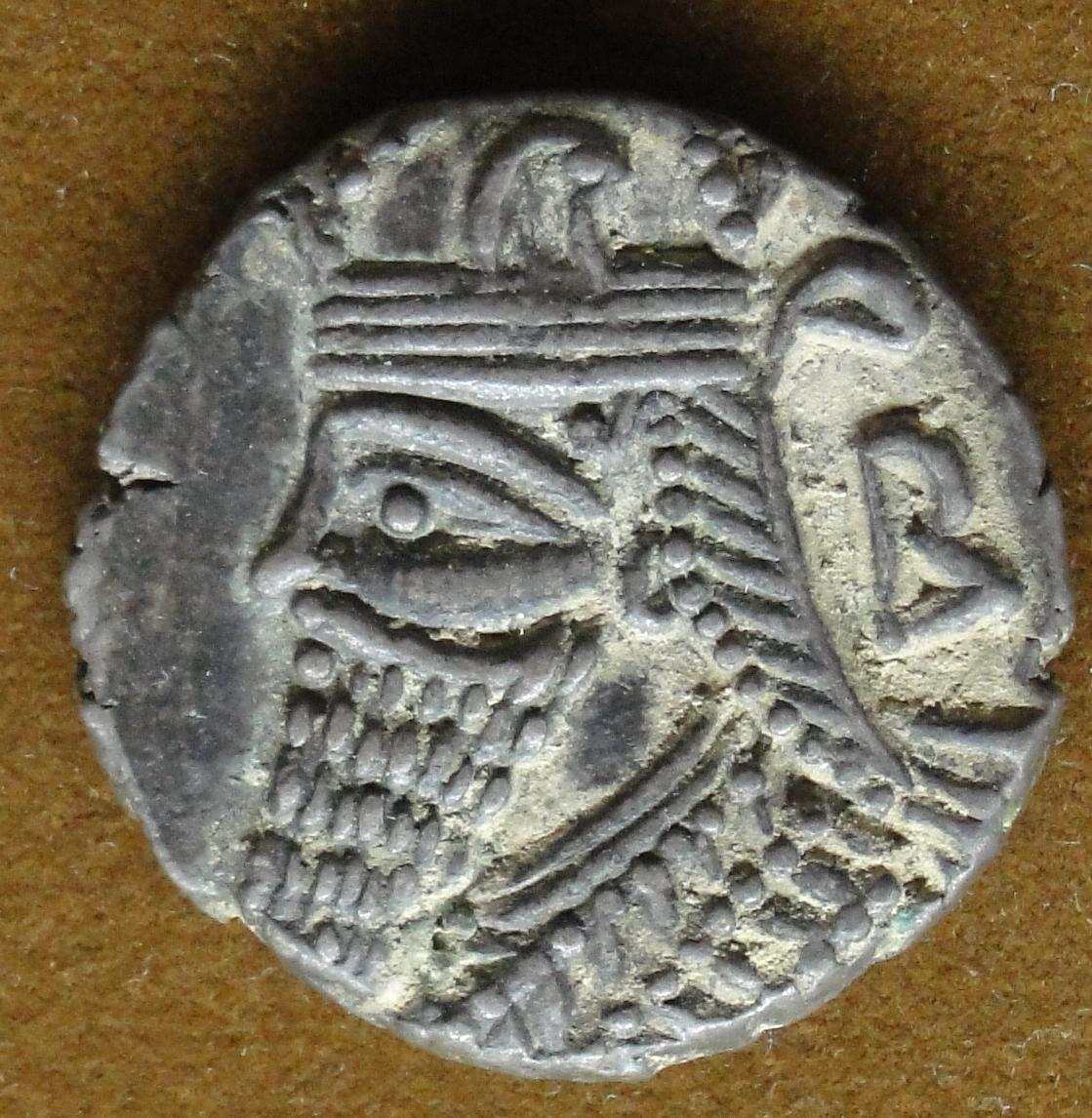
سکه نقره بلاش پنجم
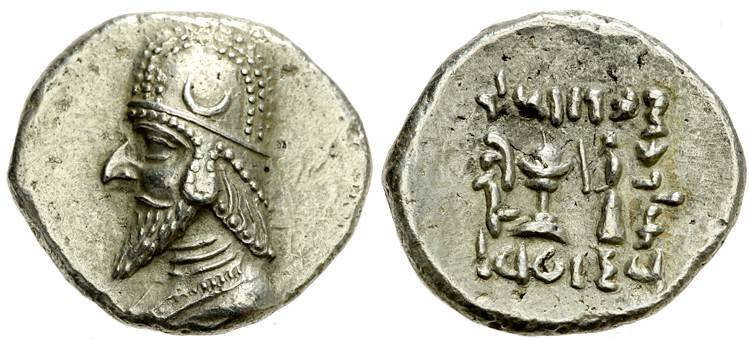
سکه داریوش دوم، پادشاه سلسله محلی پارس در زمان اشکانیان

## پادشاهانالیمائی

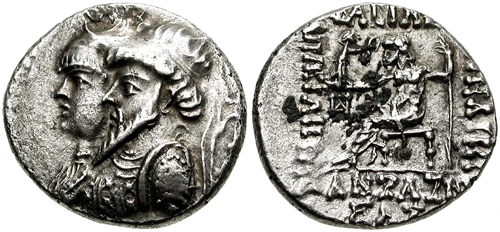
سکه کامناسکیرس سوم پادشاه الیمائی کنار همسرش آنزازه
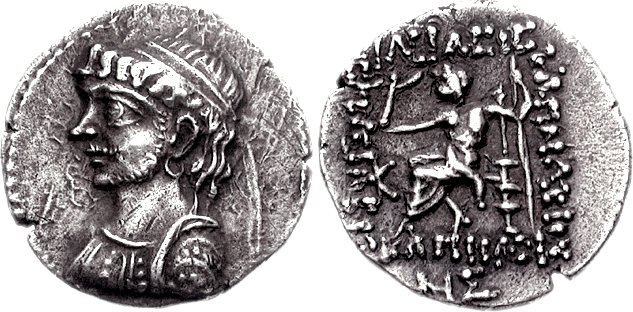
سکه کامناسکیرس چهارم
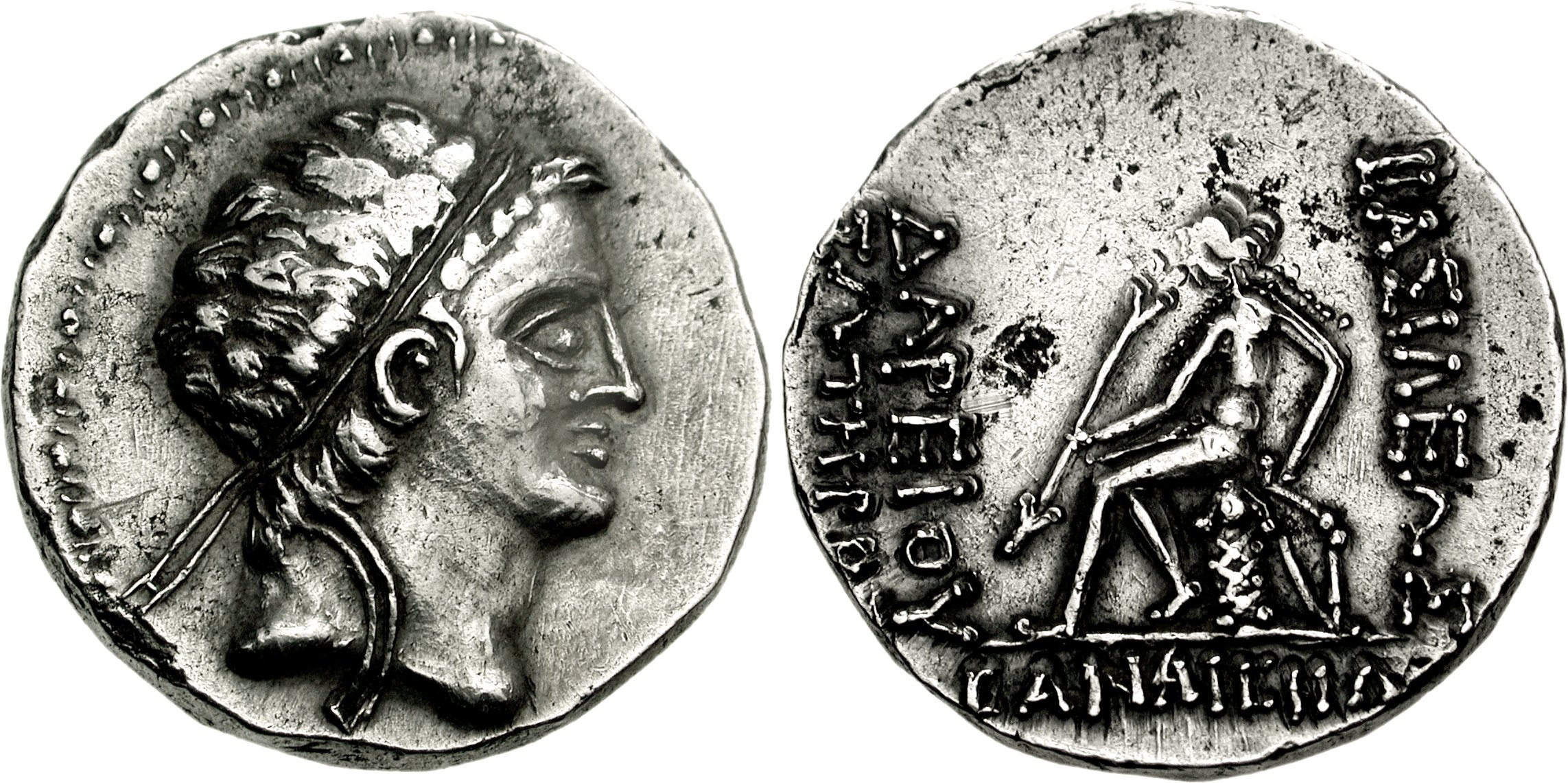
سکه داریوش
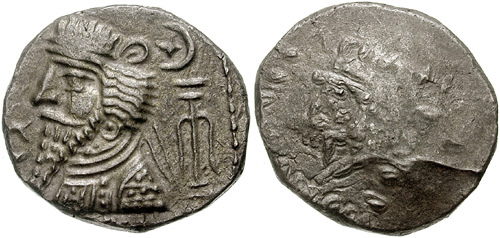
سکه اورودس یکم
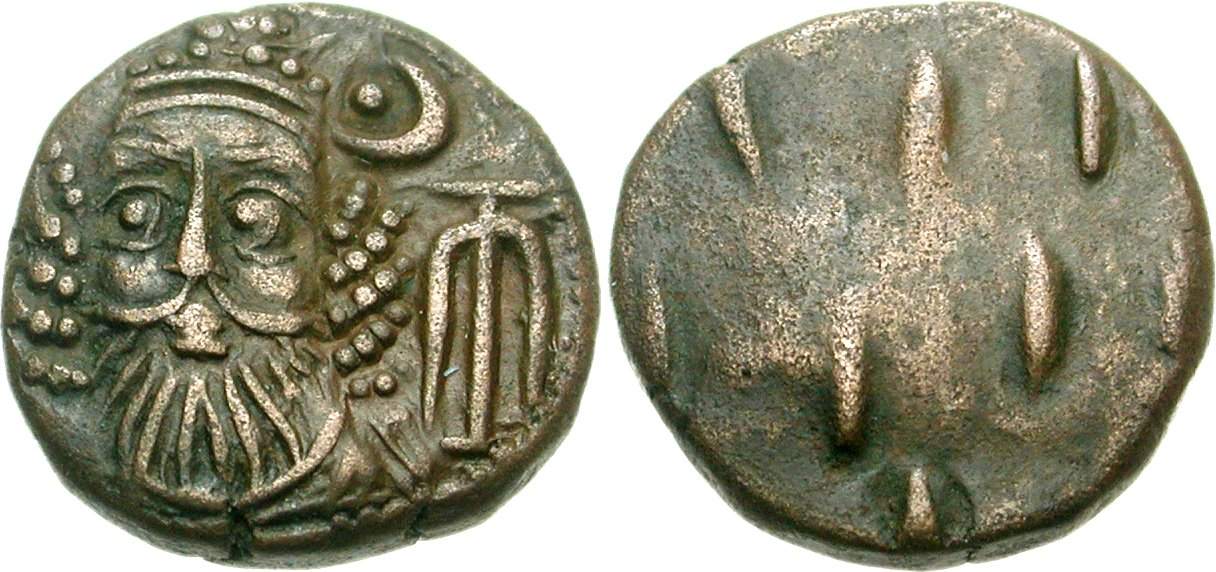
سکه کامناسکیرس اورودس سوم
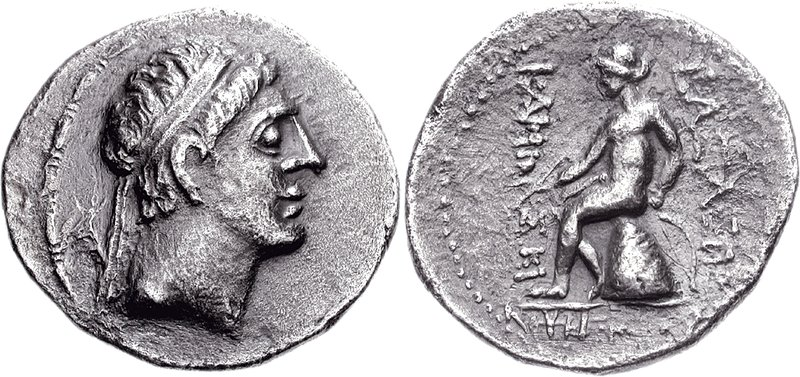
سکه کامناسکیرس دوم

## ساسانیان
سکه‌های ساسانی' اشاره به سکه‌هایی دارد که در قلمروی شاهنشاهی ساسانی (۶۵۱–۲۲۴ میلادی) ضرب می‌شد. امپراتوری روم همراه با امپراتوری ساسانی مهم‌ترین دولت‌های صادرکننده پول در اواخر دوران باستان بودند. آغاز تاریخ ضرب اولین سکهٔ ساسانی که نام فرمانروایان ساسانی جایگزین نام شاهان دودمان پیشین شد، حدود سال ۲۰۹ میلادی دانسته می‌شود. این سکه‌ها سند و مدرک‌های گران‌بهایی از تاریخ و فرهنگ و هنر و دین ایران به‌شمار می‌روند. از نظر تاریخ‌نگاری استفاده از این منابع به مانند بررسی سنگ‌نوشته‌ها و نقش برجسته‌های ساسانی بسیاری از مسائل تاریخی را به نظر می‌آورد. سکه‌های ساسانی از جنس طلا، نقره، برنز و آلیاژی از قلع و سرب ضرب شده‌اند. سکه‌های طلا را دینار و نقره را درهم می‌گفتند. شاهنشاهی اشکانی در مدت چهار قرن فرمانروایی تنها به ضرب سکه‌های نقره اکتفا نمود اما اردشیر بابکان برای رقابت با رومیان و نمایش قدرت سیاسی و اقتصادی، سکه‌های طلای «دینار» ضرب کرد. وزن این سکه‌های طلا هم وزن طلای رومی بود. بر روی سکه‌های ساسانی تصویر شاه دیده می‌شود که تقریباً همیشه صورت او به سوی راست است. هر شاه دارای تاج مخصوص به خود بود اما بعضی از شاهان چند تاج مختلف داشتند. گاه در سکه‌های ساسانی نقش شاهنشاه و جانشین او یا تصویر سه‌گانه شاهنشاه، بانوی بانوان و جانشین شاهنشاه نقش می‌شد که این ترکیب تنها ویژهٔ سکه‌های بهرام دوم است. در اوایل دوره، در پشت سکه، آتشدانی تصویر شده‌است که شعلهٔ آتش در آن نمایان است. در دو سوی آتشدان تصویر شاه و ملکه یا شاه و ولیعهد یا شاه و یکی از ایزدان زرتشتی مهر (ایزد ایرانی) و آناهیتا دیده می‌شود اما در اواسط دورهٔ ساسانی به بعد، دو موبد در دو سوی آتشدان دیده می‌شوند. تقریباً تمامی سکه‌های ضرب‌شده بعد از خسرو پرویز، از نظر صورت و لباس و تاج و عناصر پشت سکه به‌طور کامل به سکه‌های خسرو پرویز شباهت دارند. موارد استثنایی معدود، شامل سکه‌های شیرویه، اردشیر سوم، پوران و قسمتی از سکه‌های یزدگرد سوم است. اعراب مسلمان پس از فتح ایران، سکه‌هایی به سبک سکه‌های ساسانی با حاشیه‌ای به خط کوفی، ضرب کردند که به سکه‌های عرب-ساسانی معروف است.

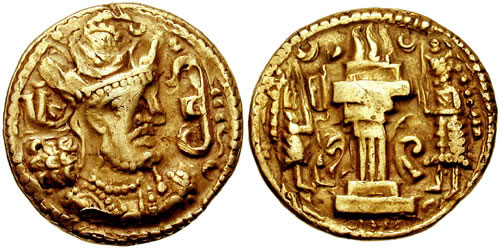
سکه شاهپور دوم
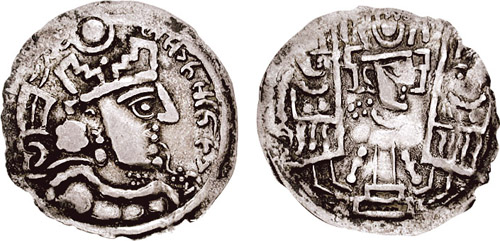
سکه بهرام گور
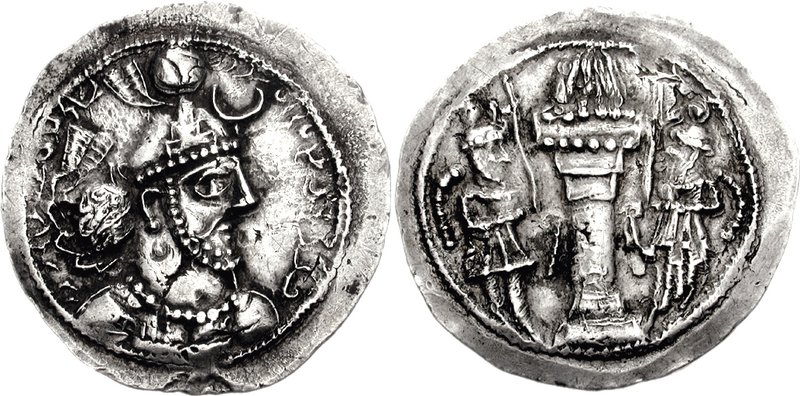
سکه یزدگرد یکم
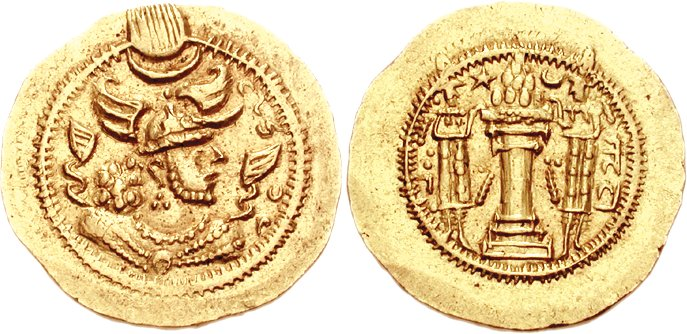
سکه پیروز یکم
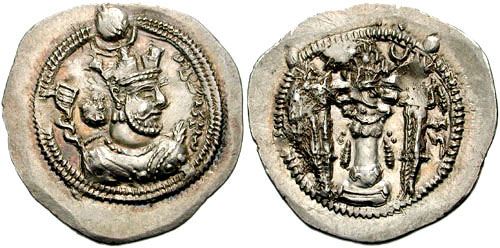
سکه بلاش (شاهنشاه ساسانی)
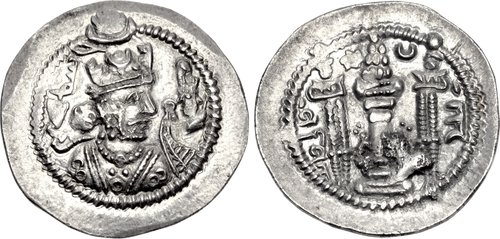
سکه جاماسب
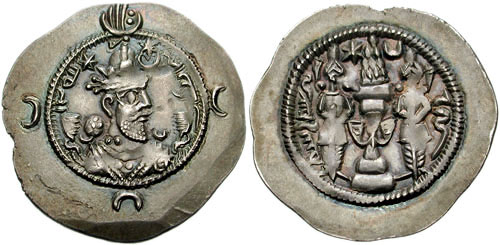
سکه انوشیروان
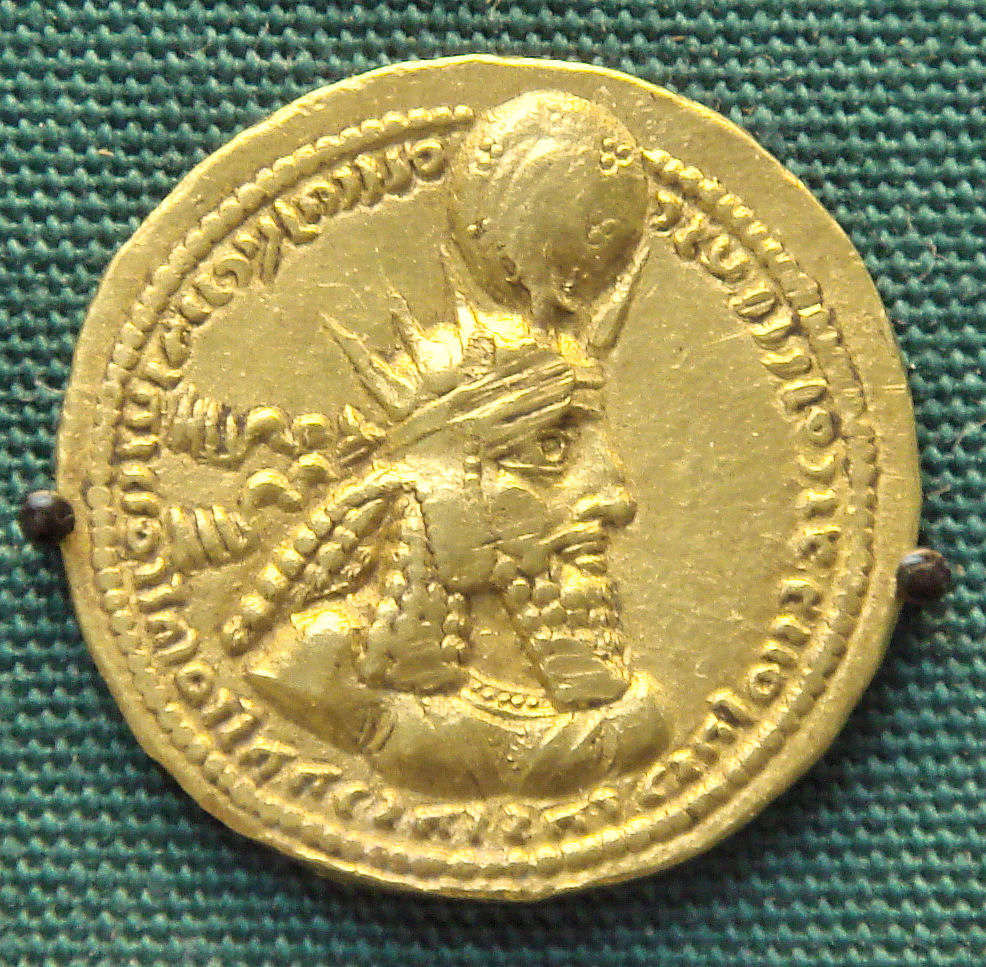
سکه بهرام یکم
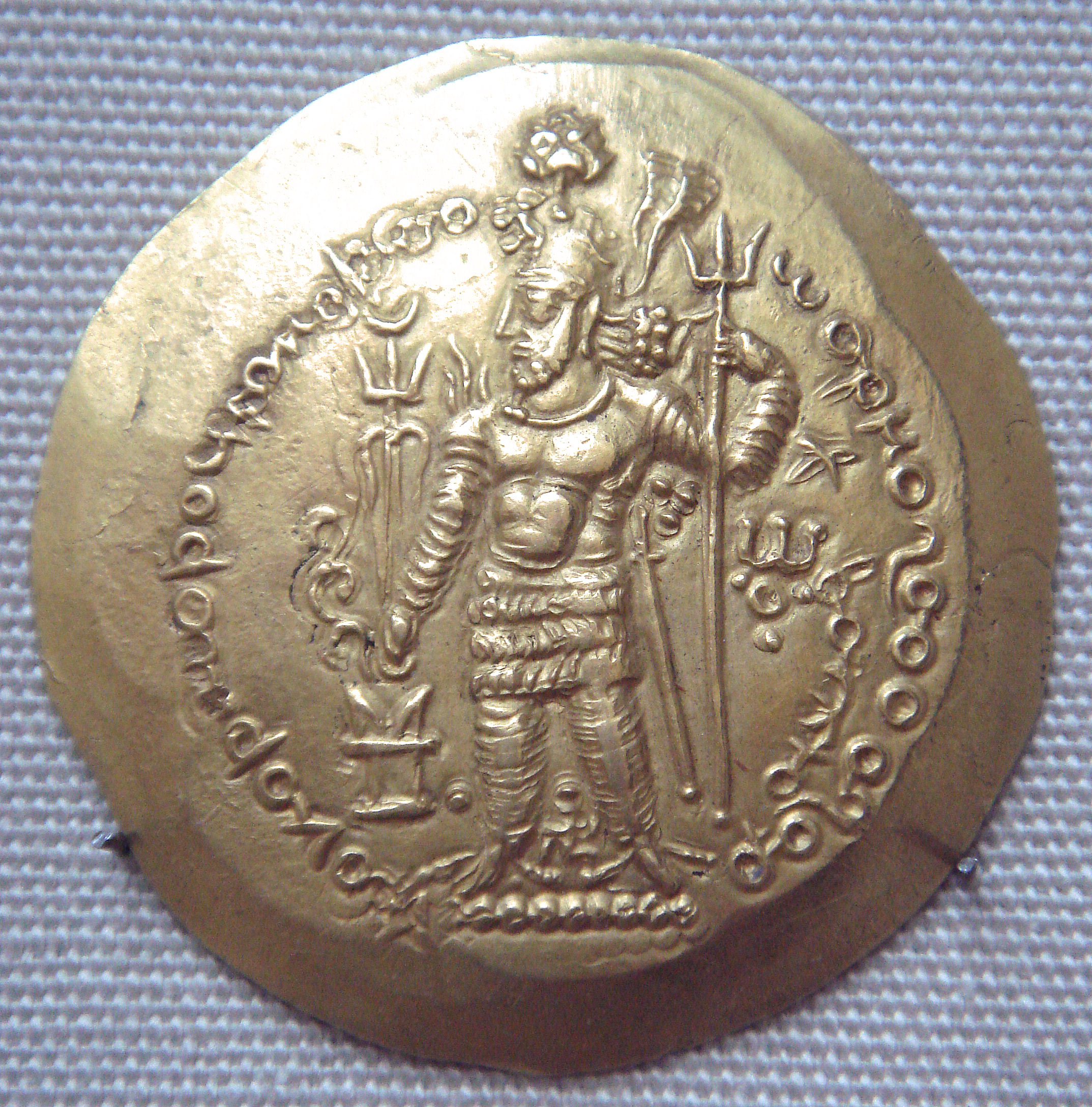
سکه هرمز یکم با طرح سکه‌های شاهنشاهی کوشان، ضرب شده در خراسان
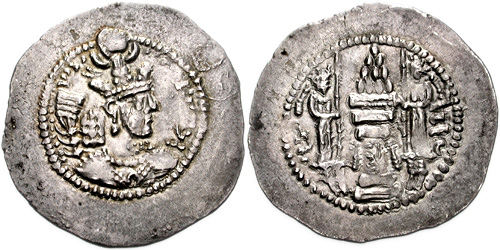
سکه یزدگرد دوم
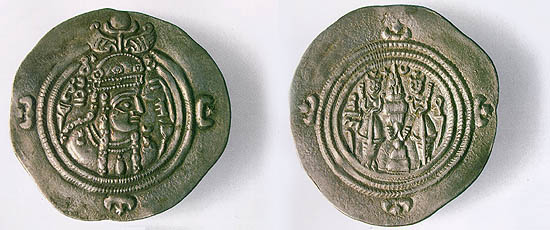
سکه با چهره ملکه پوراندخت پادشاه زن ساسانی، دختر خسرو دوم
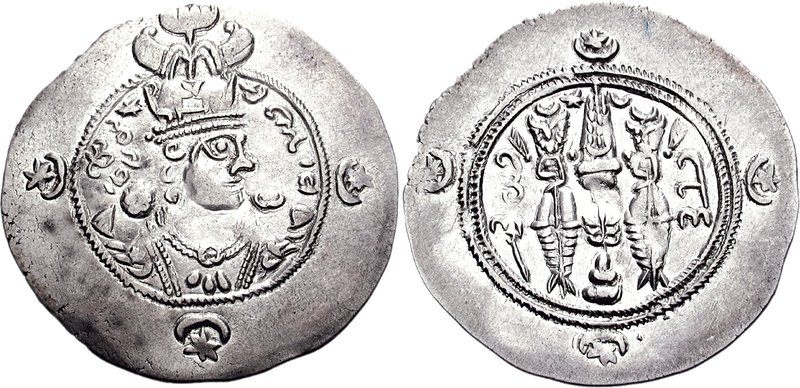
یزدگرد سوم
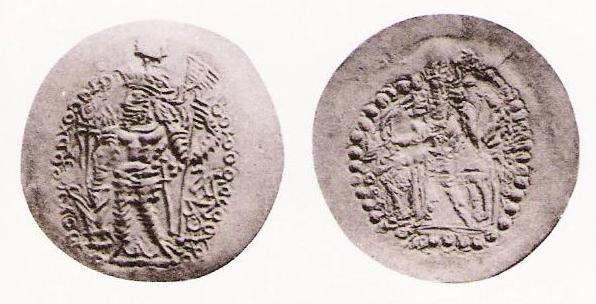
سکه هندو-ساسانی کوشان شاه بهرام یکم، پشت سکه شیوا خدای آفریننده آئین هندو
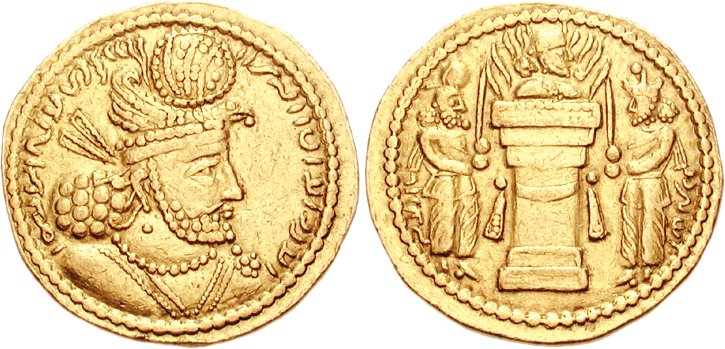
سکه هرمز دوم
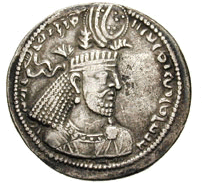
سکه نرسه
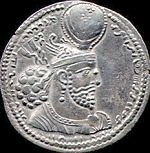
سکه بهرام دوم
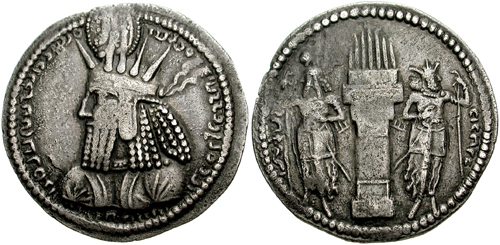
سکه بهرام یکم
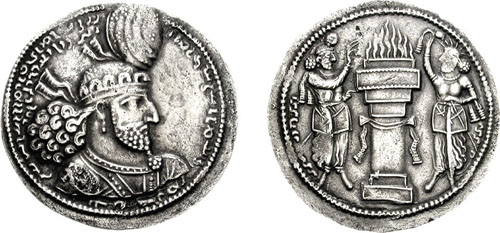
سکه هرمز یکم
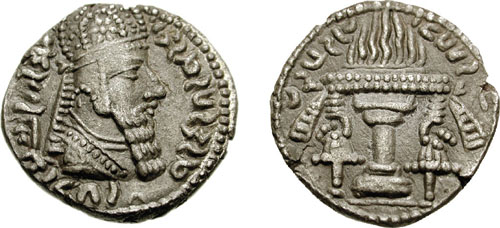
سکه اردشیر بابکان
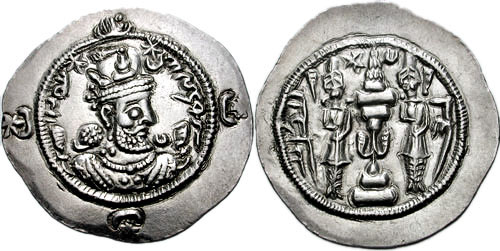
سکه هرمز چهارم
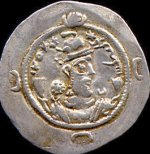
سکه بهرام چوبین
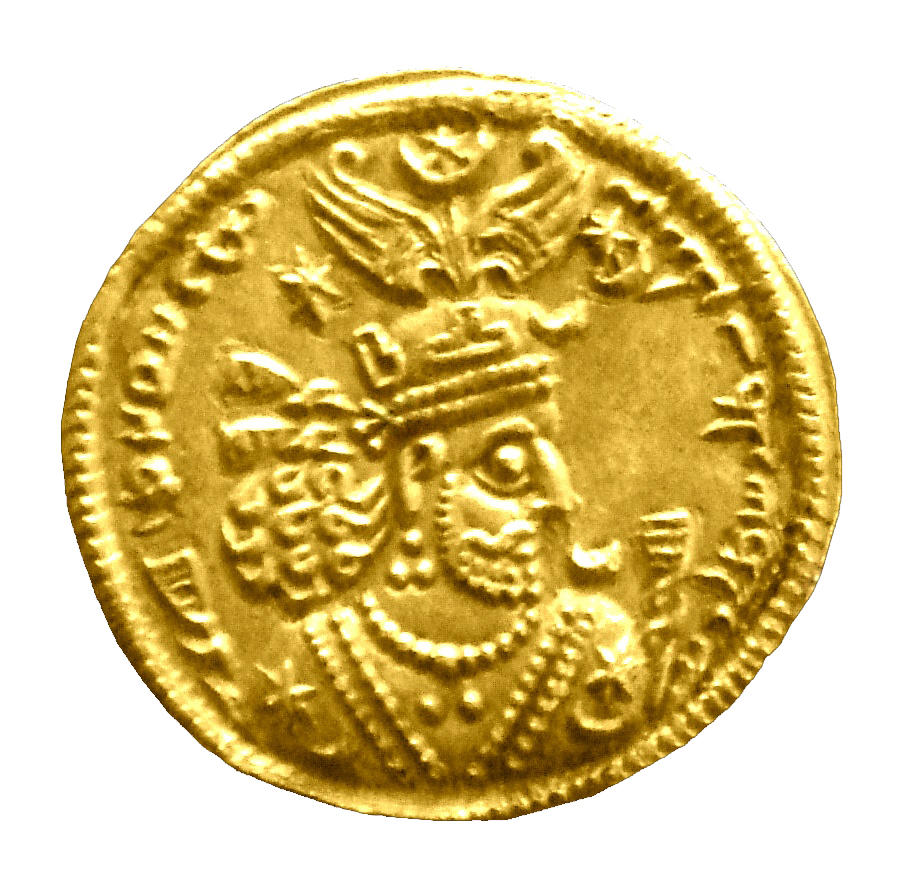
سکه طلا خسرو پرویز
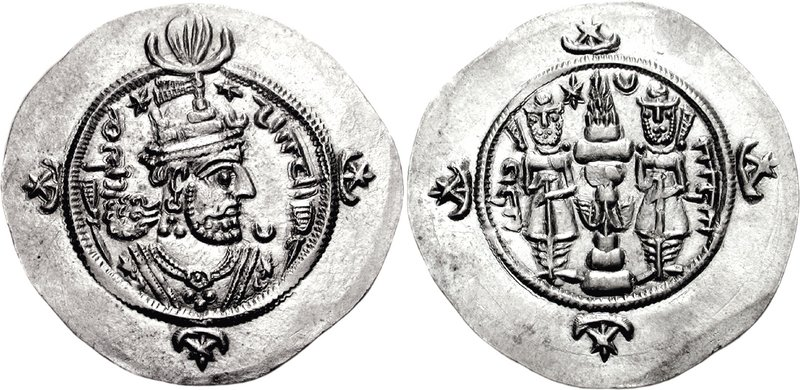
سکه قباد دوم
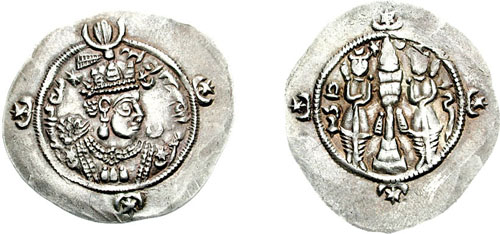
سکه اردشیر سوم
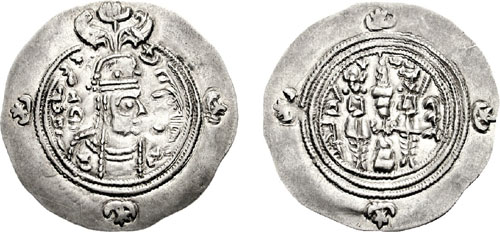
سکه پوراندخت
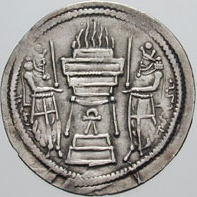
سکه شاهپور دوم
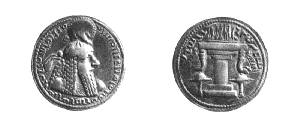
سکه اردشیر بابکان
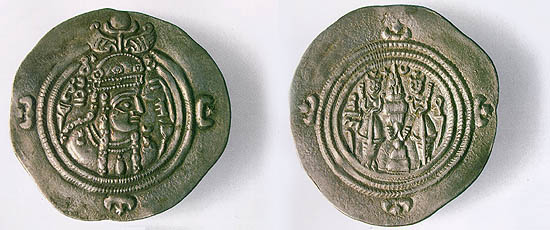
سکه پوراندخت

## خلفای راشدین

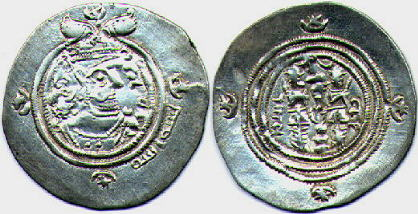
سکه مربوط به دوره خلیفه عثمان- اصالت سکه ایرانی است و تصویر یزدگرد سوم بر روی آن است و مسلمانان جمله بسم الله را به آن اضافه کرده‌اند.
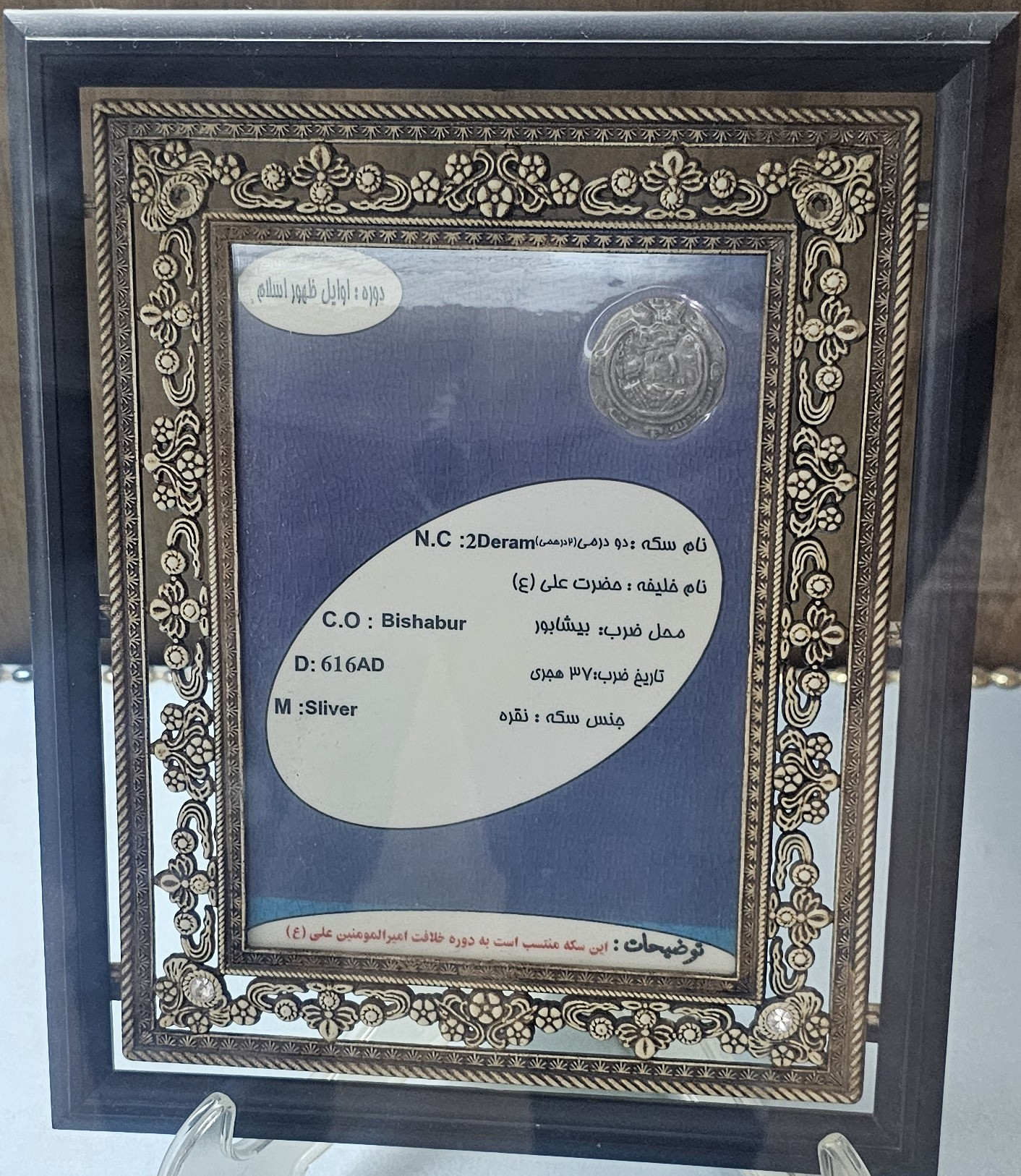
سکه منتسب به خلافت امام علی (موزه نارنجستان قوام شیراز)

## امویان

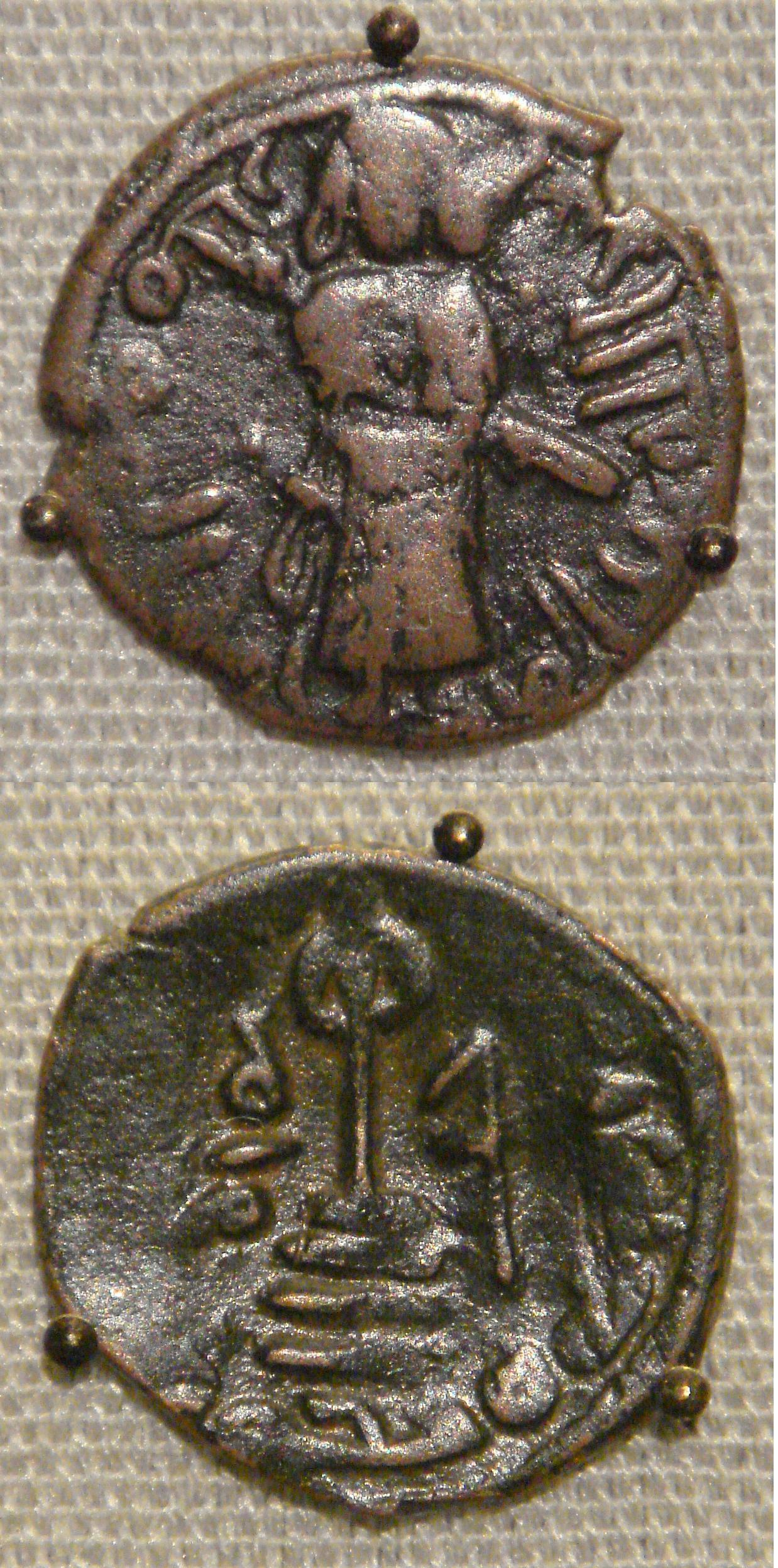
سکه‌های دوره امویان
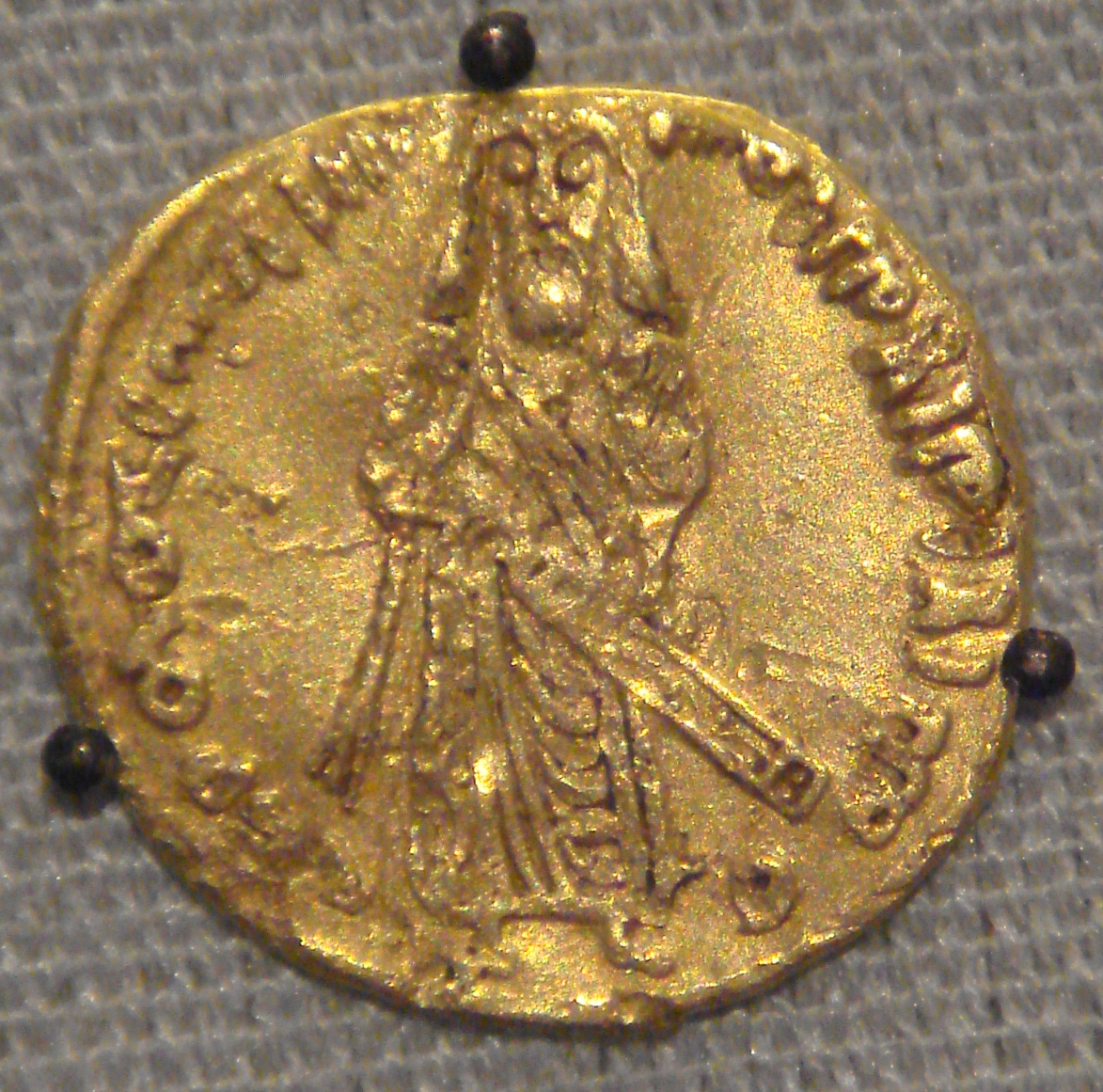
سکه دوره امویان که از سکه‌های ساسانیان الگوبرداری شده‌است.
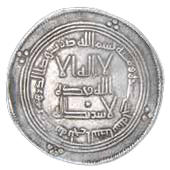
سکه نقره درهم دوره امویان

## عباسیان

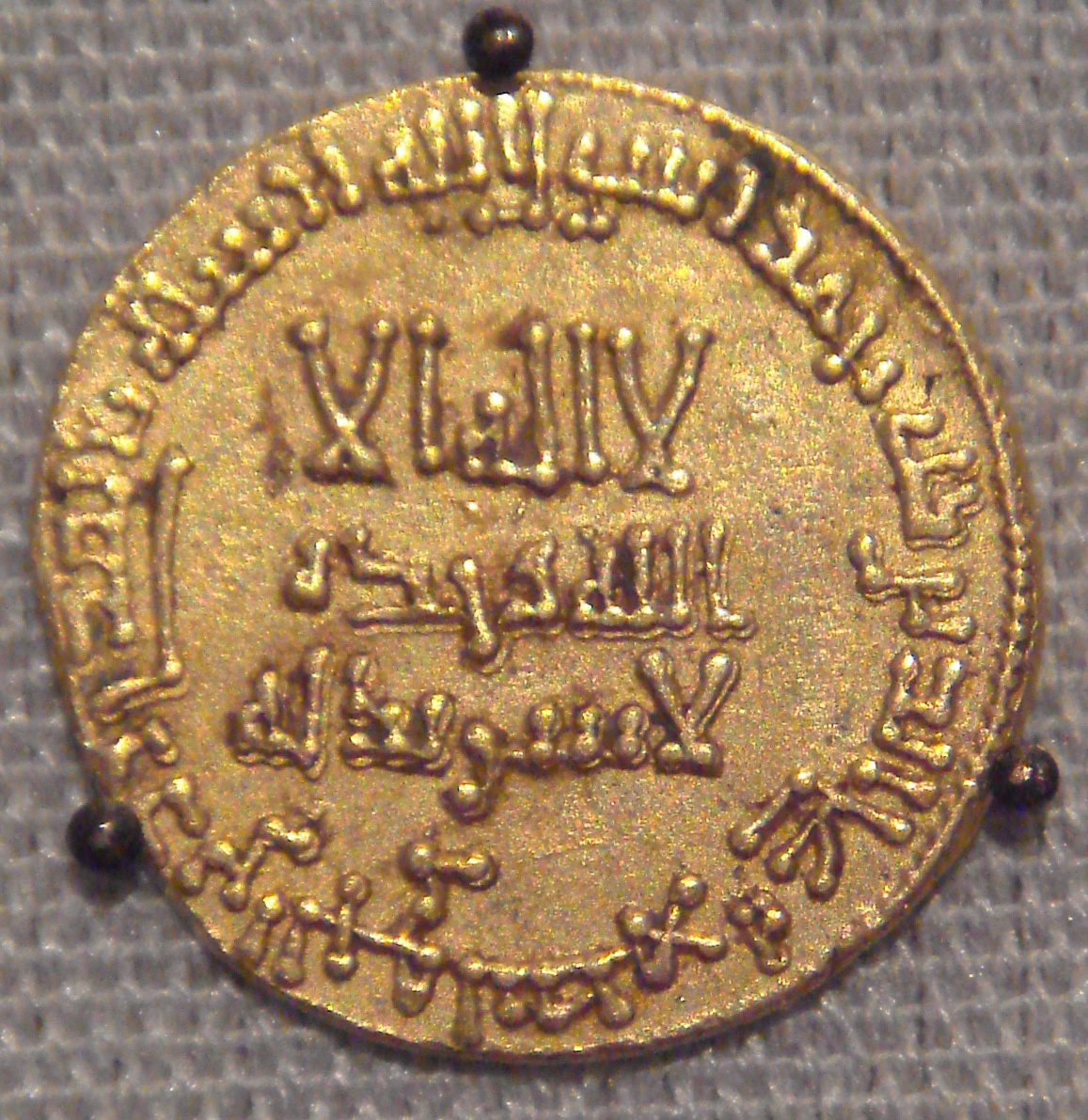
سکه دوره عباسیان ۷۶۵ میلادی
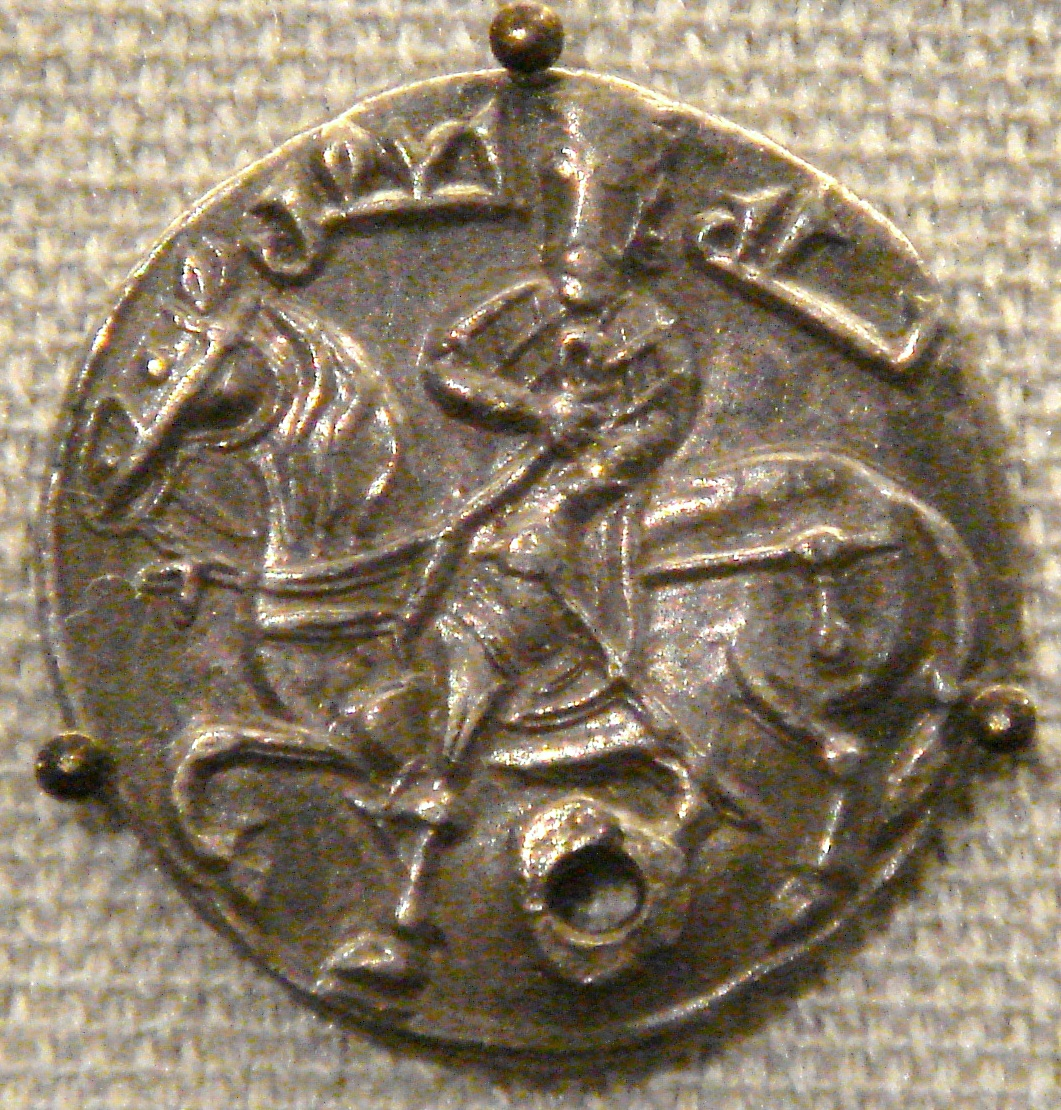
سکه دوره عباسیان که از سکه‌های سلسله شاهیان هند الگوبرداری شده‌است.
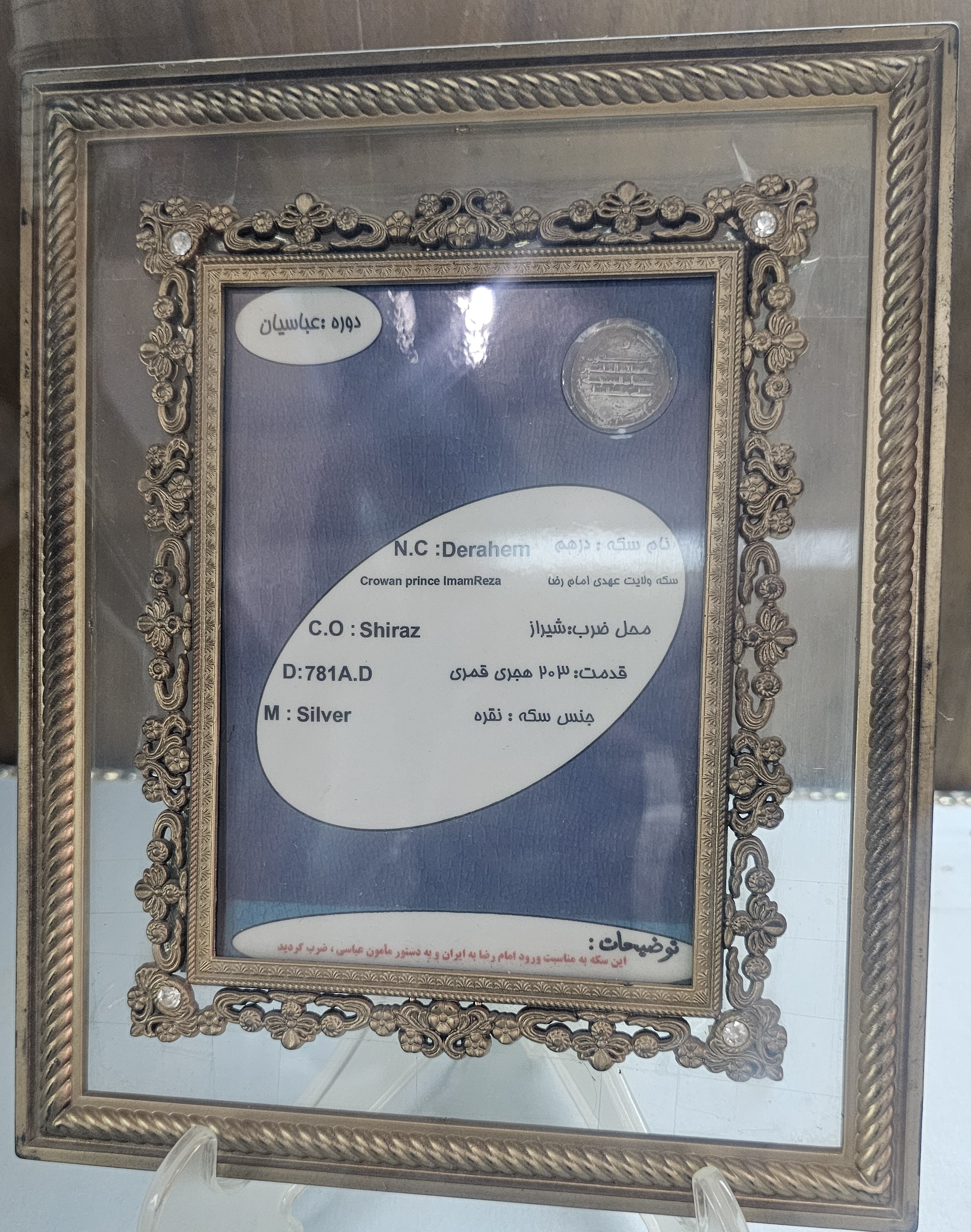
سکه ولایت عهدی امام رضا (موزه نارنجستان قوام شیراز)

## اتابکان یزد

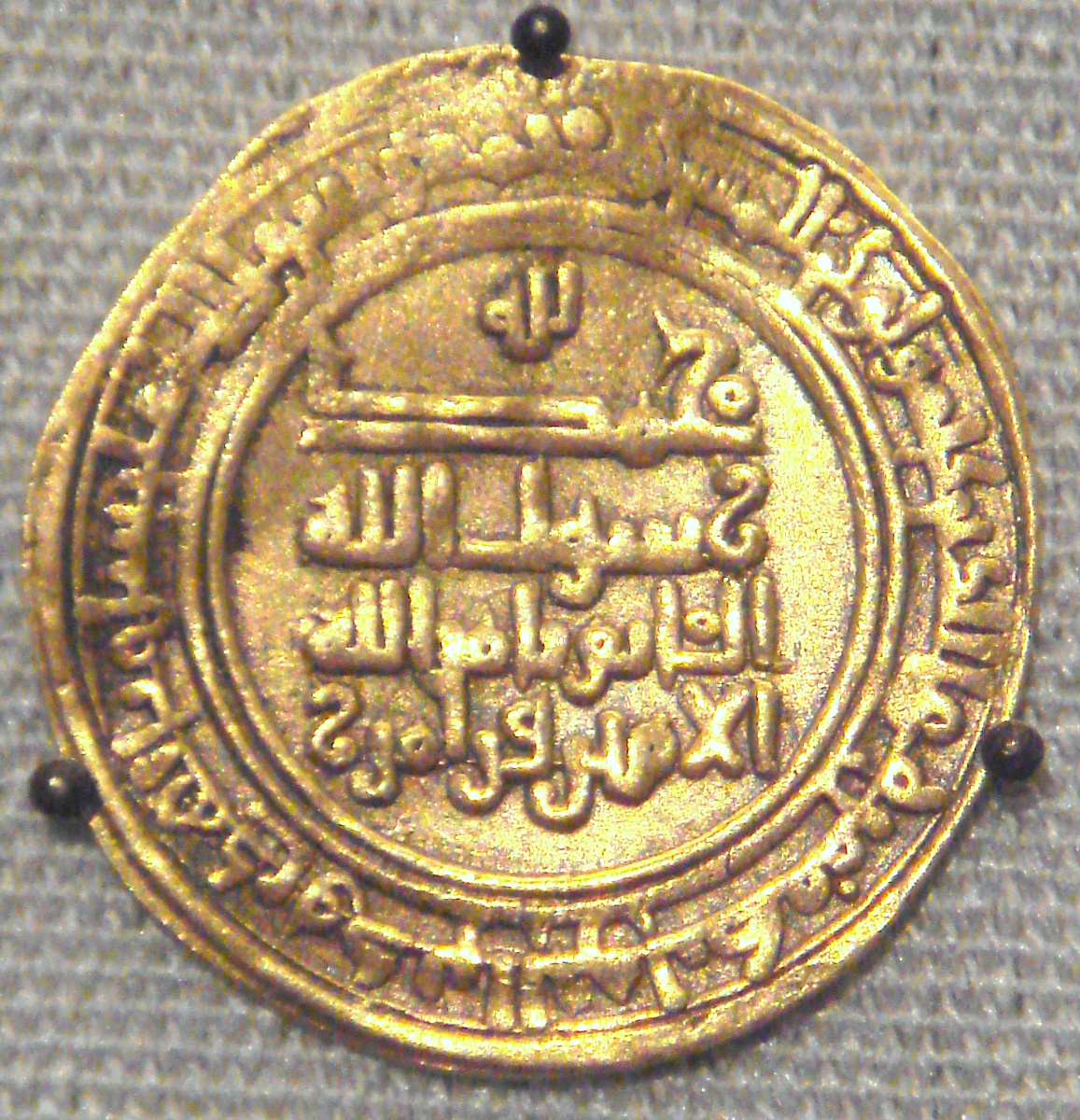
سکه مربوط به دوره اتابکان یزد

## سامانیان

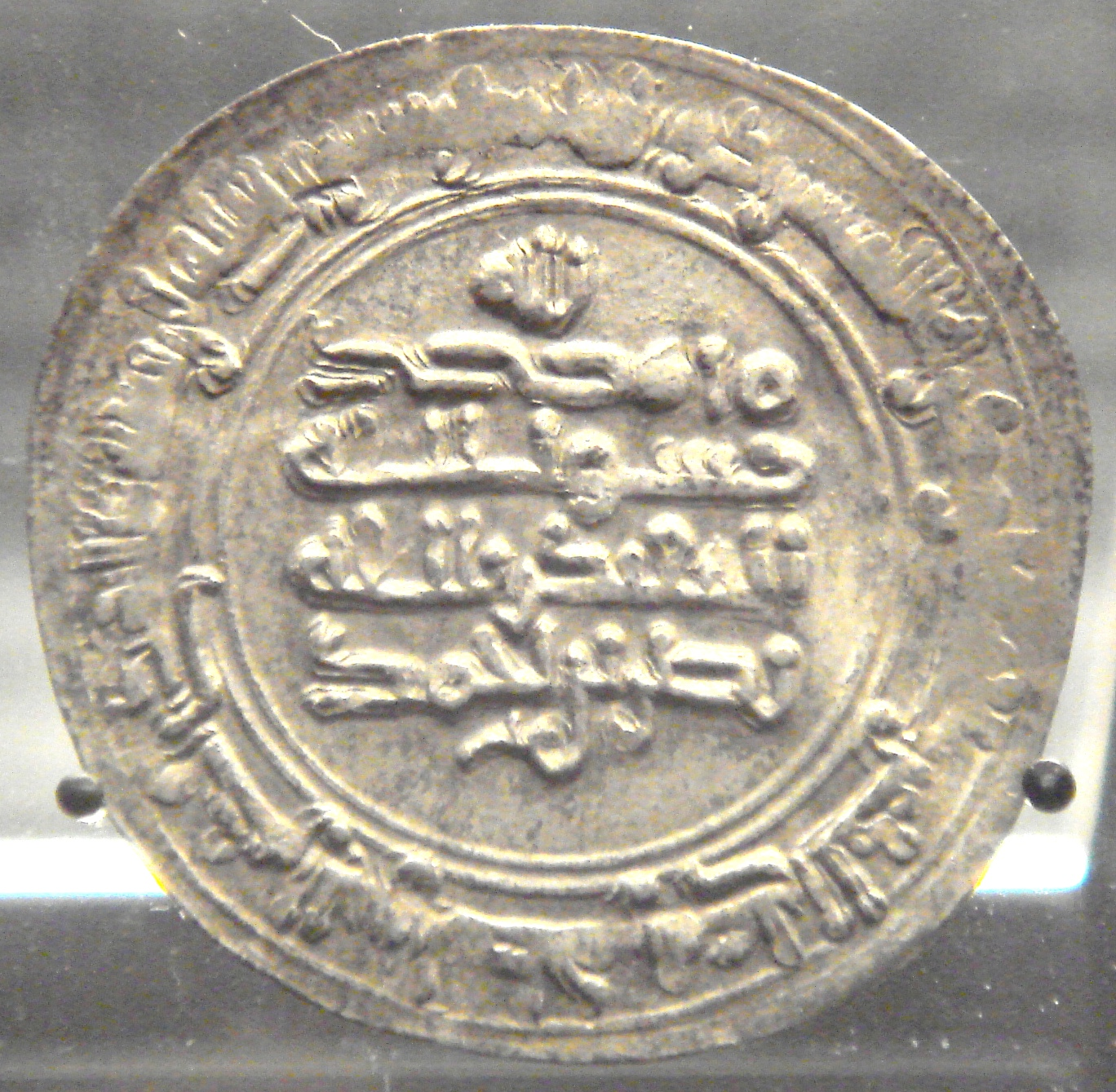
سکه نصر دوم ضرب شده در نیشابور
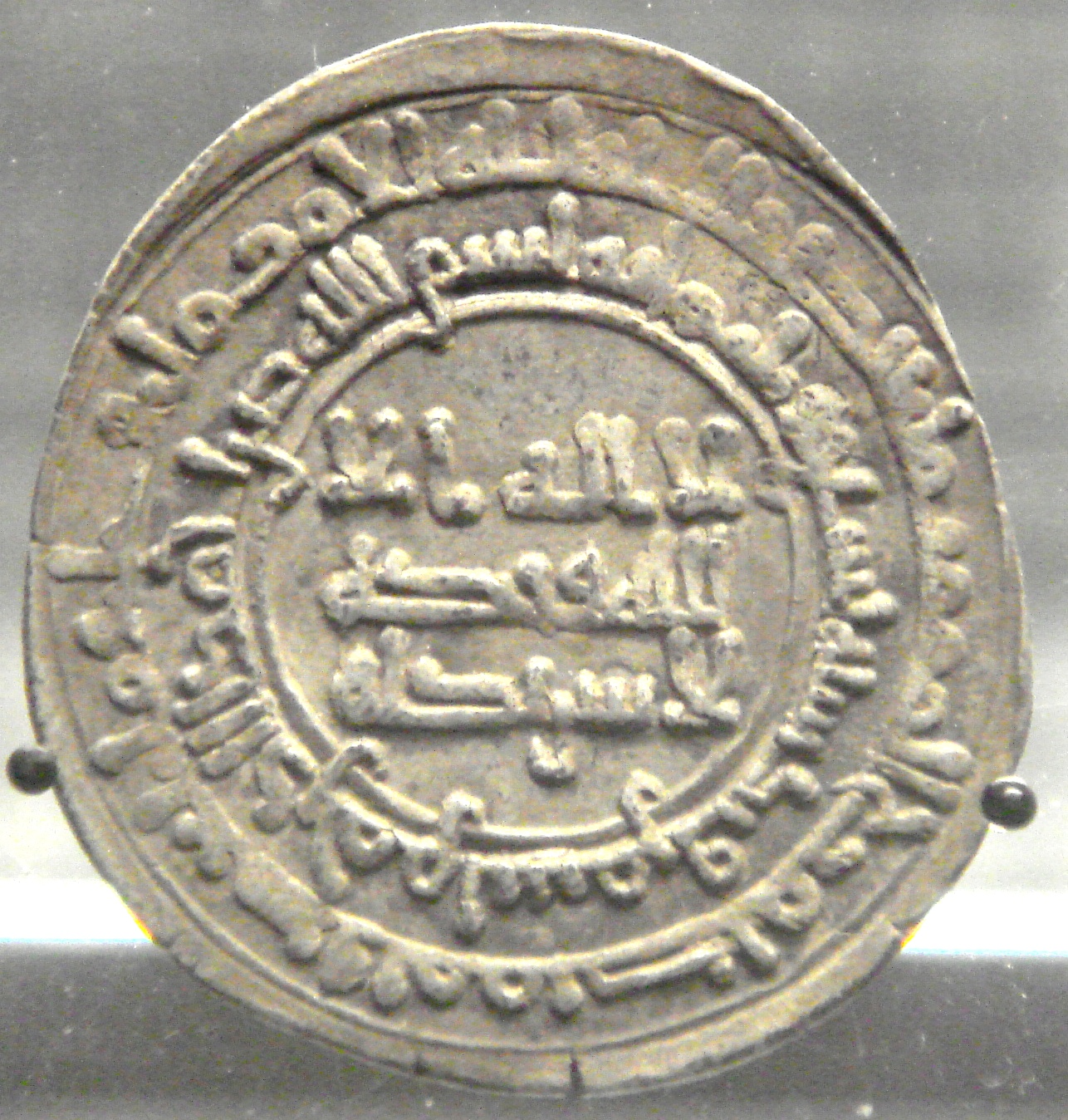
سکه نصر دوم ضرب شده در سمرقند

## ایلخانان

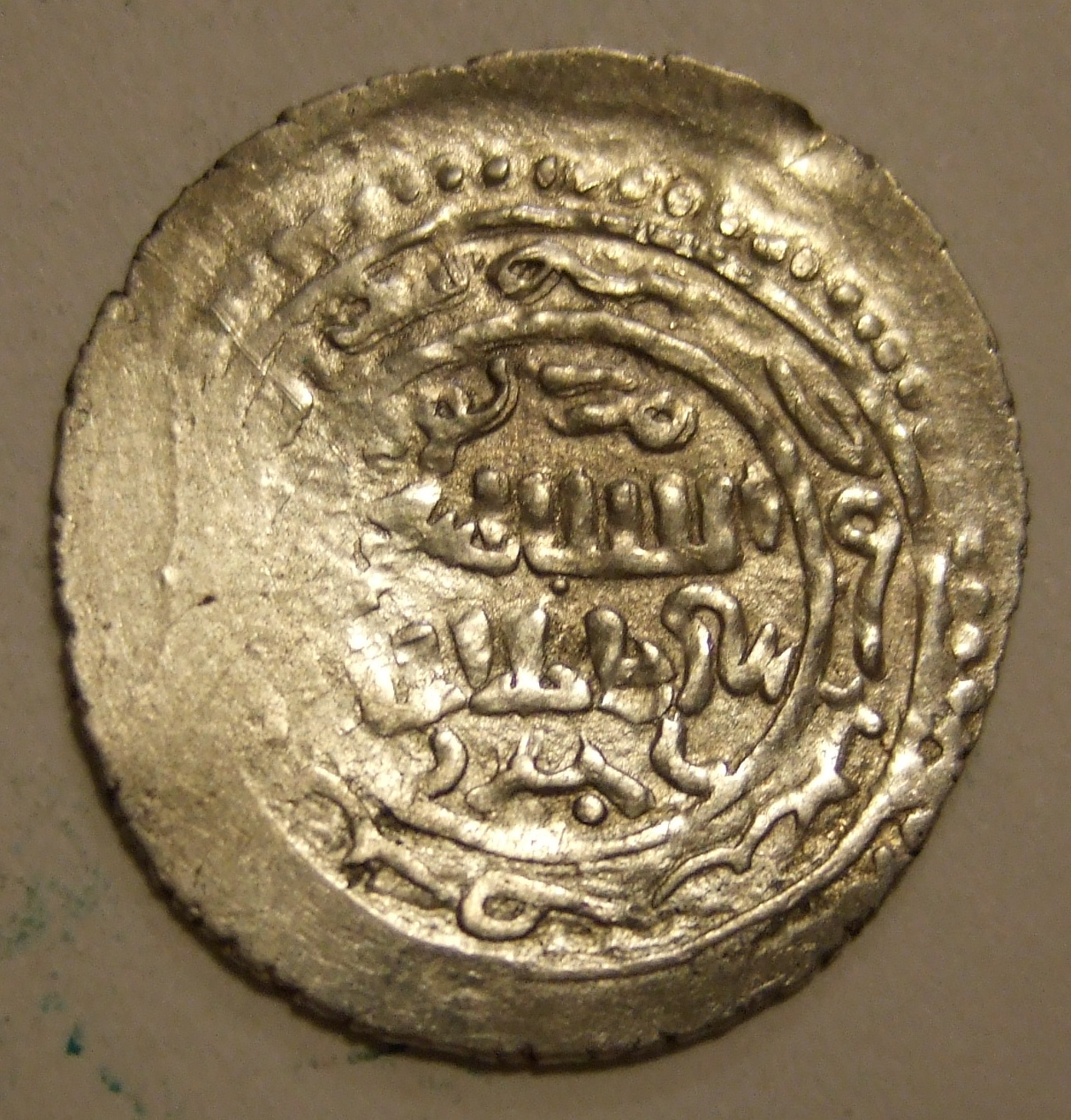
سکه ابوسعید بهادرخان
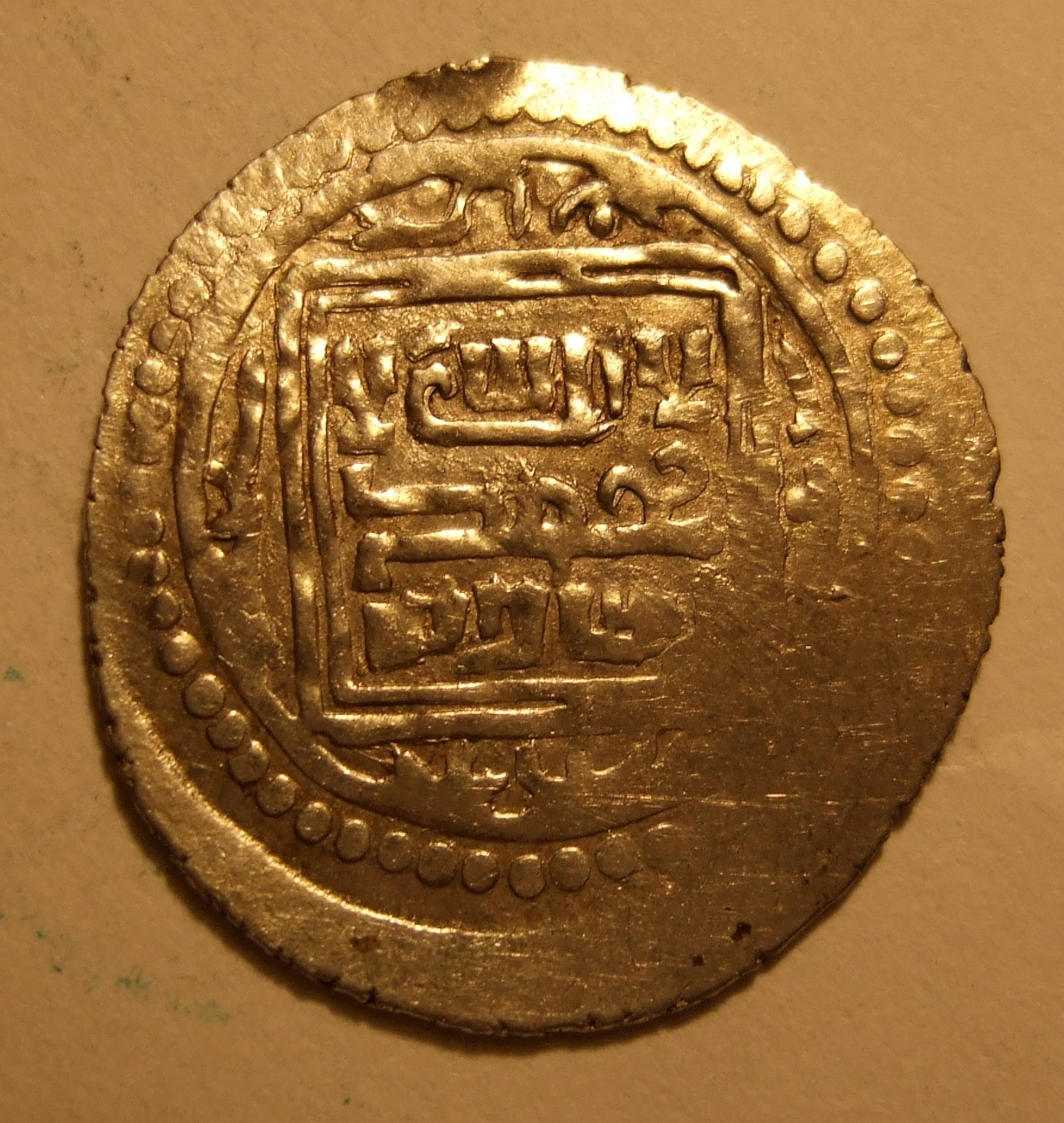
سکه ابوسعید بهادرخان
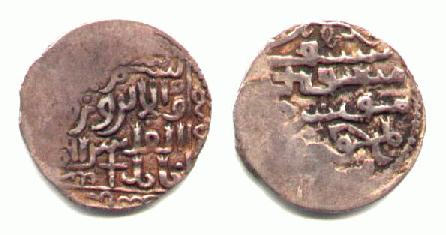
سکه اباقاخان ضرب شده در تفلیس
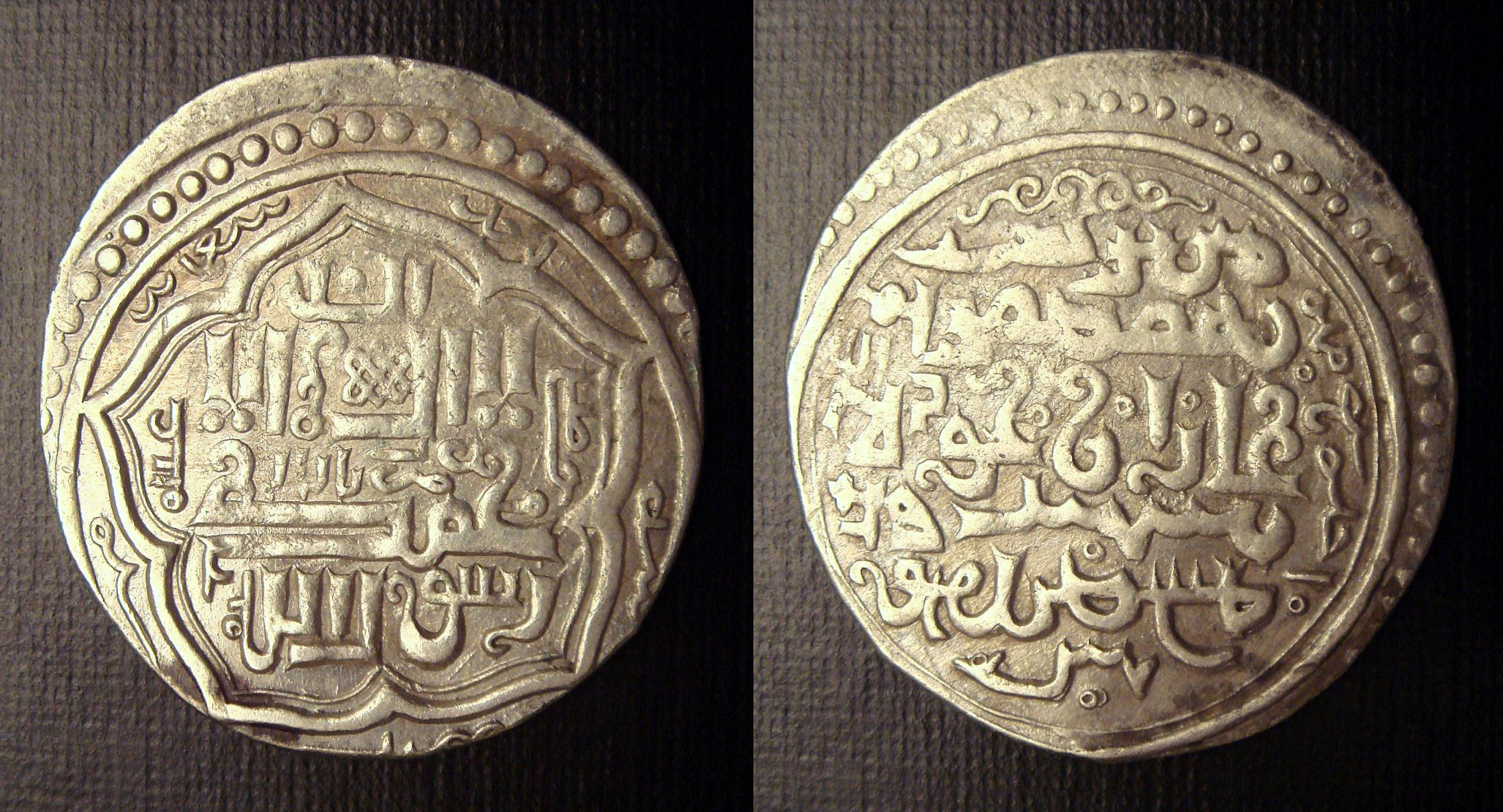
غازان محمود ضرب بازار
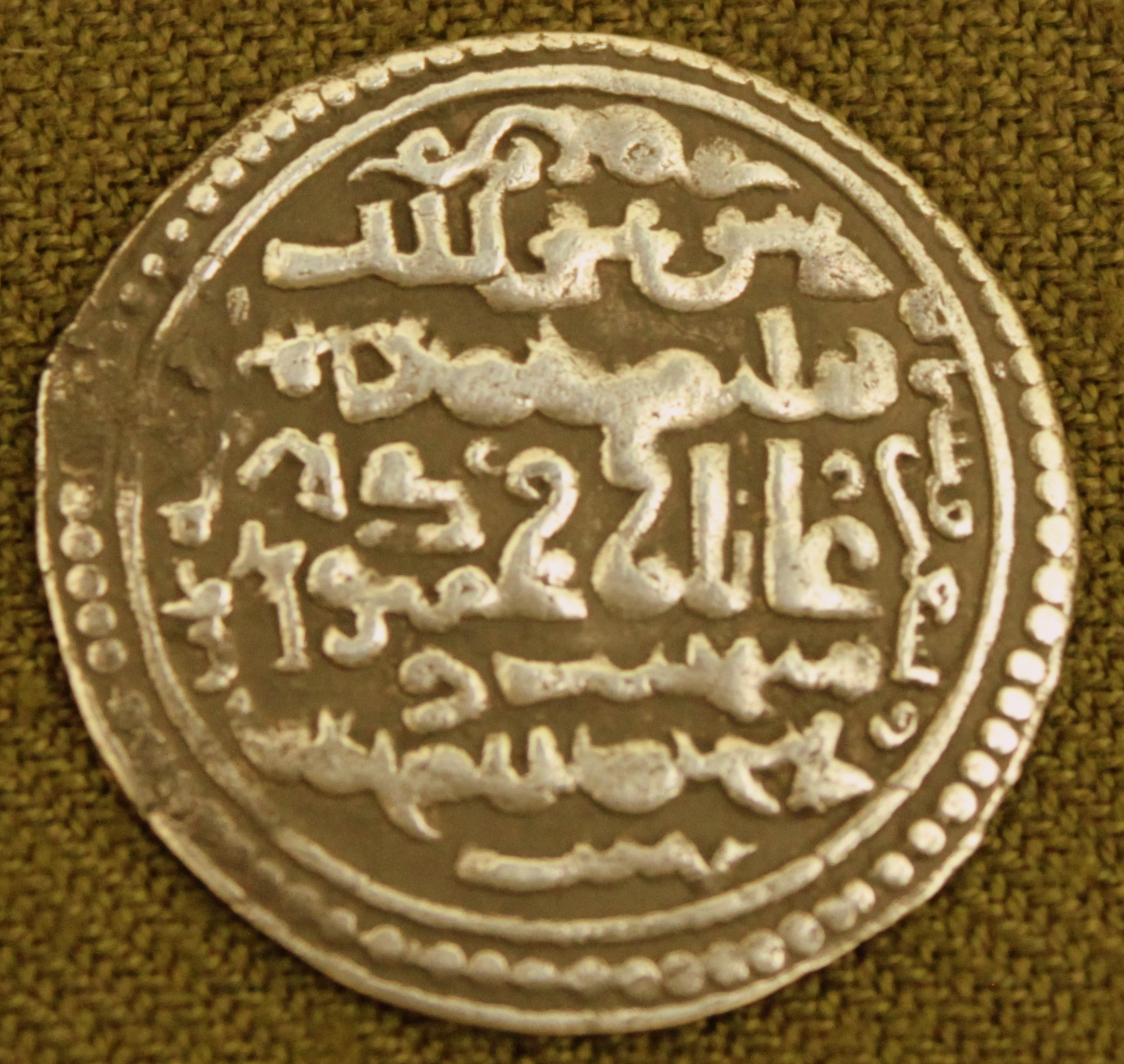
سکه غازان پسر ارغون
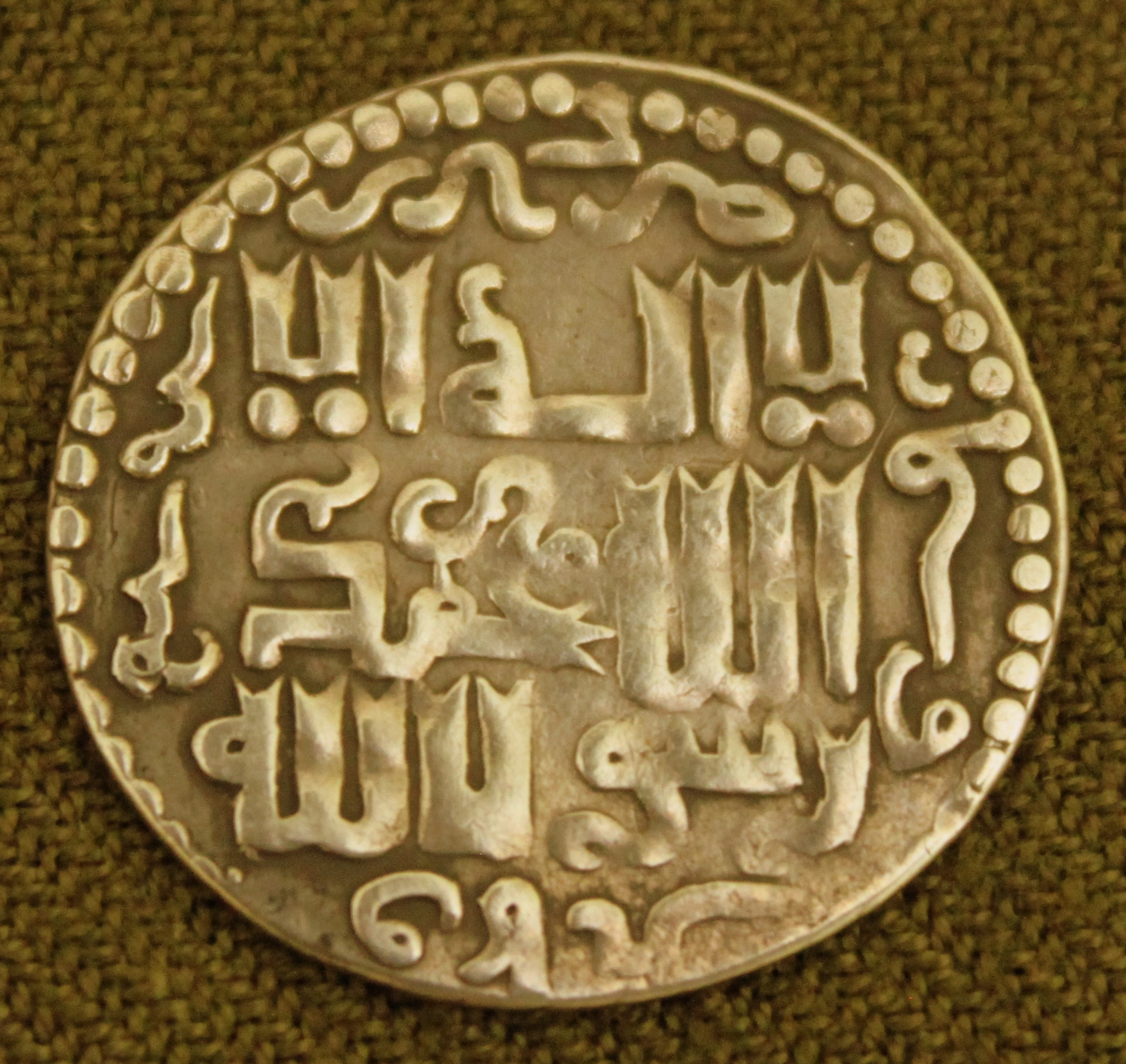
سکه ارغون‌خان
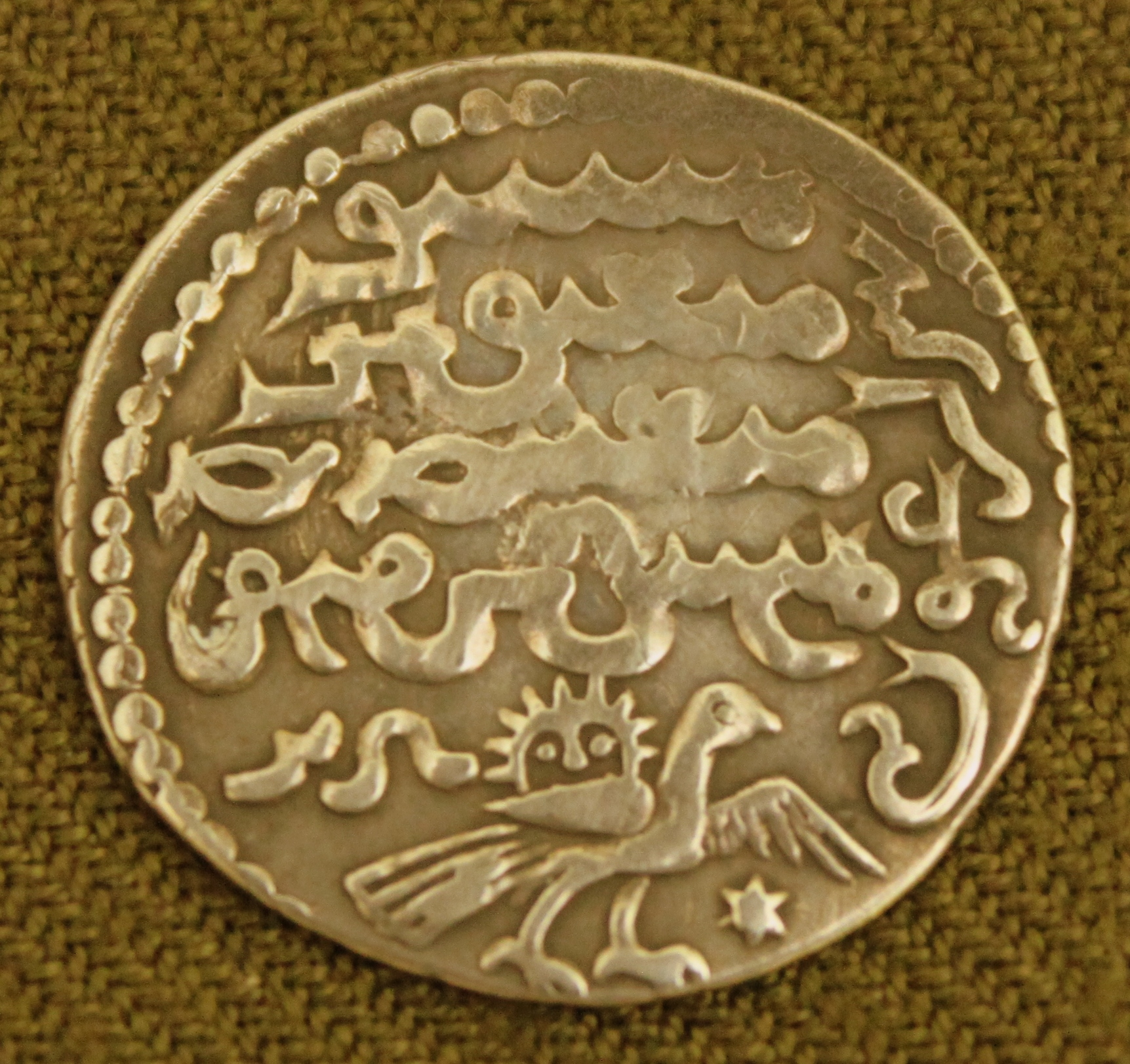
سکه ارغون‌خان ضرب تبریز
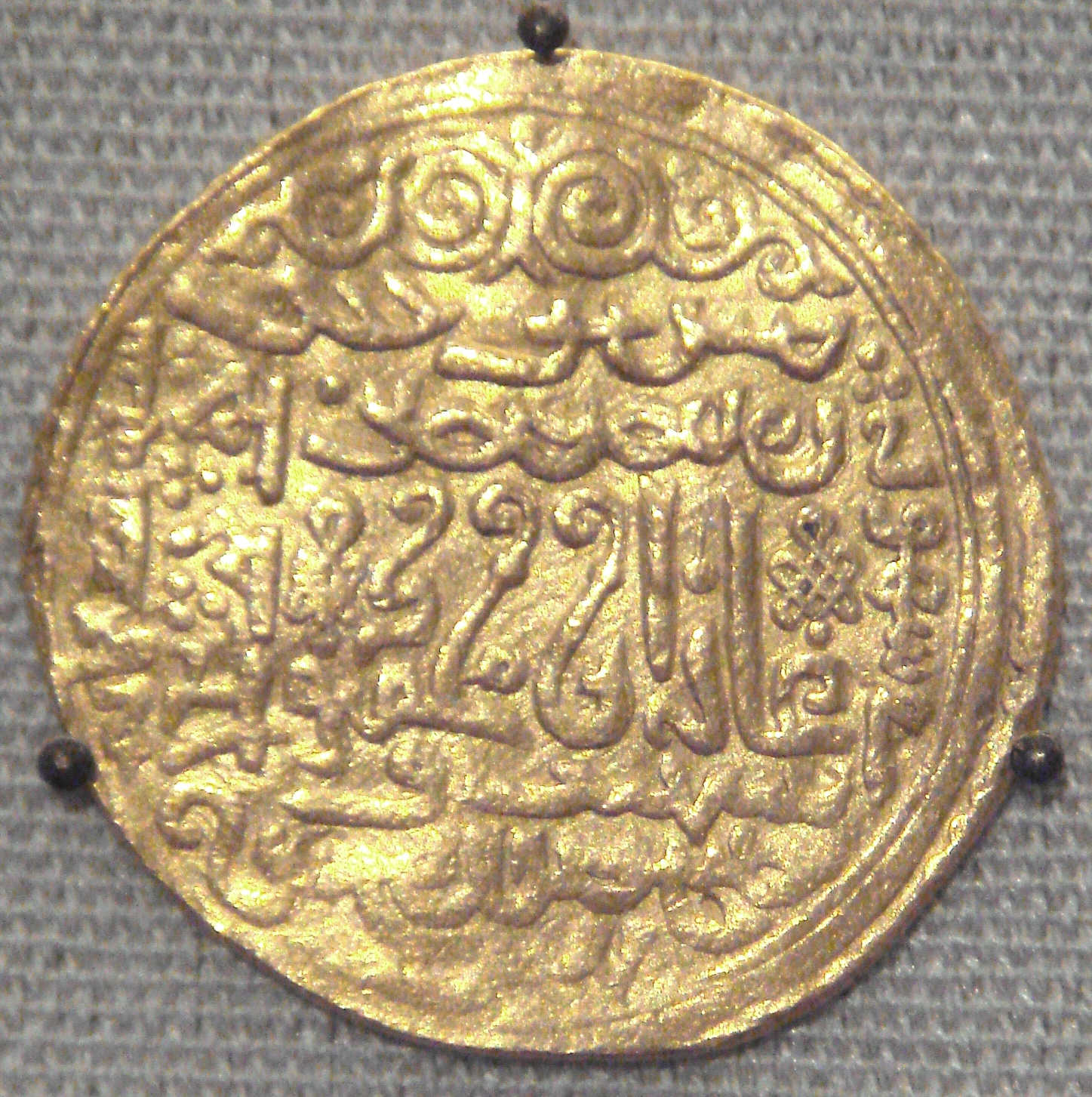
سکه طلا مربوط به دوره غازان - شیراز
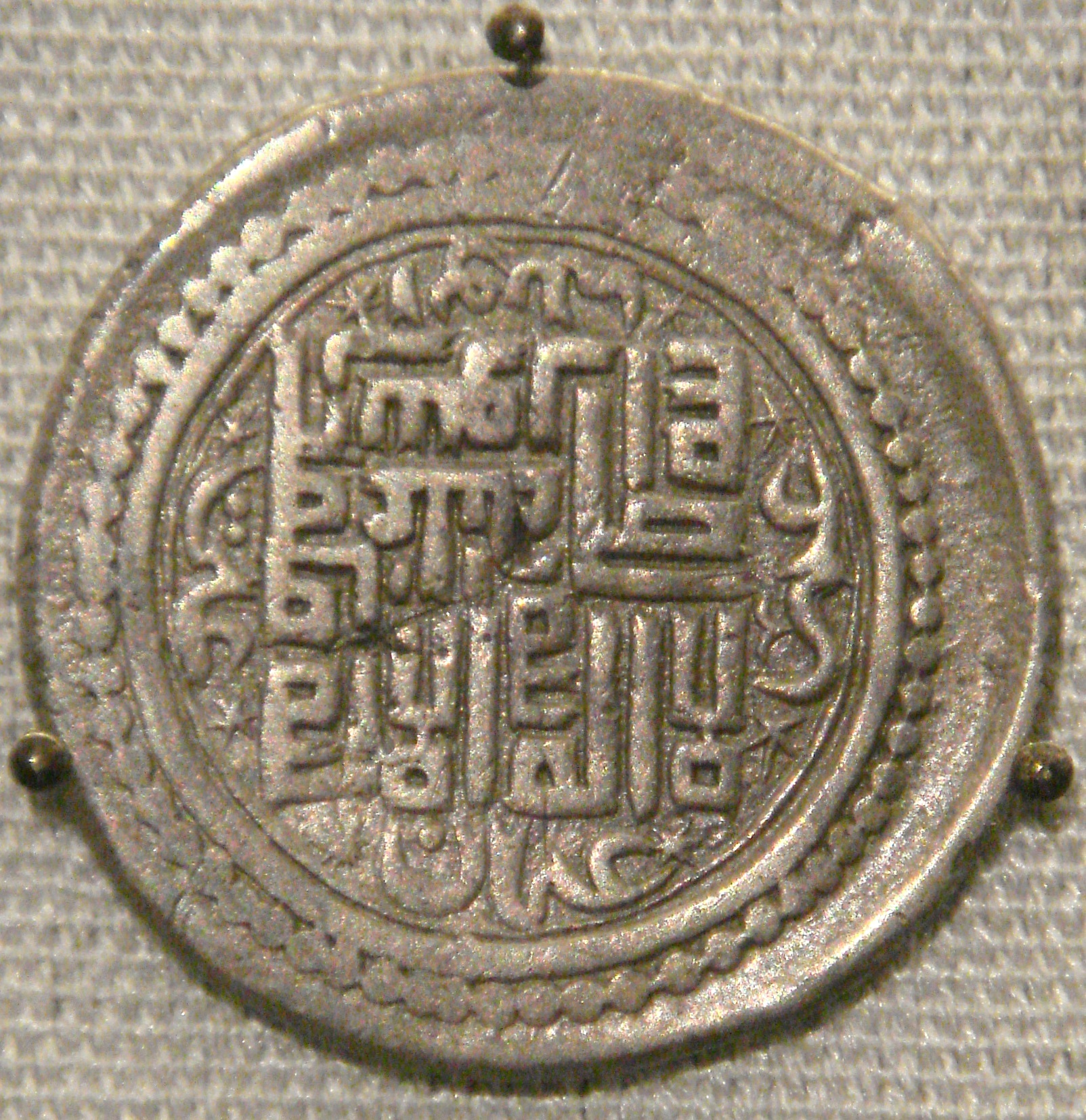
سکه دوران ابوسعید بهادرخان
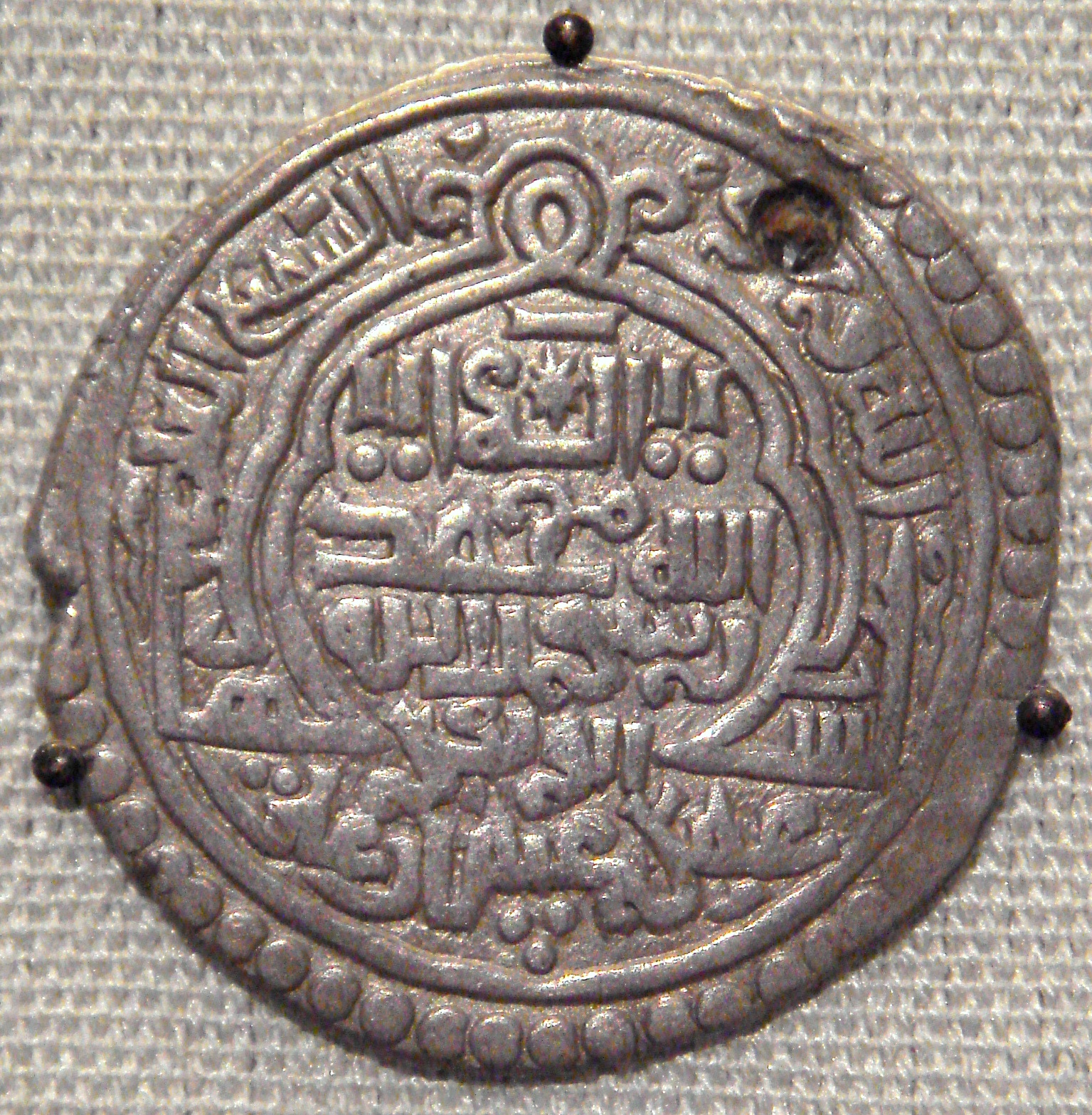
سکه دوران ابوسعید بهادرخان
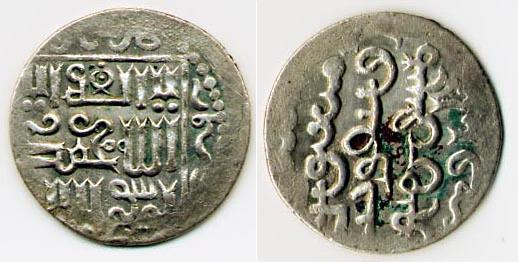
سکه بایدوخان
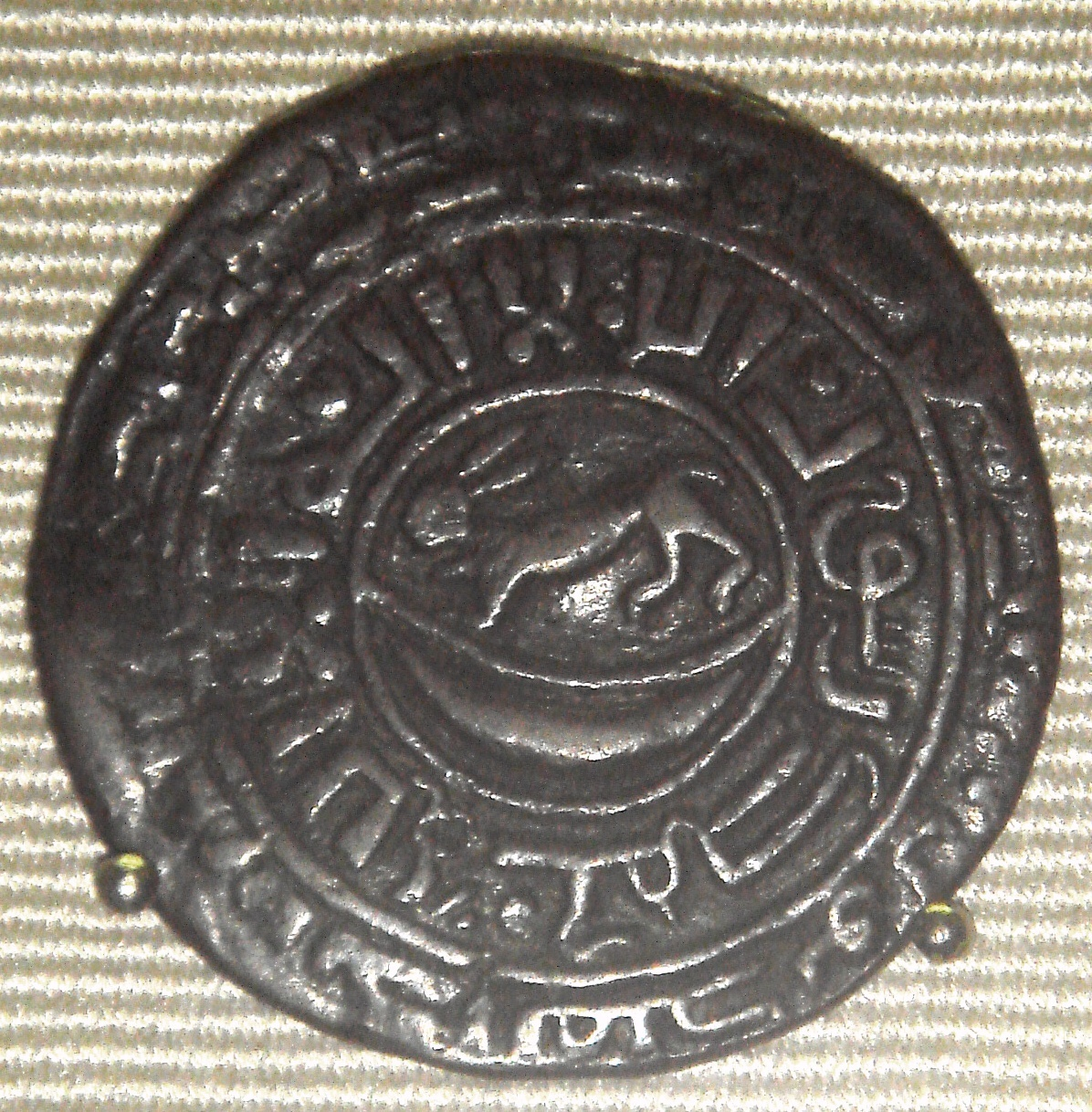
سکه هلاکوخان
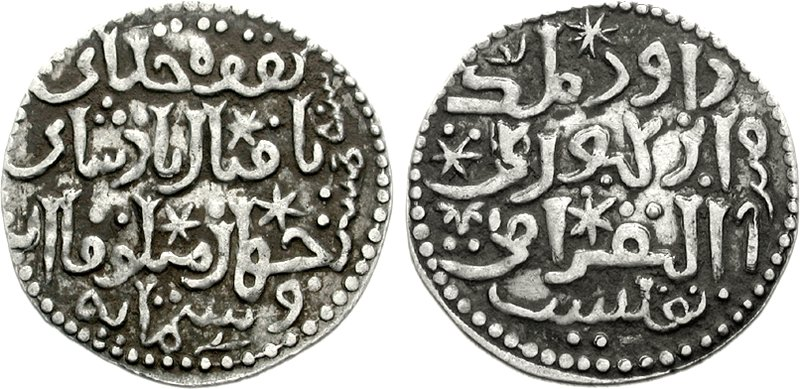
سکه منکوقاآن ضرب تفلیس
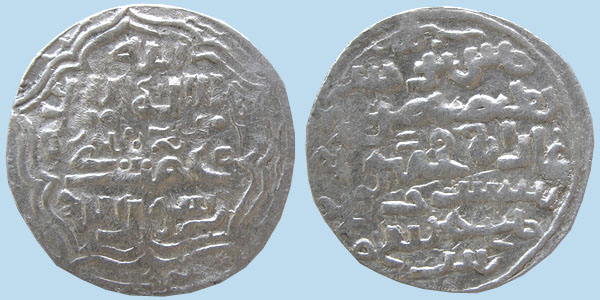
سکه غازان خان
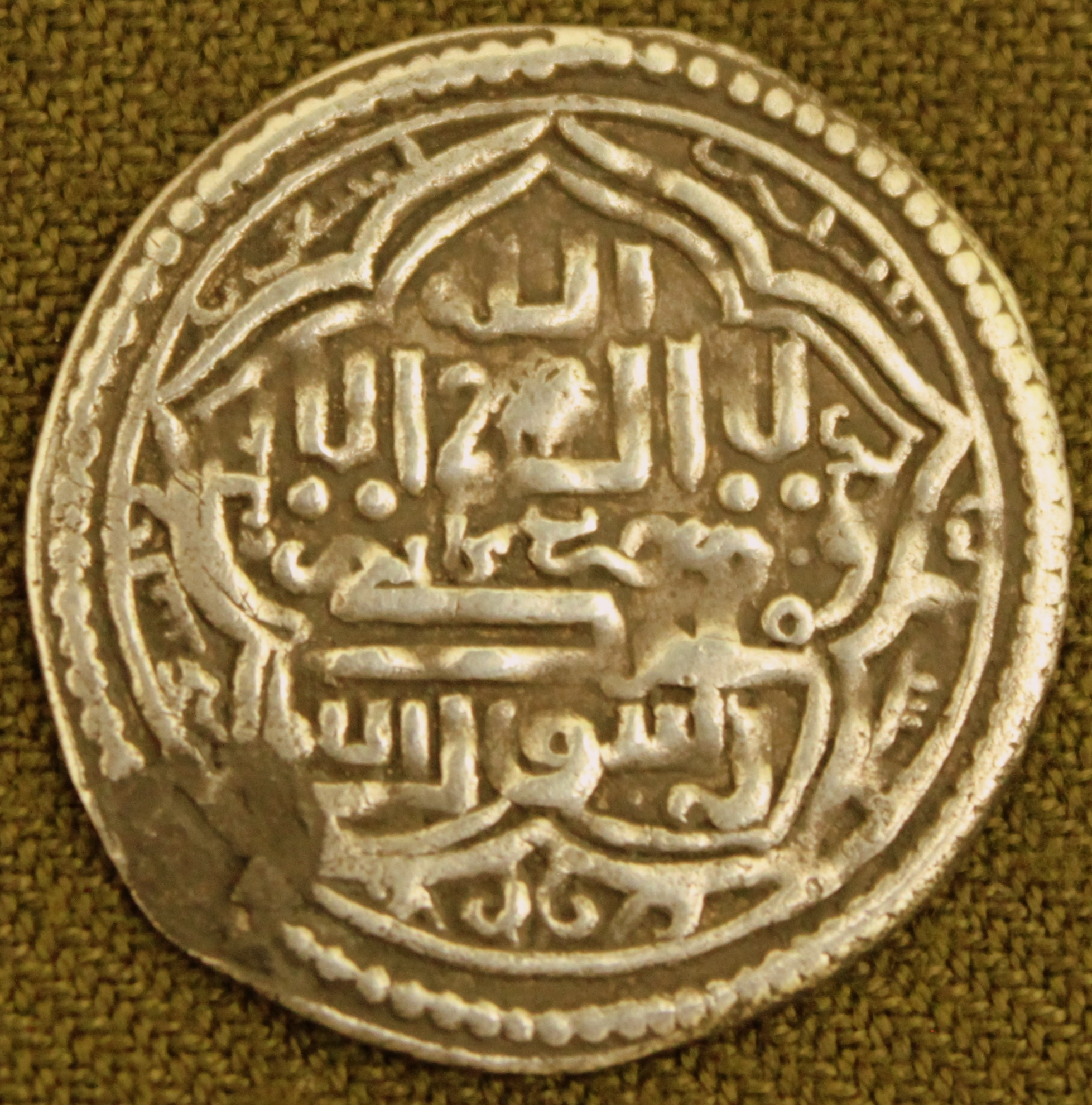
سکه‌ای دیگر از غازان خان
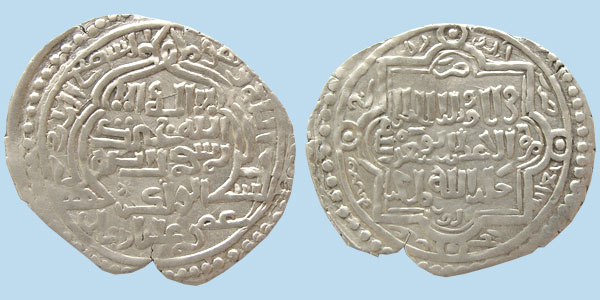
سکه دوران ابوسعید بهادرخان با نام‌های خلفای راشدین

## صفویه

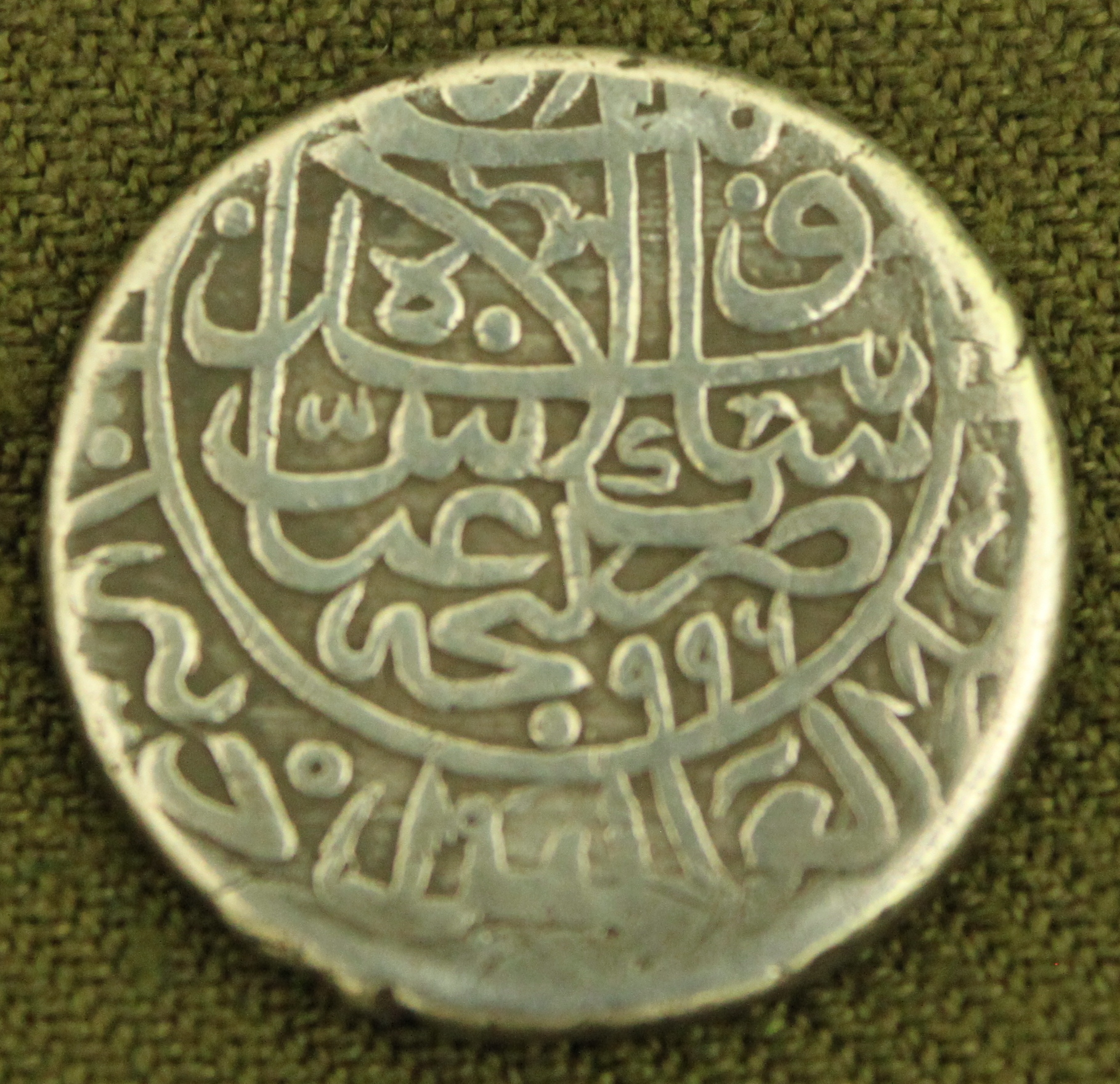
سکه شاه عباس اول ضرب گنجه
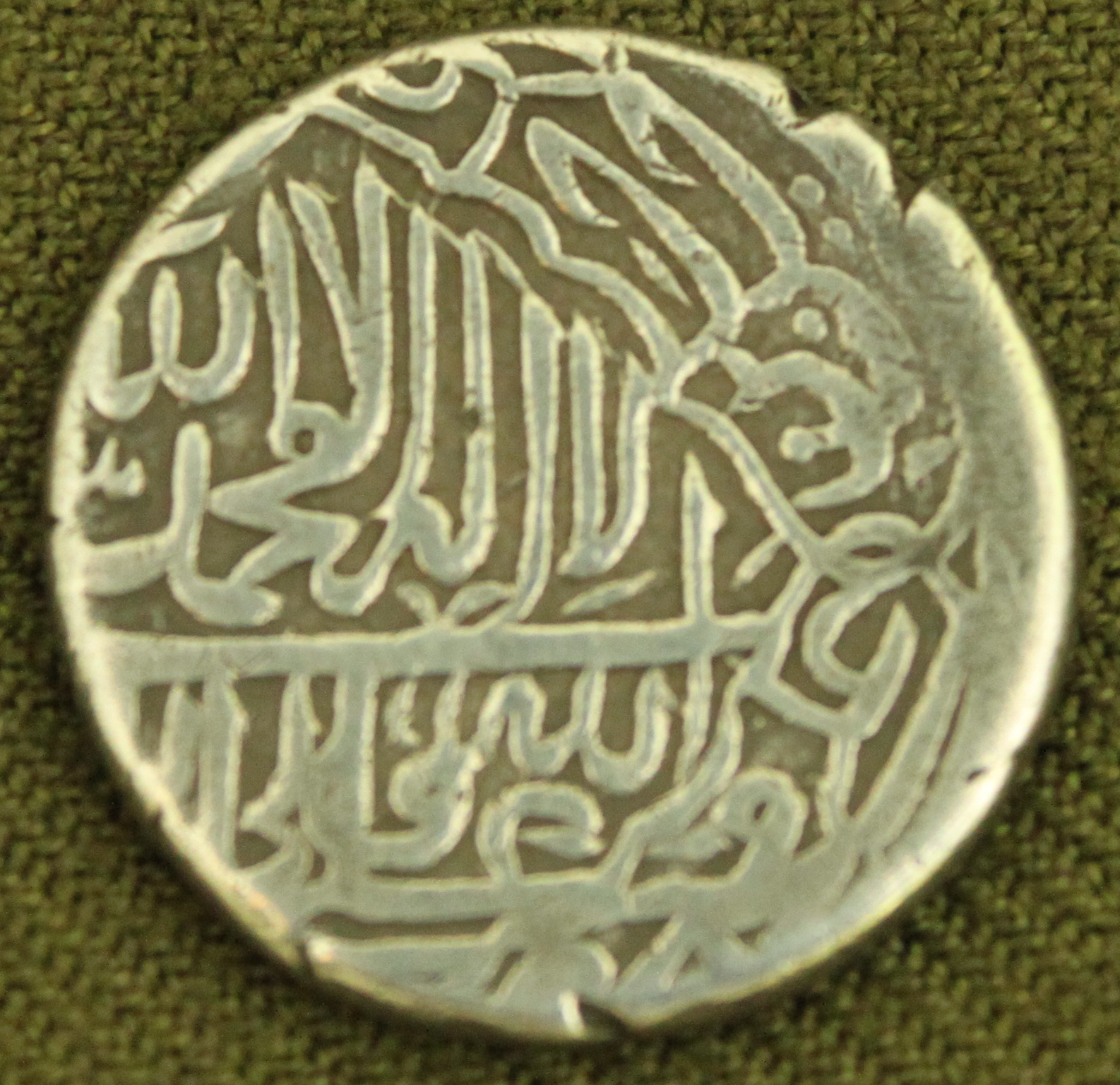
سکه شاه عباس اول
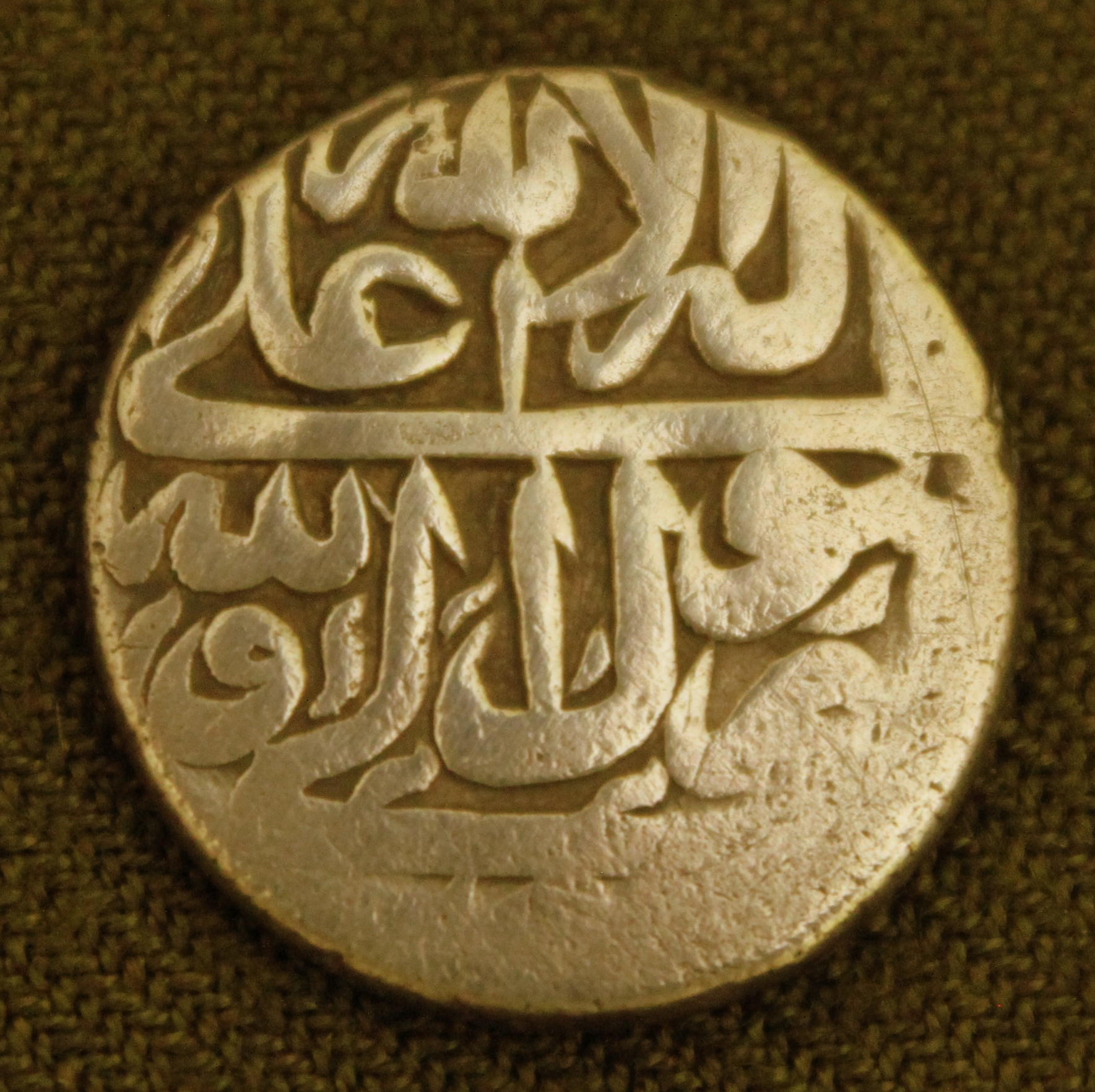
سکه شاه عباس دوم
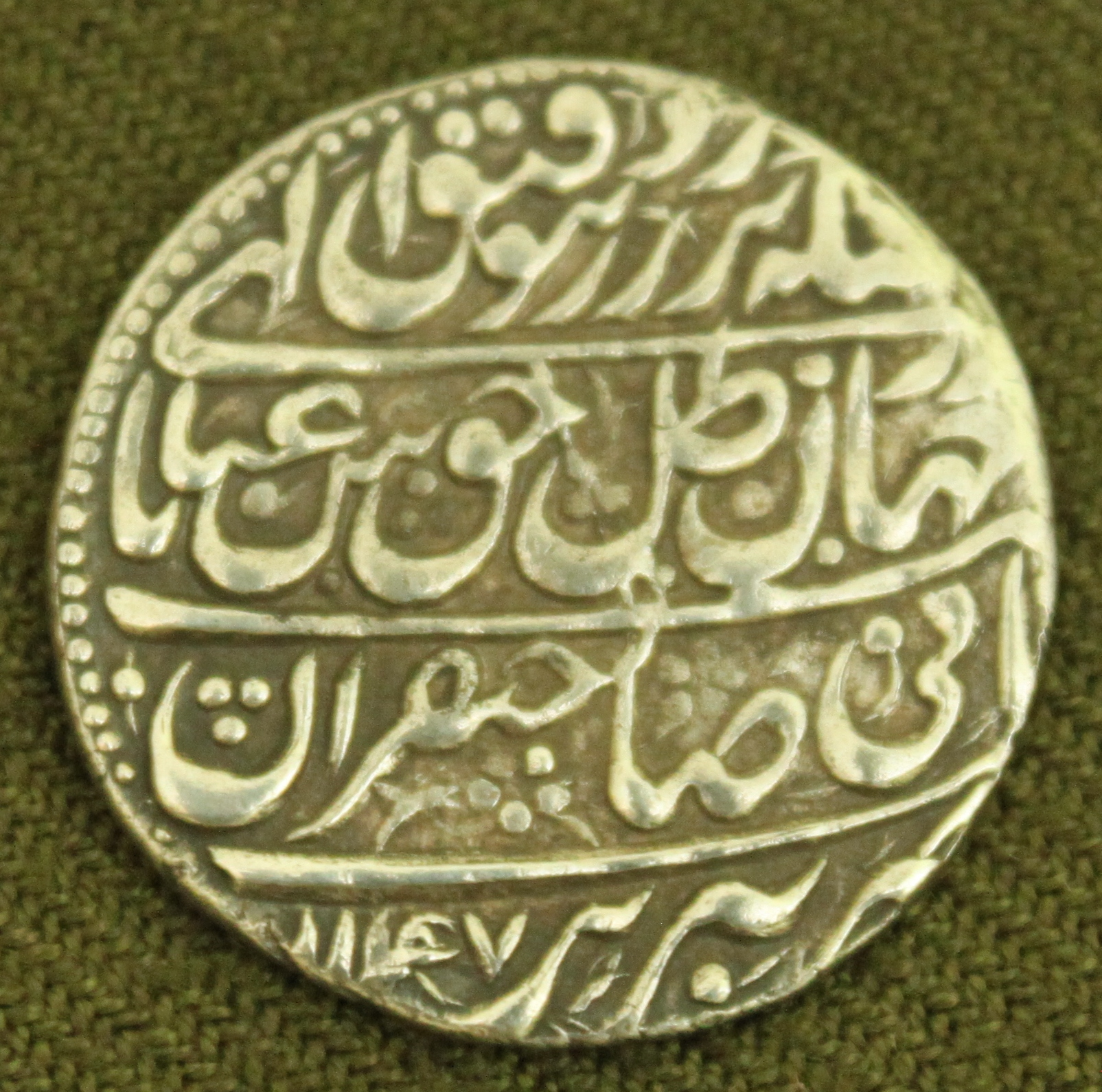
سکه شاه عباس سومضرب تبریز
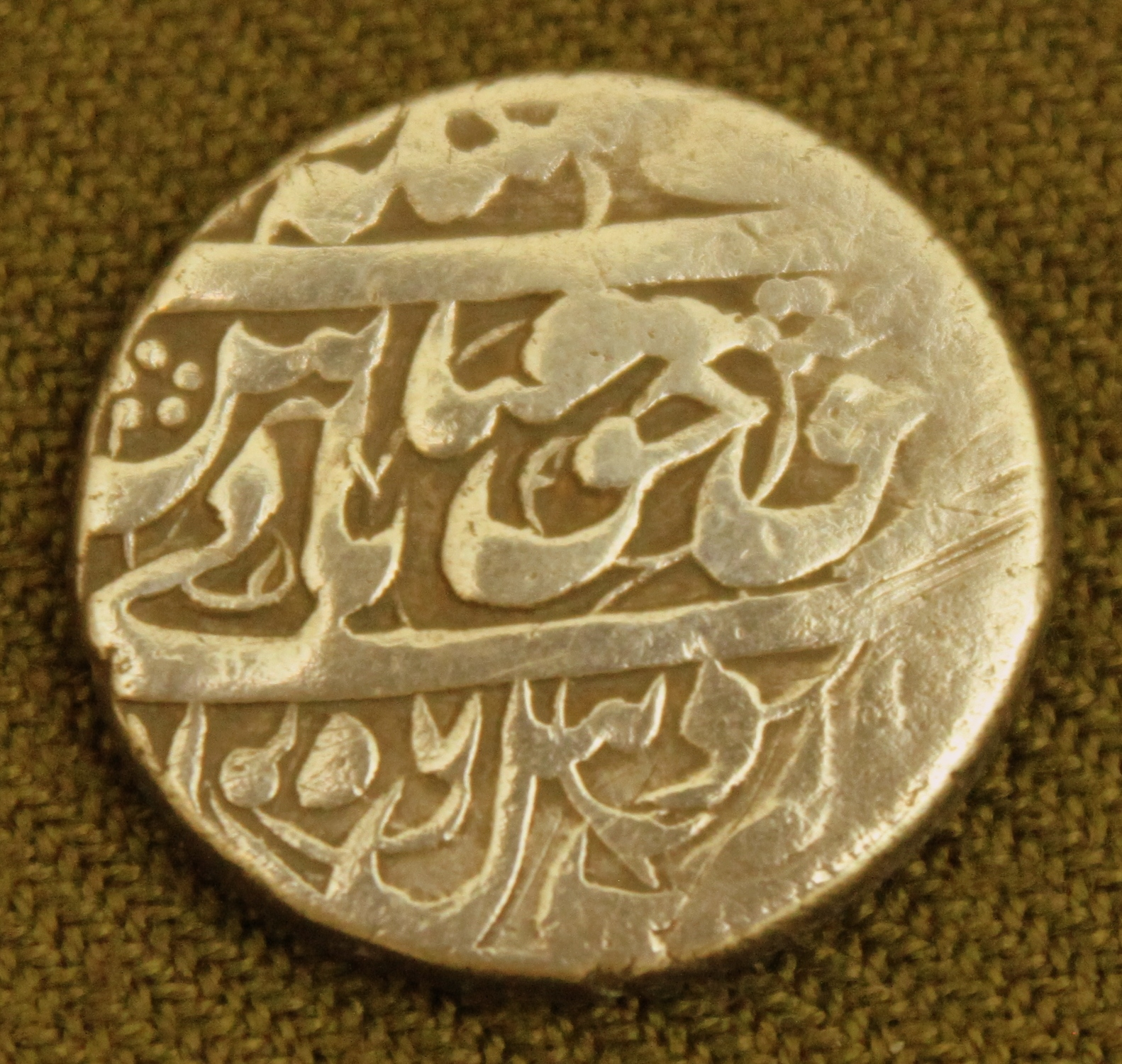
سکه شاه عباس دوم ضرب اردبیل
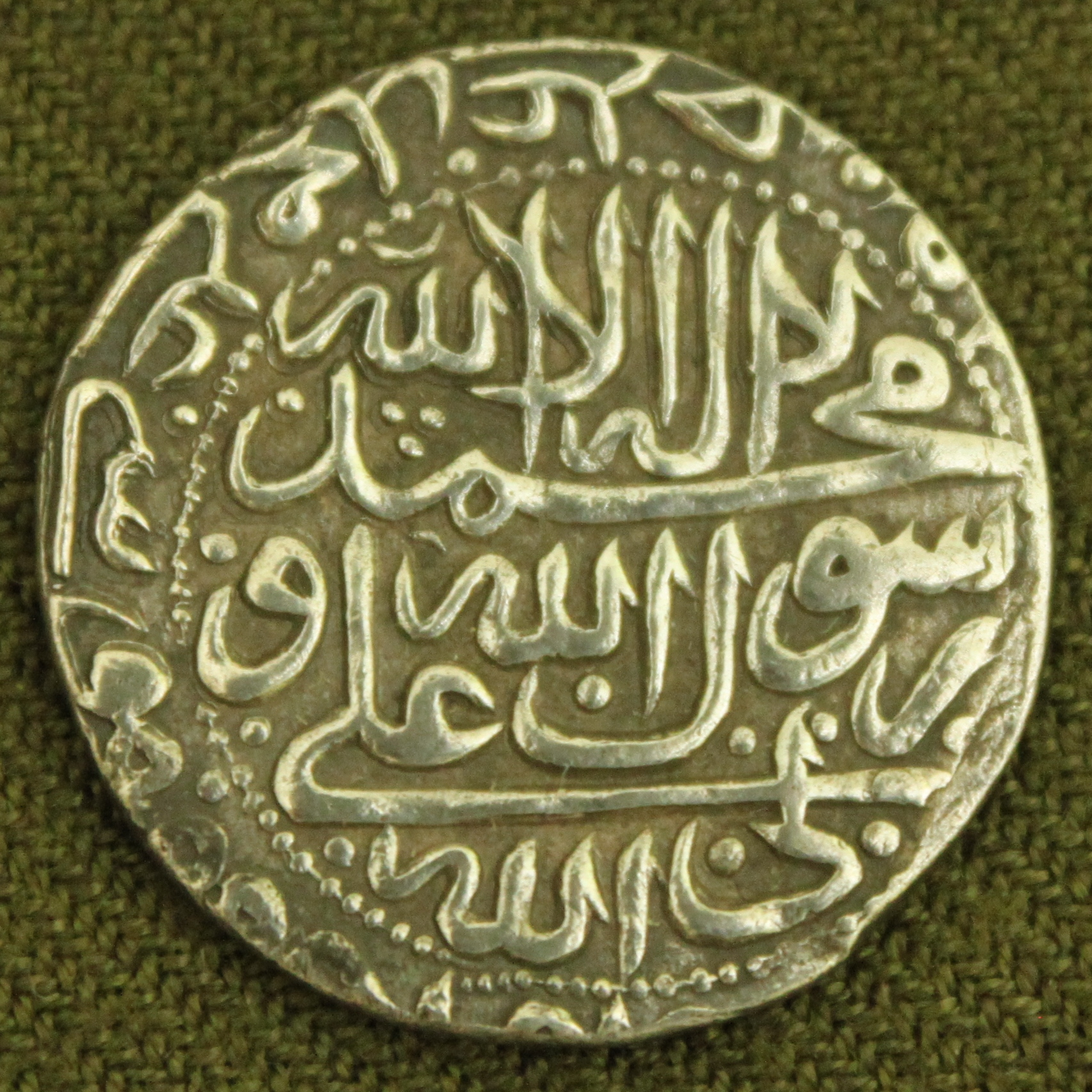
سکه شاه عباس سوم
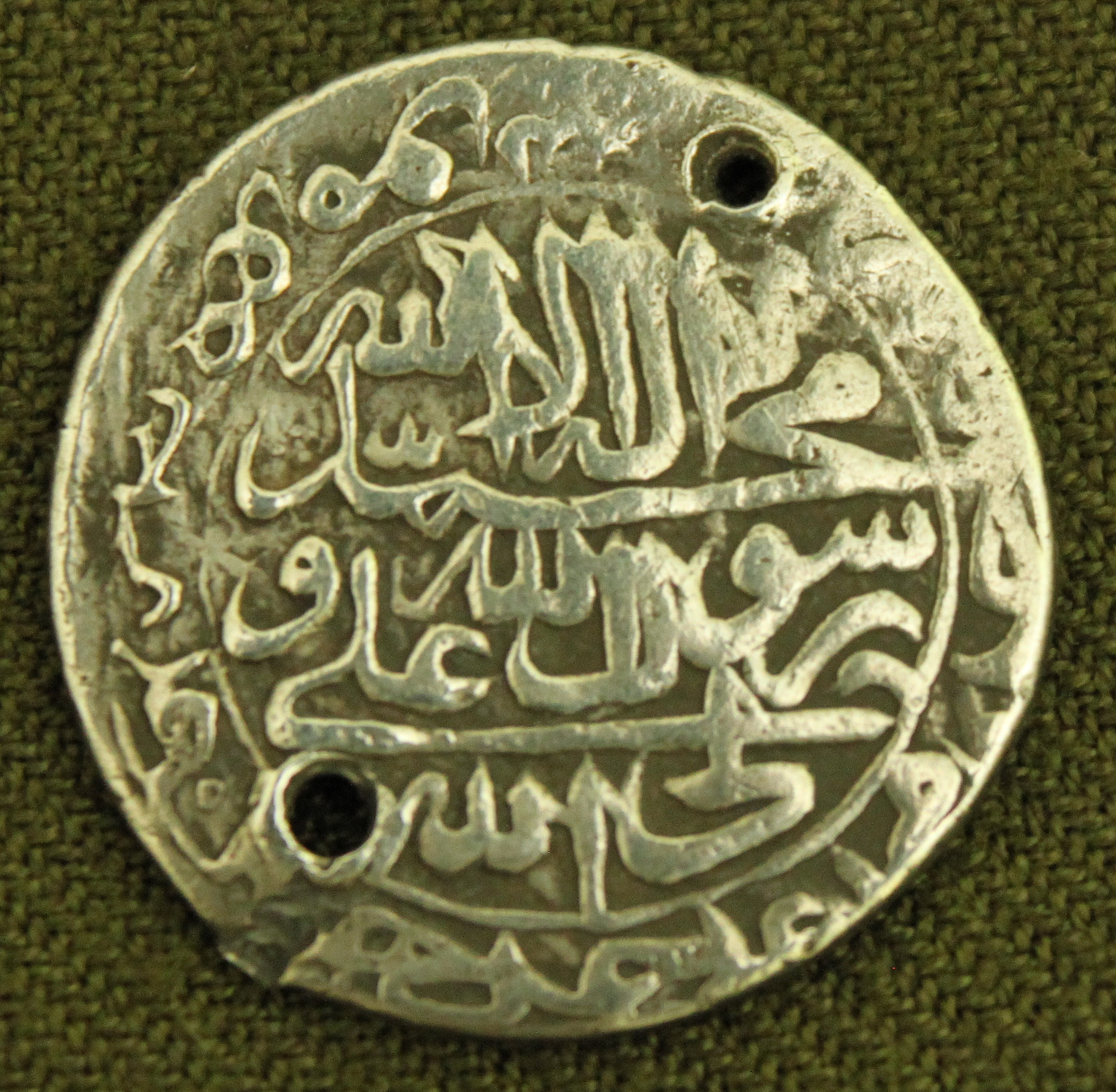
سکه شاه سلیمان
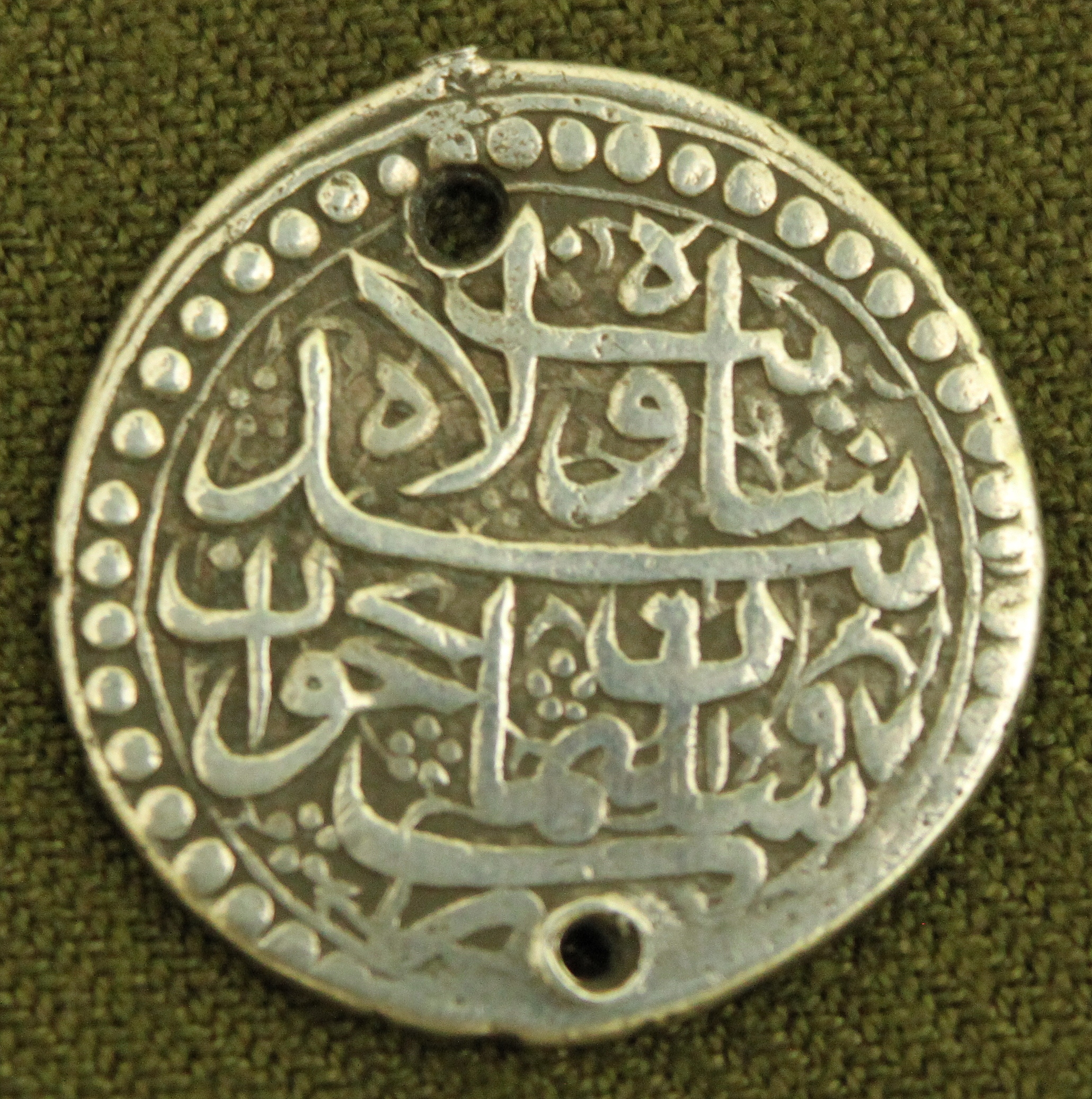
سکه شاه سلیمان ضرب نخجوان
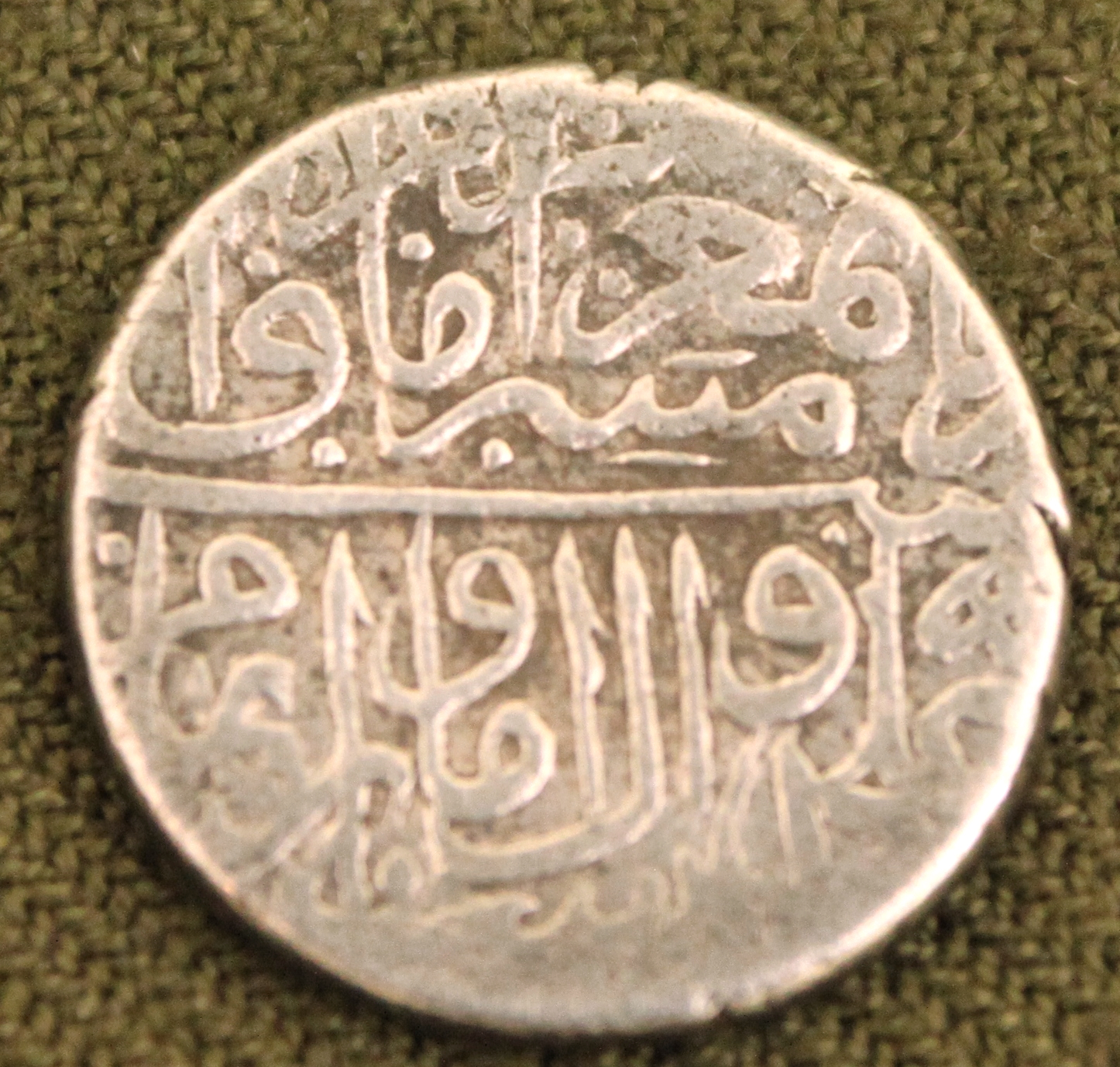
سکه شاه اسماعیل دوم
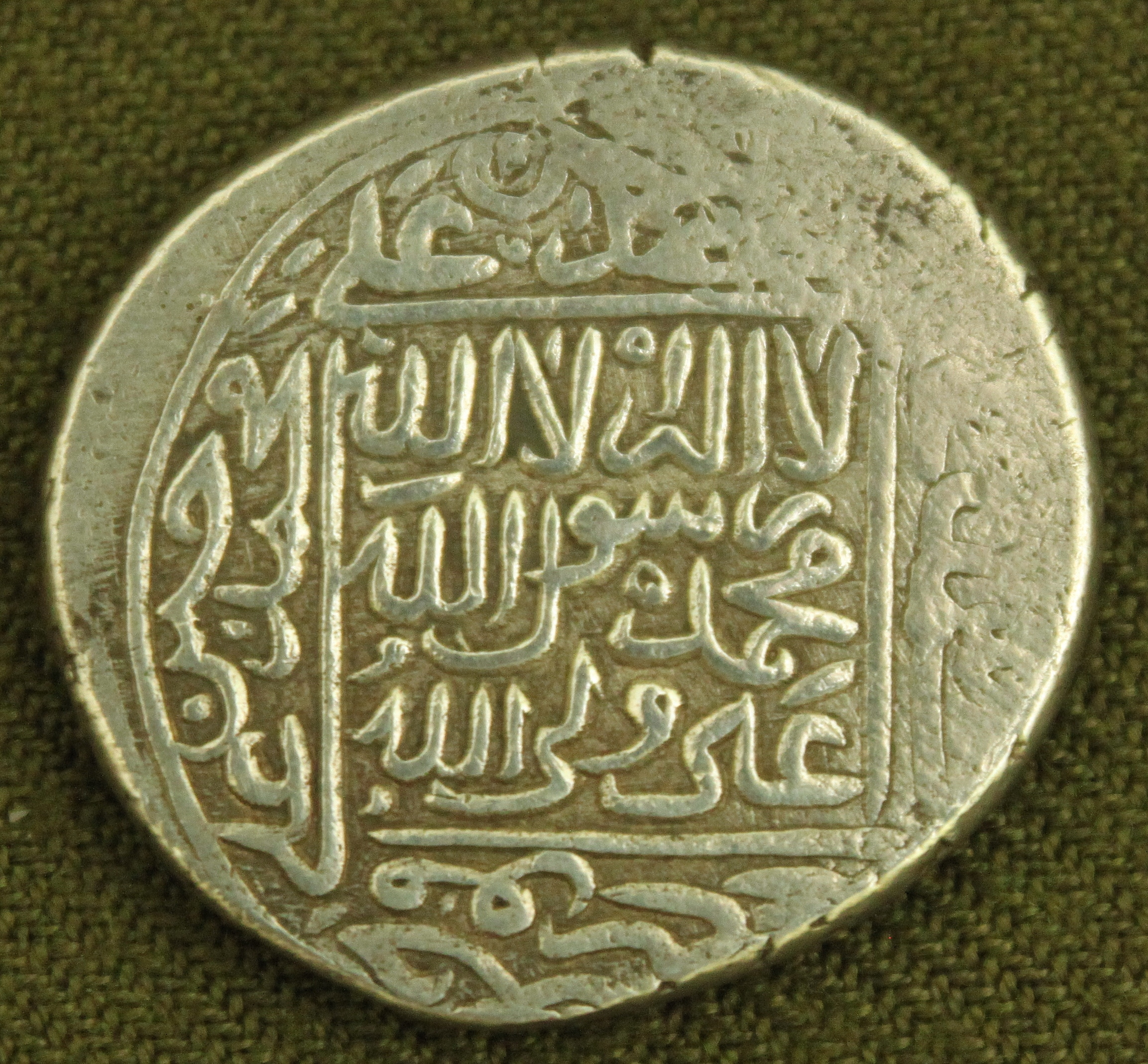
سکه شاه اسماعیل اول
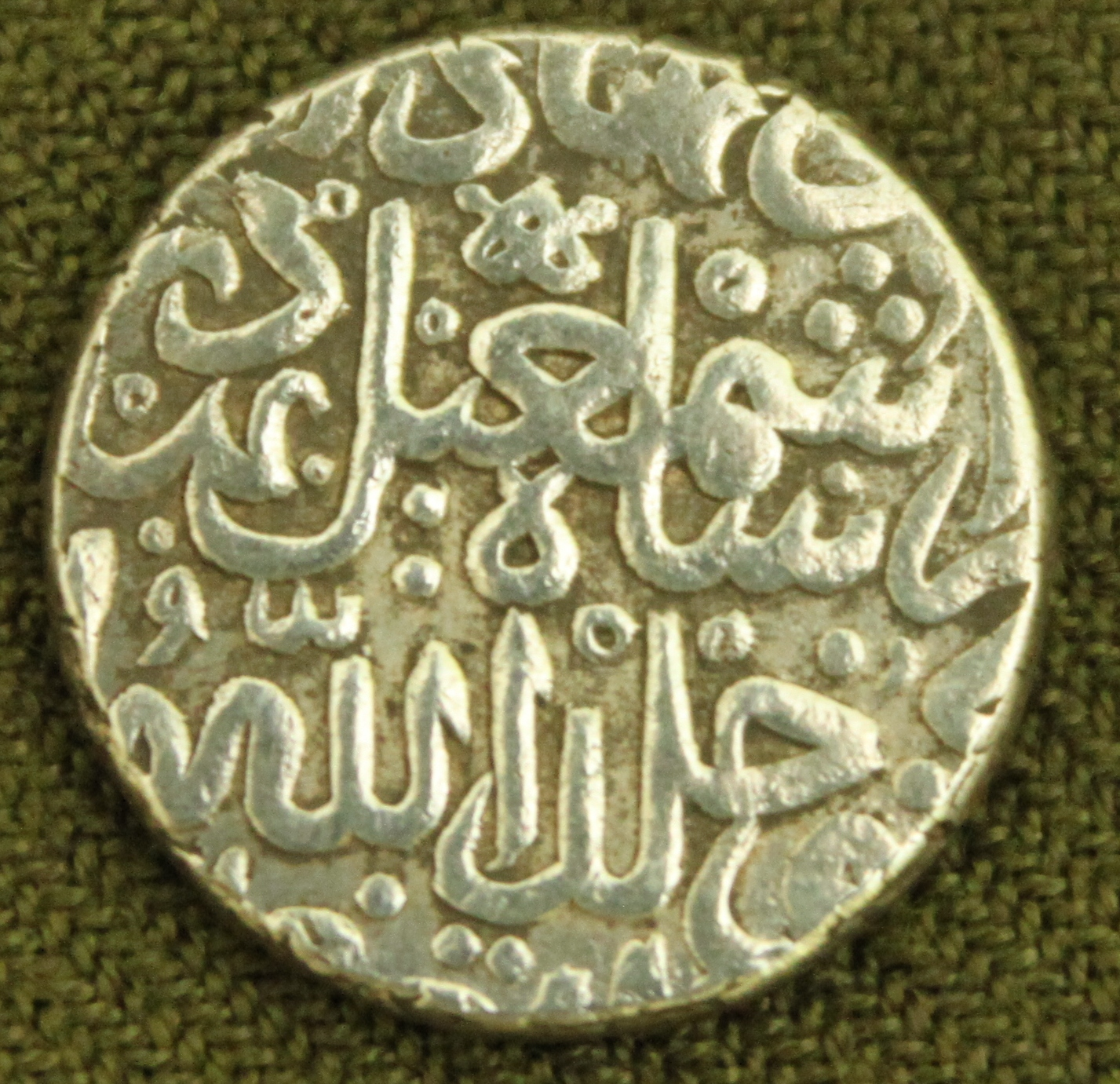
سکه شاه اسماعیل اول
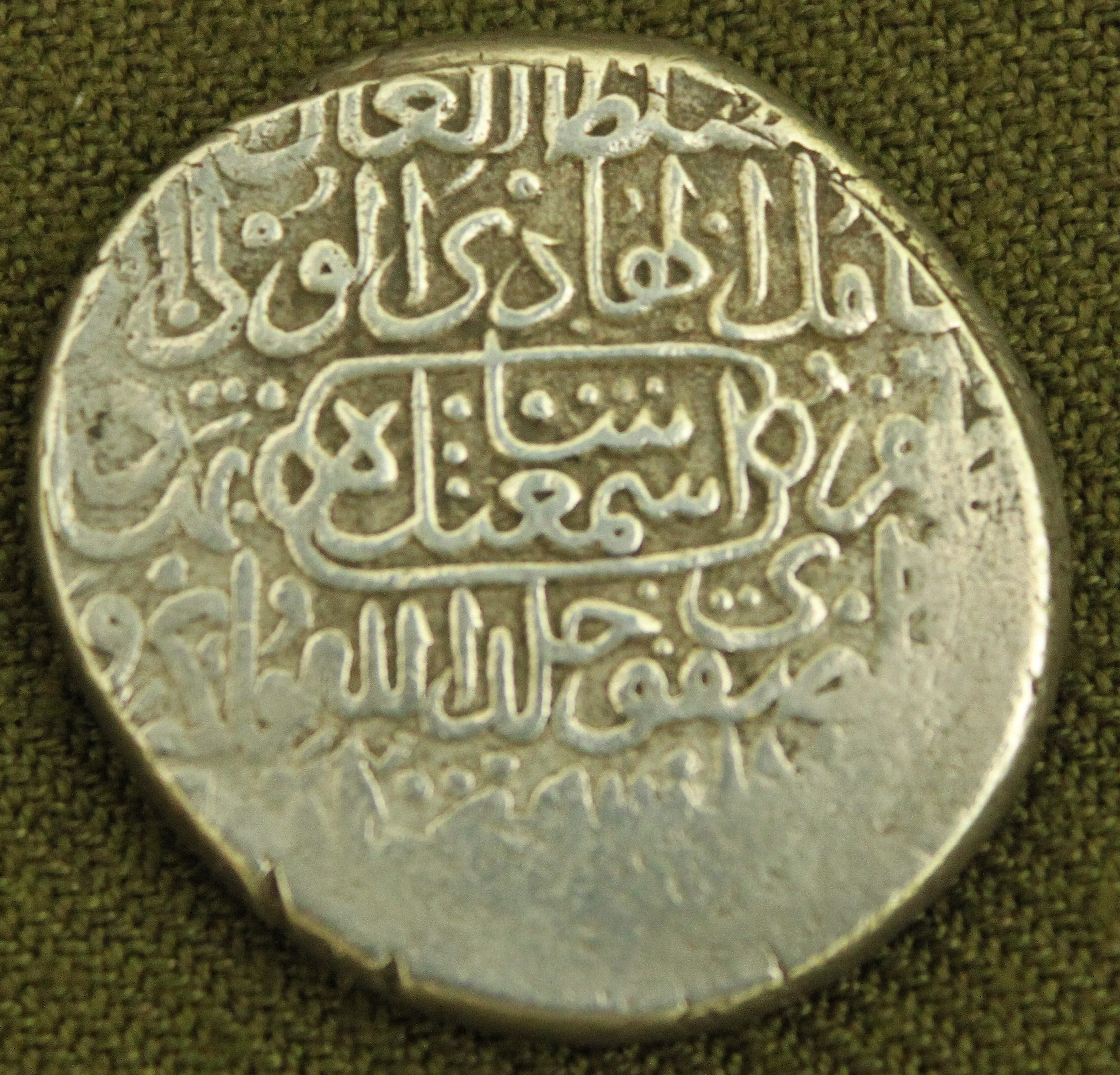
سکه شاه اسماعیل اول
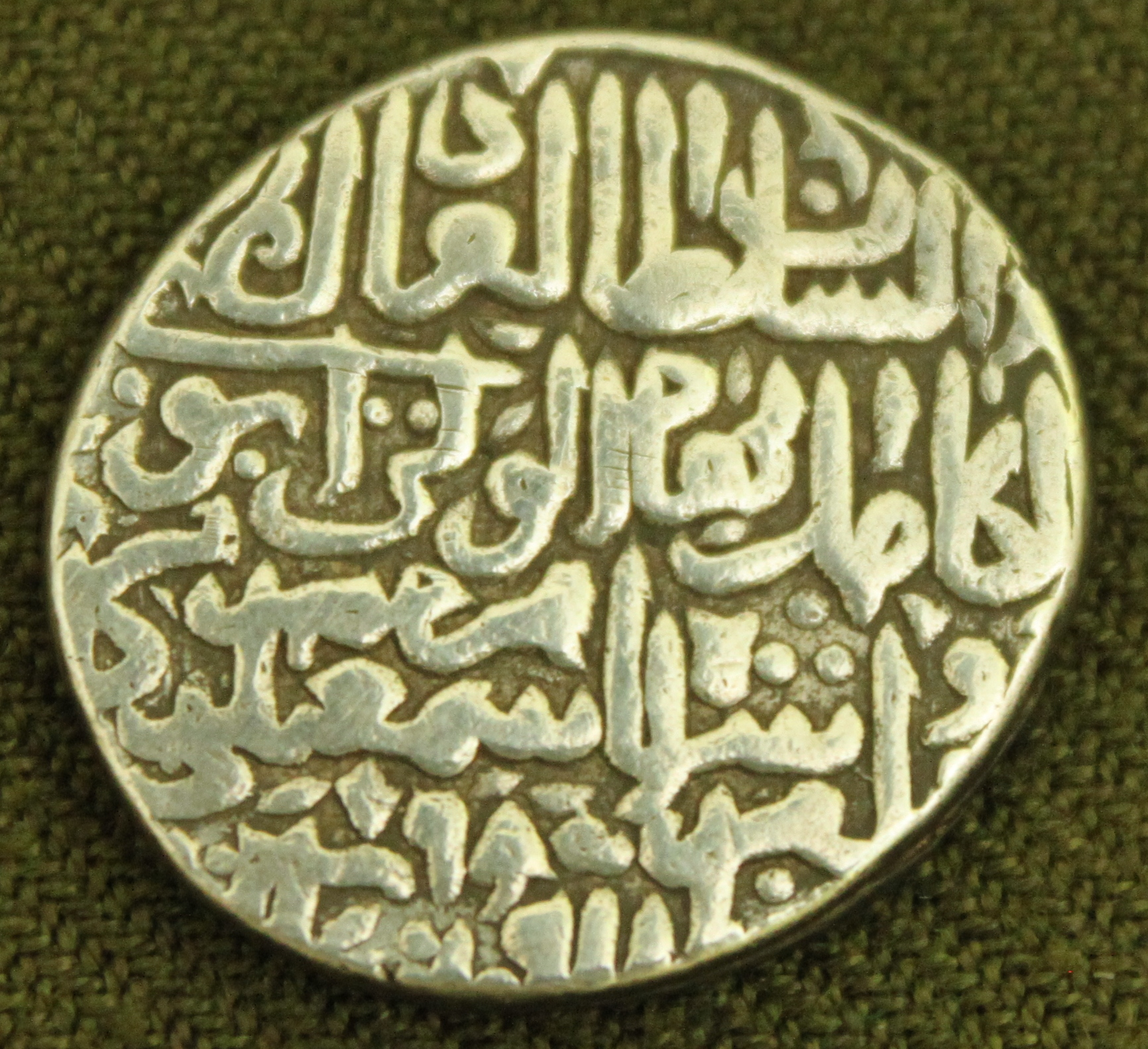
سکه شاه اسماعیل اول
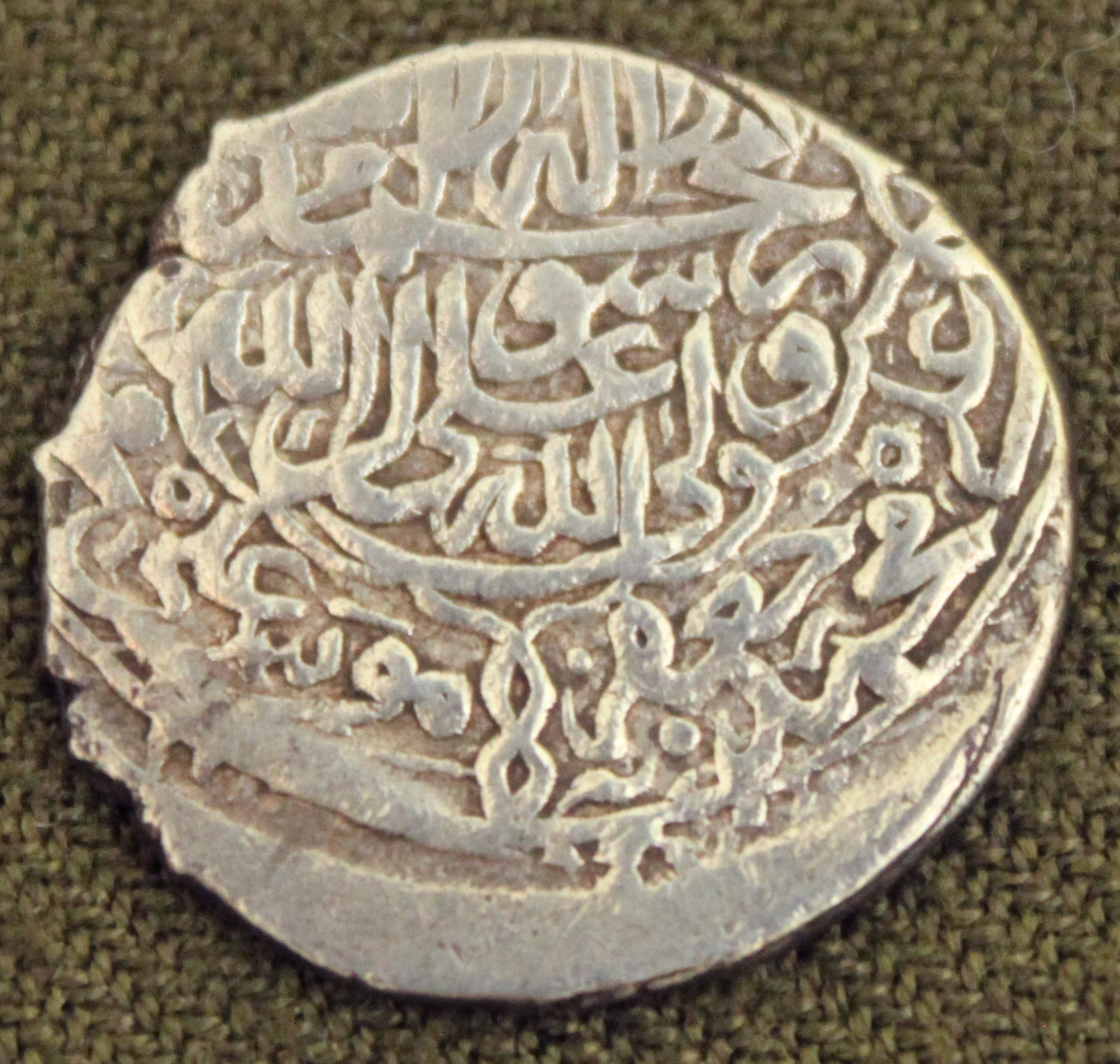
سکه شاه محمد خدابنده
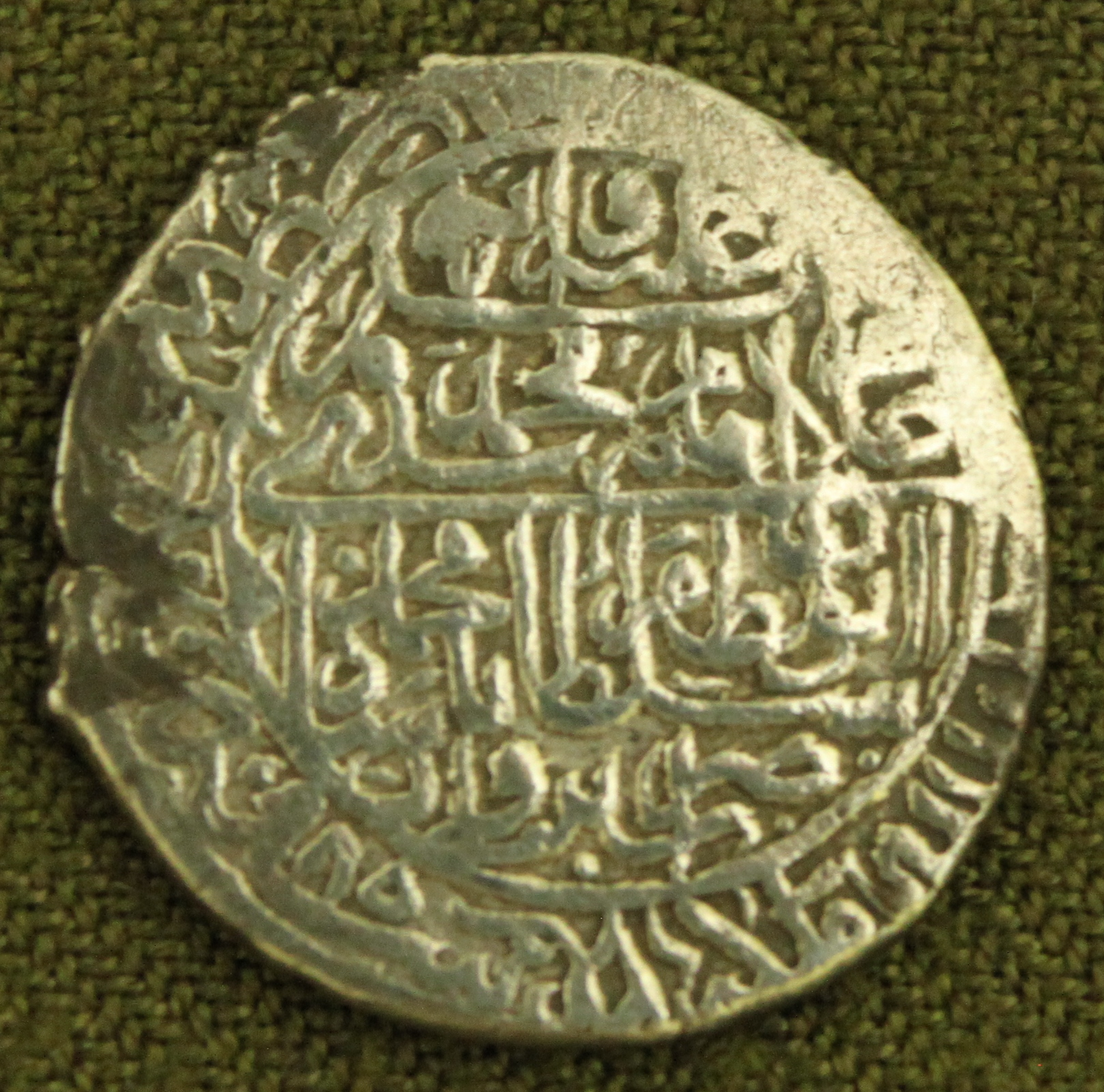
سکه شاه محمد خدابنده
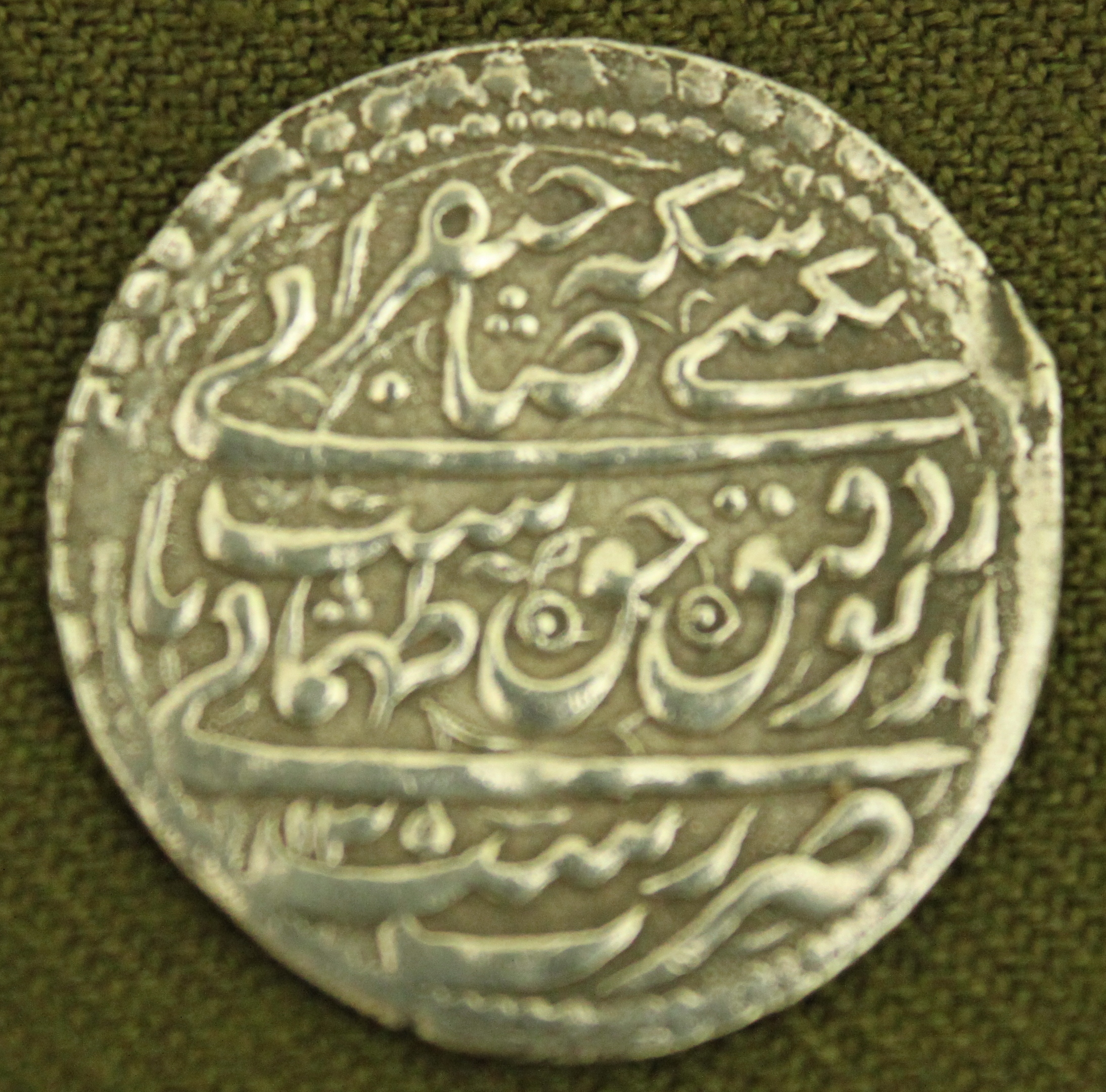
سکه شاه طهماسب دوم
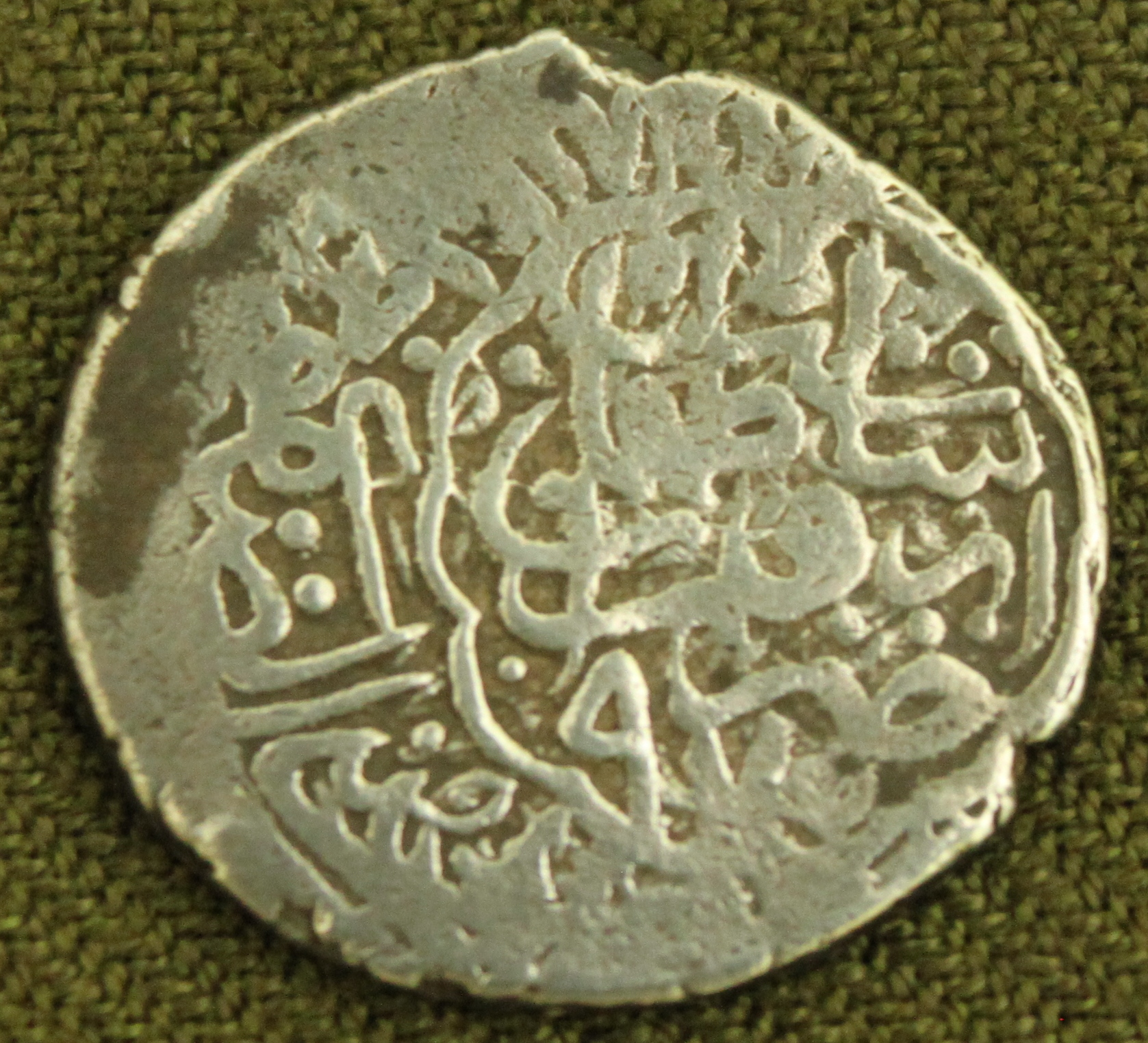
سکه شاه طهماسب
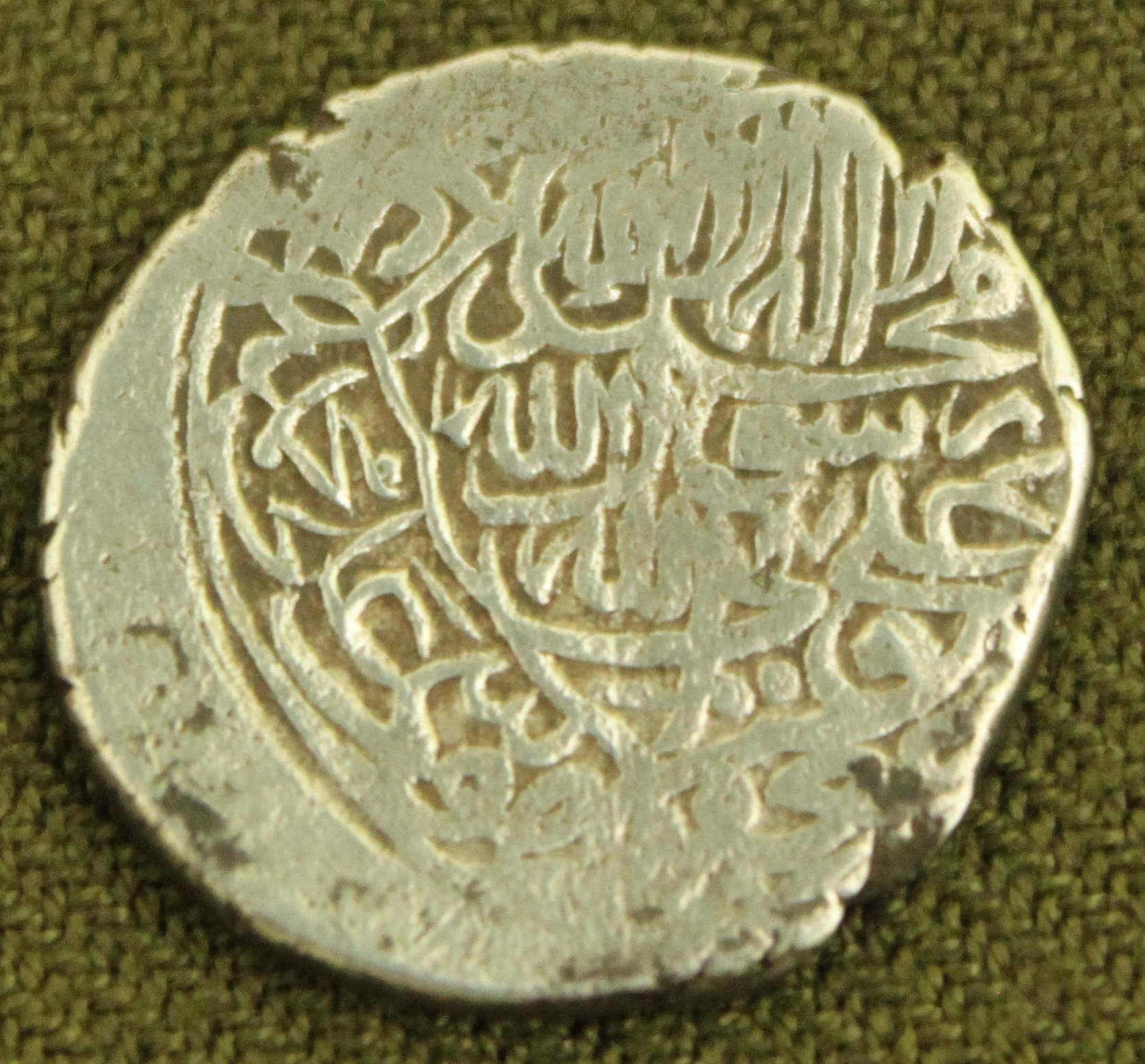
سکه شاه طهماسب
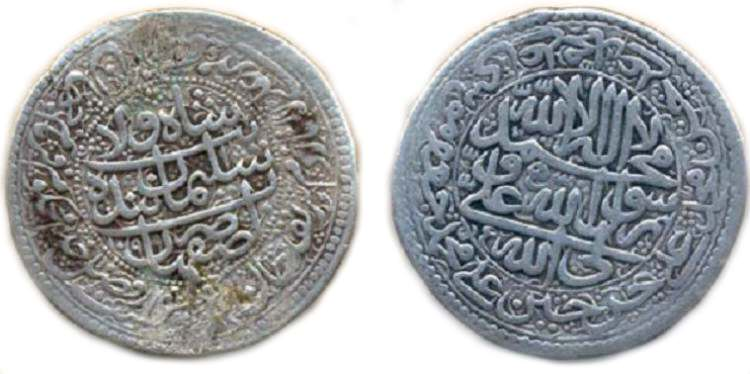
سکه شاه صفی دوم ضرب اصفهان
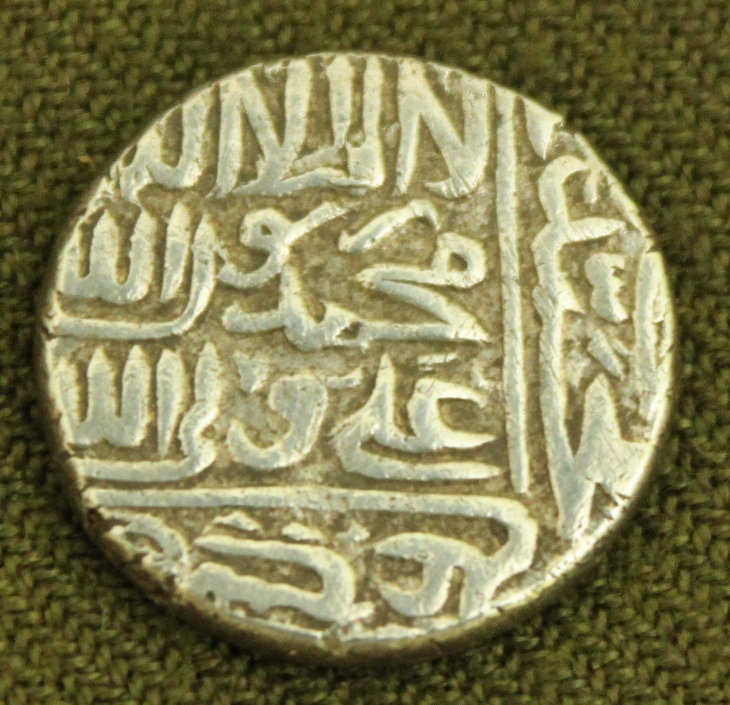
سکه صفوی شاه عباس سوم

## افشاریه

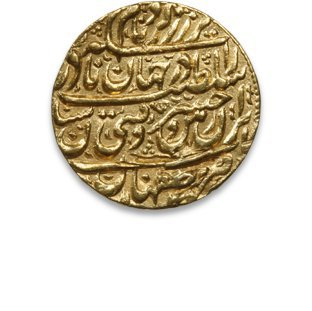
سکه جلوس(یادبود تاجگذاری) نادرشاه ضرب اصفهان
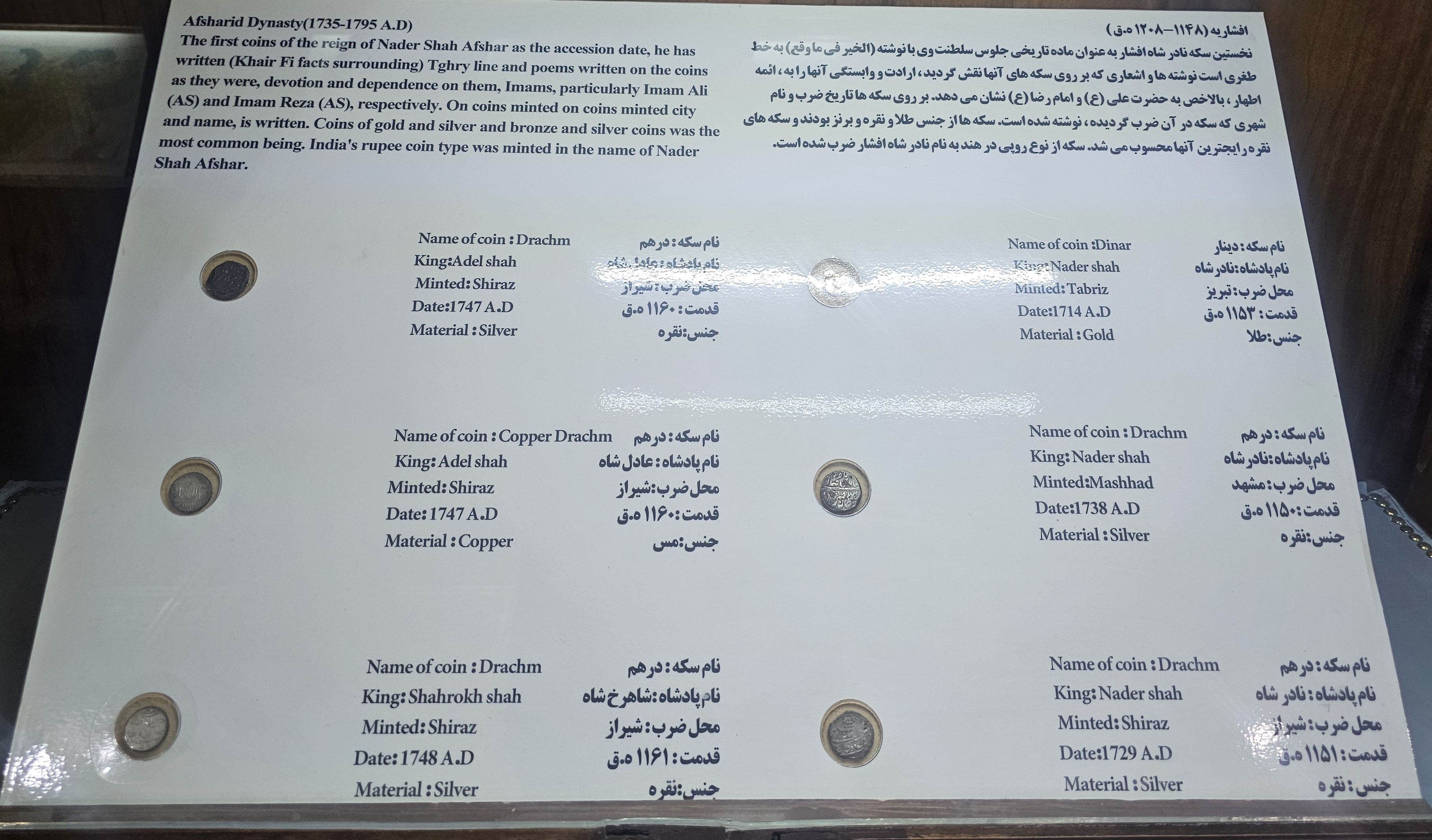
سکه‌های دوره افشاریه (موزه نارنجستان قوام)

## زندیه

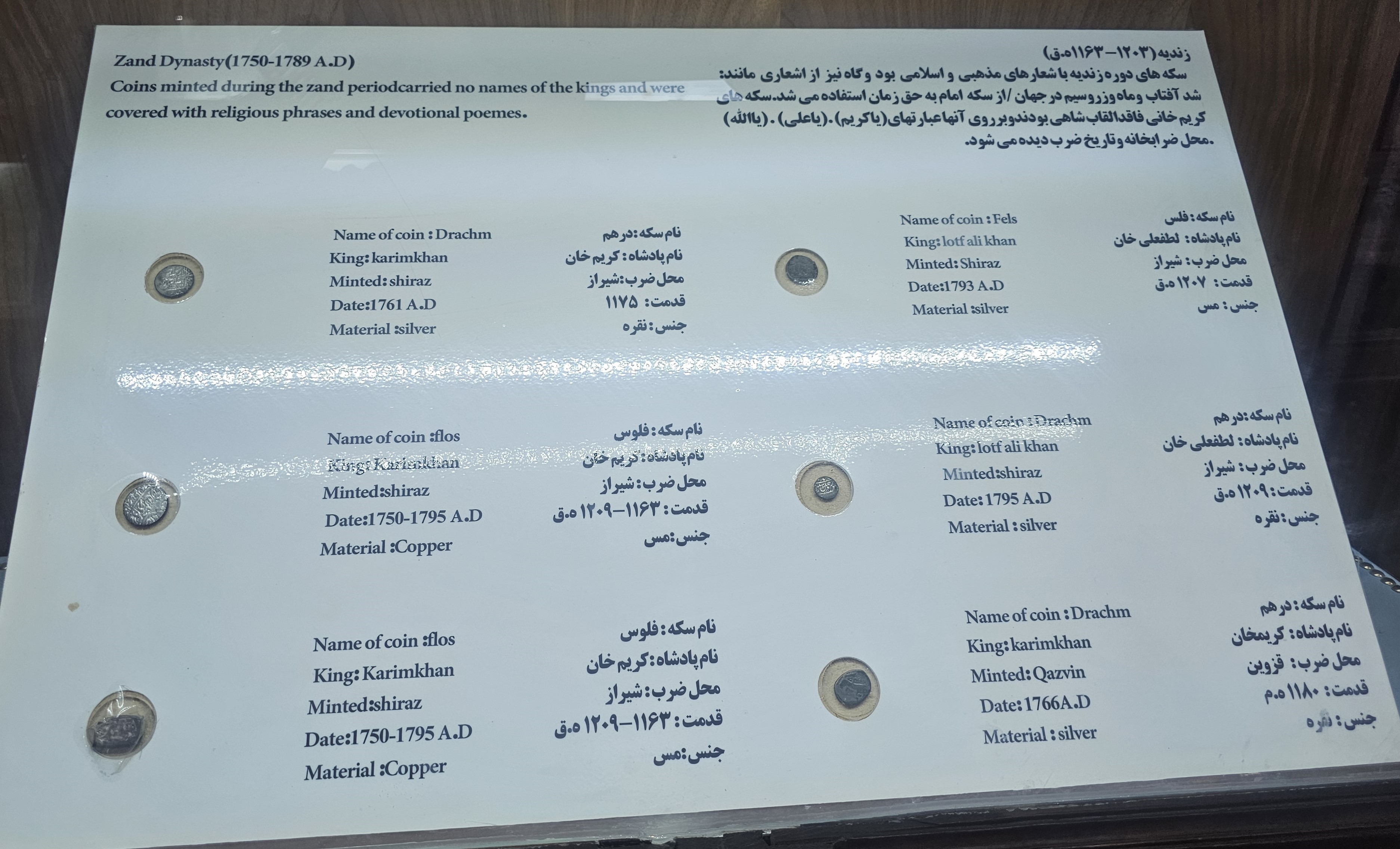
سکه‌های دوره زندیه (موزه نارنجستان قوام)

## قاجاریه

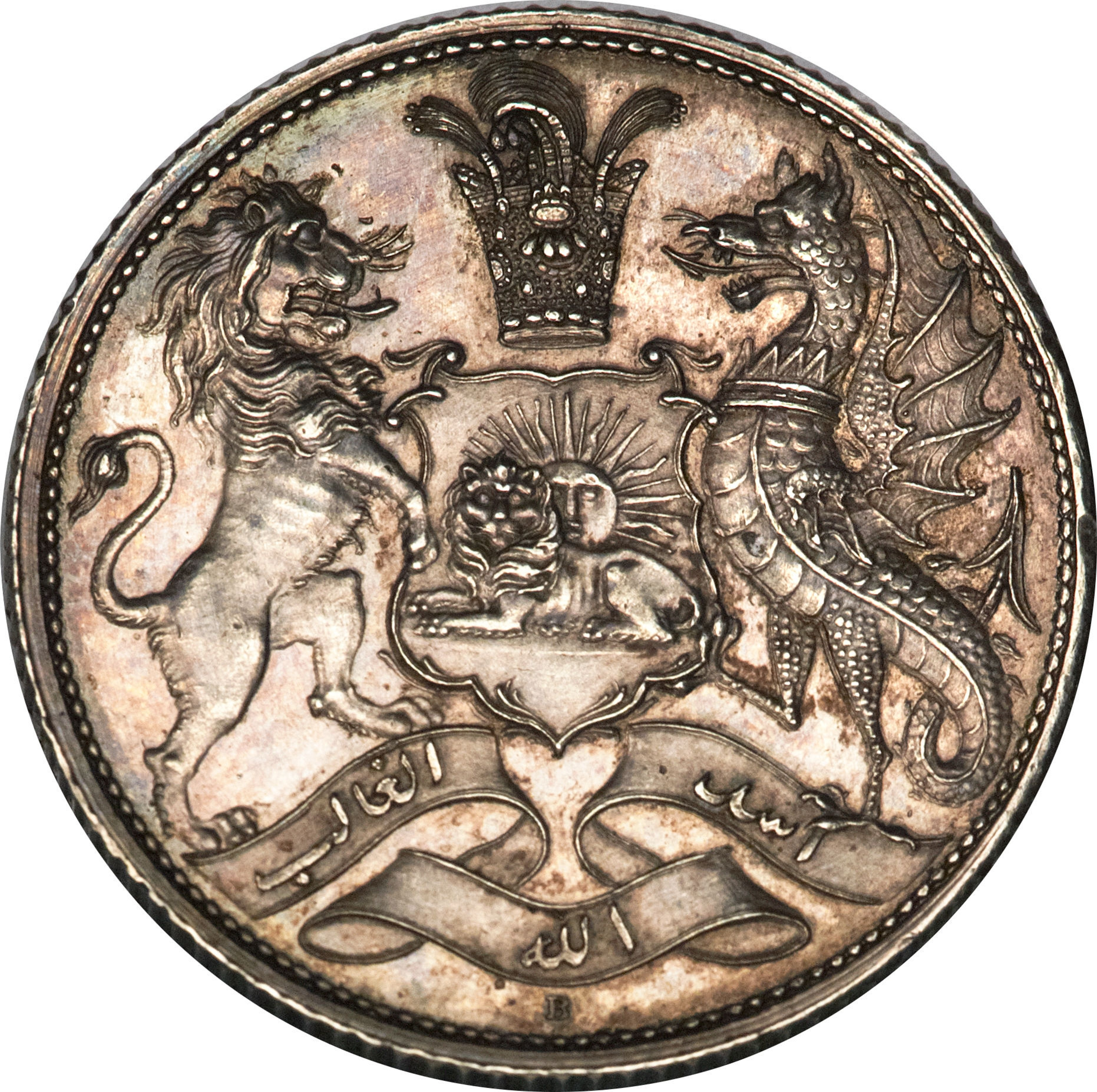
پشت سکه ۱ قرانی متعلق به دوران پادشاهی فتحعلی شاه قاجار که بر سکه نقش شیر و خورشید، اژدها و شیر ایستاده و تاج پادشاهی و عبارت اسداله غالب لقب علی بن ابی طالب موجود است. شیر و خورشید منقوش در سکه فاقد شمشیر است. این سکه متعلق به سال ۱۸۳۰ میلادی است و از جنس نقره است.
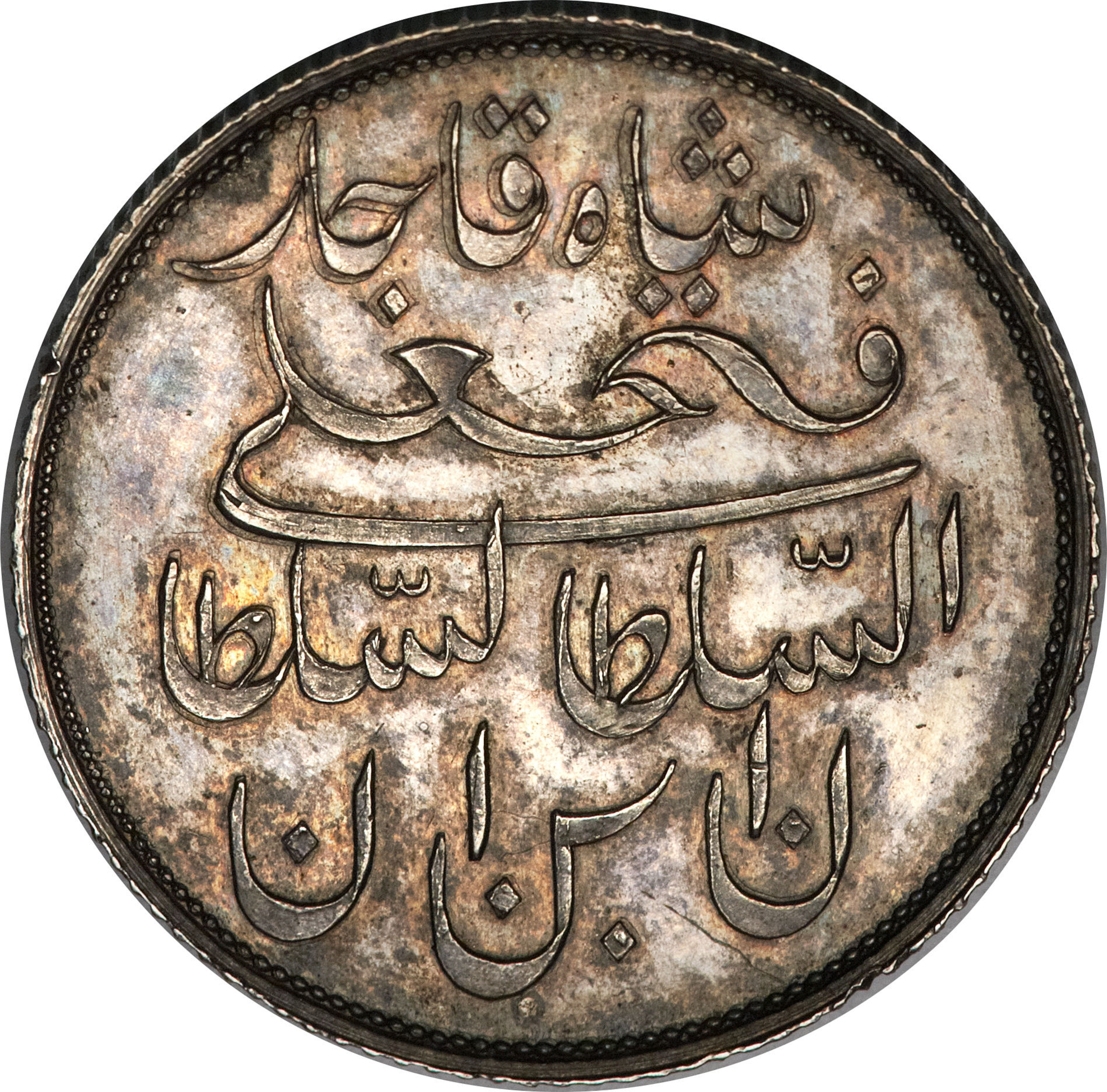
روی سکه ۱ قرانی متعلق به دوران پادشاهی فتحعلی شاه قاجار که بر سکه عبارت «السّلطان ابن السّلطان فتحعلی شاه قاجار» نقش بسته‌است. این سکه متعلق به سال ۱۸۳۰ میلادی است و از جنس نقره است.
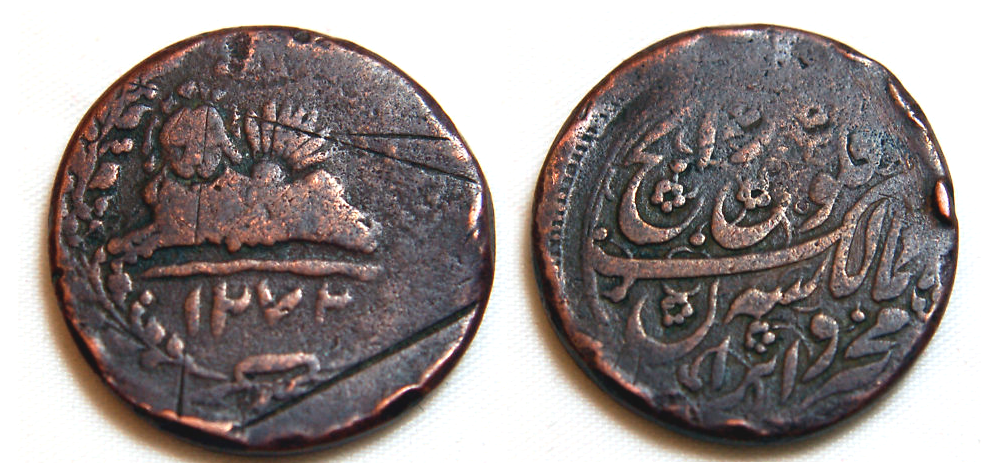
سکه فلوس؛ بر روی آن نشان شیر و خورشید و بر پشت آن عنوان «فلوس» و نام ایران به چشم می‌خورد.
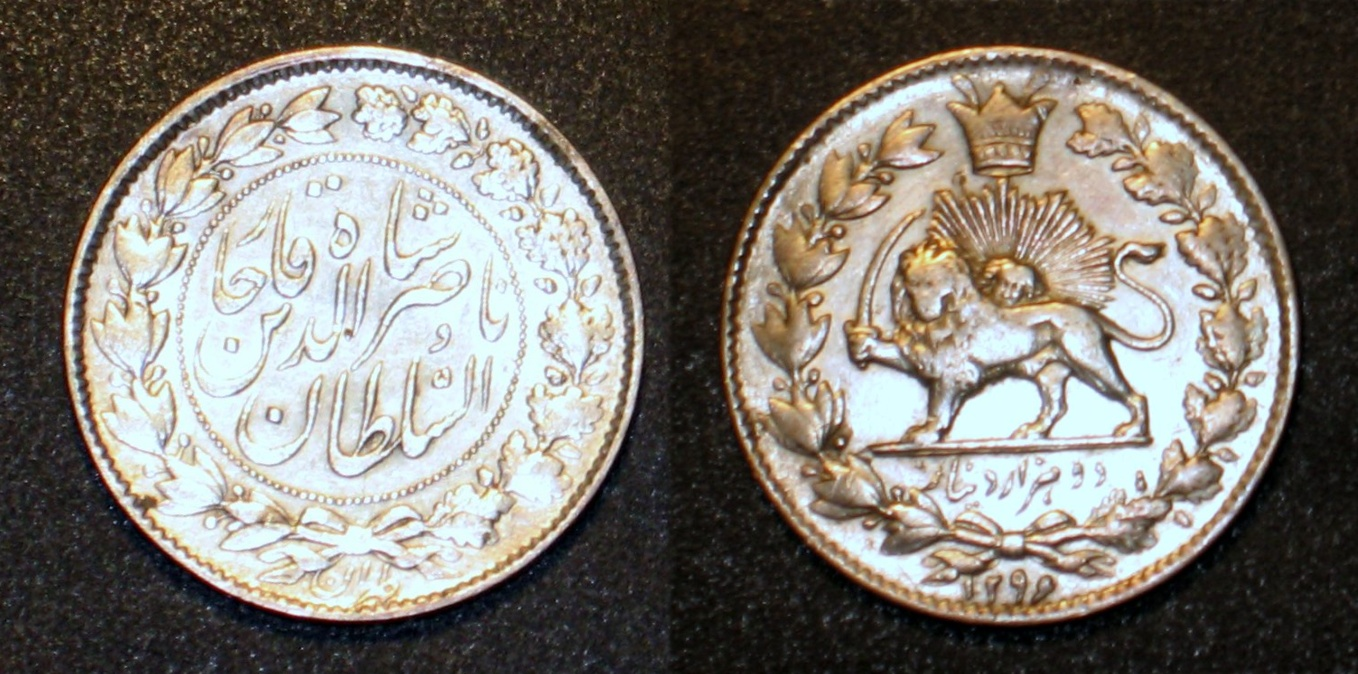
سکه دو هزار دیناری ناصرالدین شاه
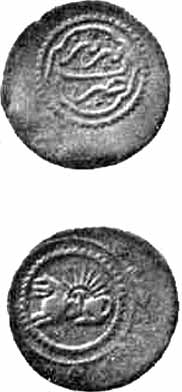
سکه شیر و خورشید فتحعلی شاه
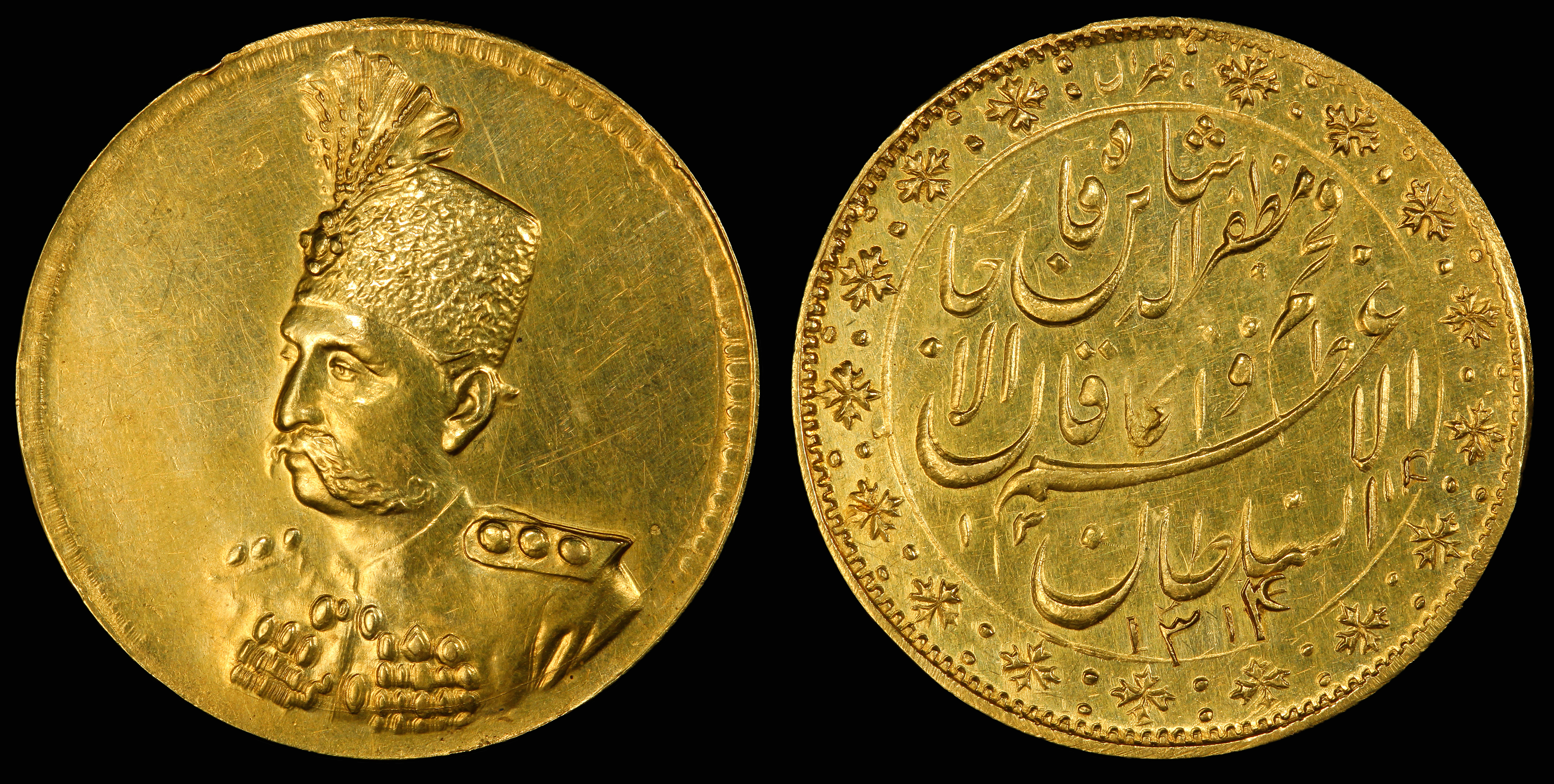
سکه طلا با چهره مظفرالدین شاه قاجار - ۱۲۷۵ خورشیدی
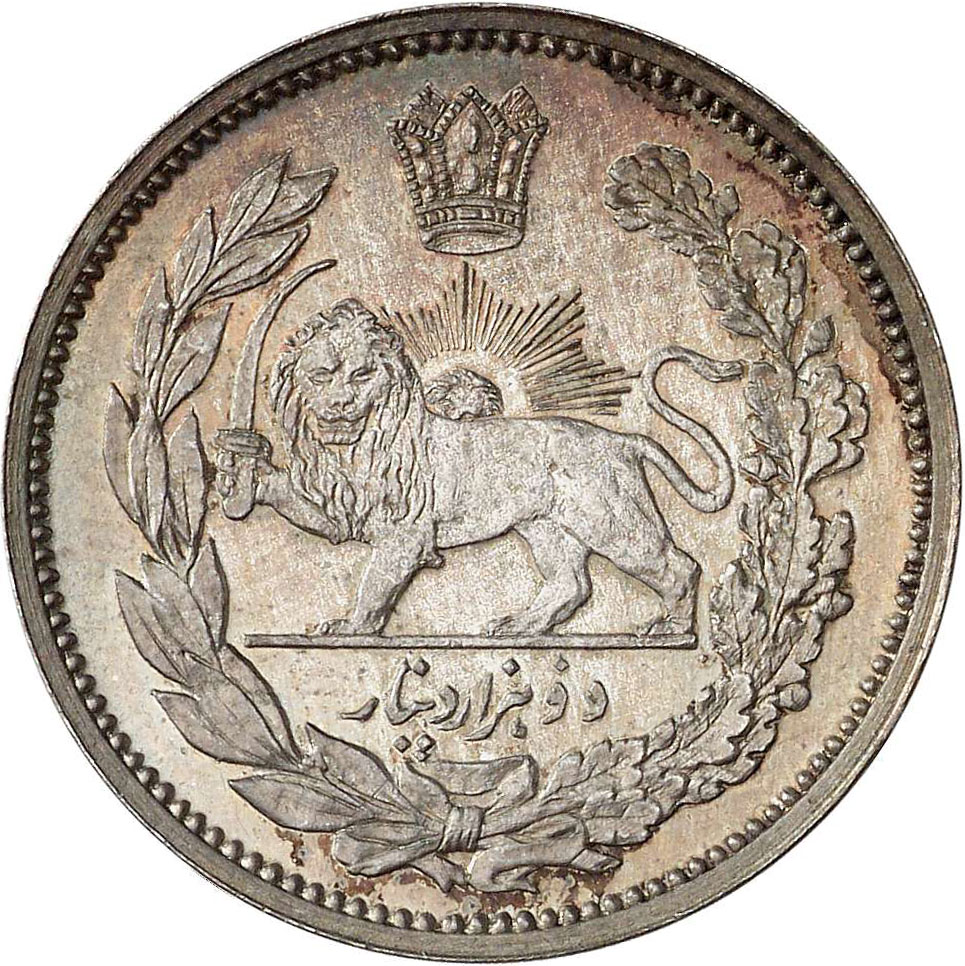
پشت سکه دو هزار دیناری محمد علی شاه
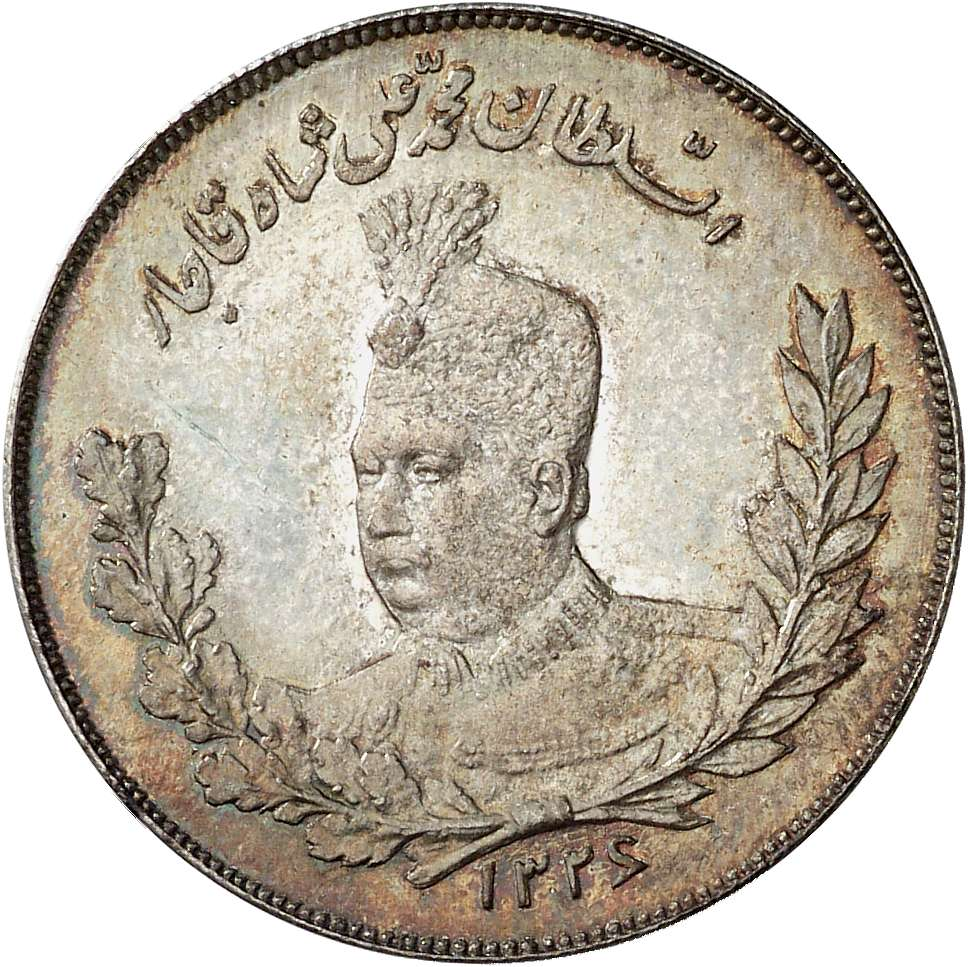
روی سکه دو هزار دیناری محمد علی شاه
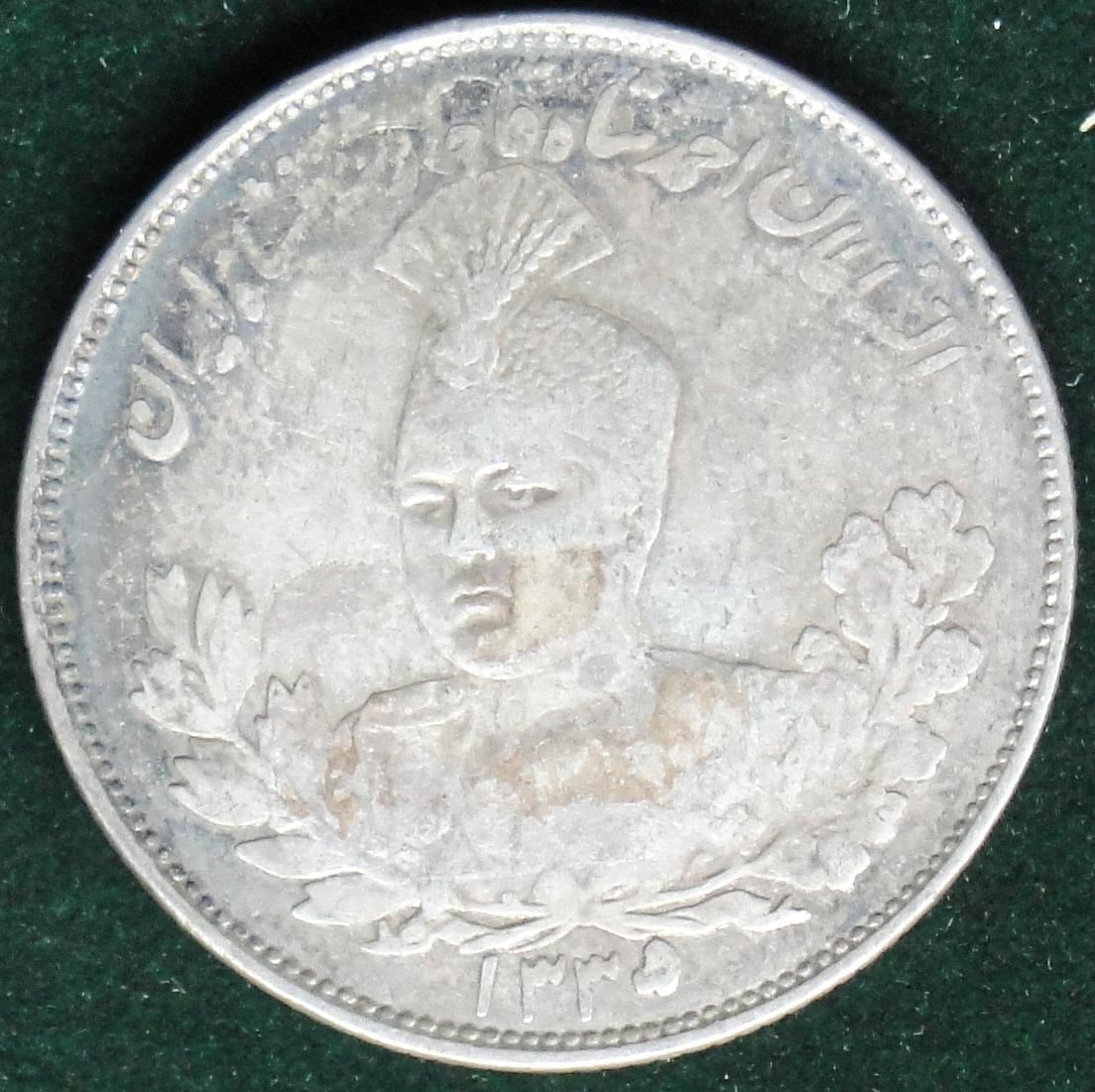
سکه نقره احمد شاه
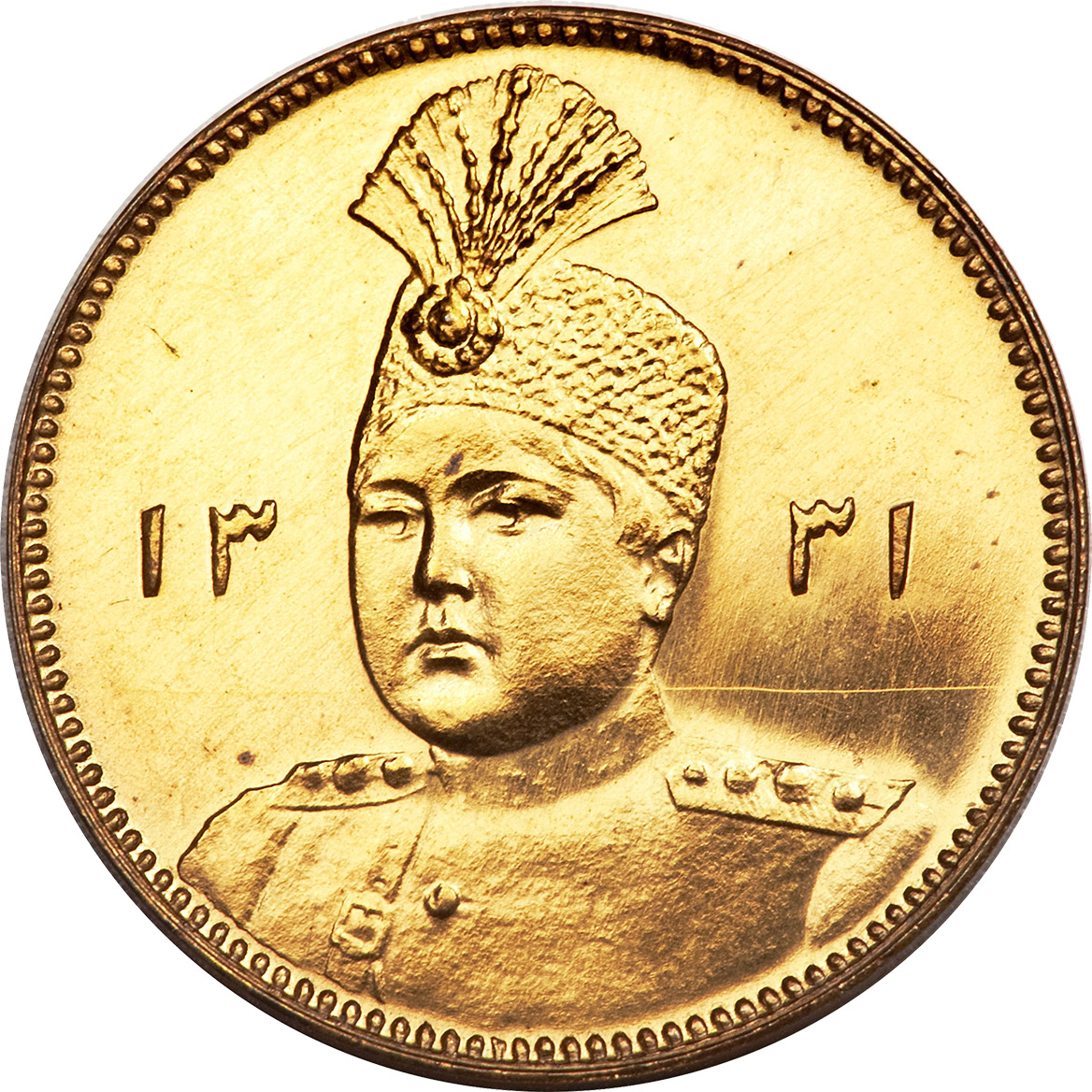
سکه احمد شاه

## پهلوی

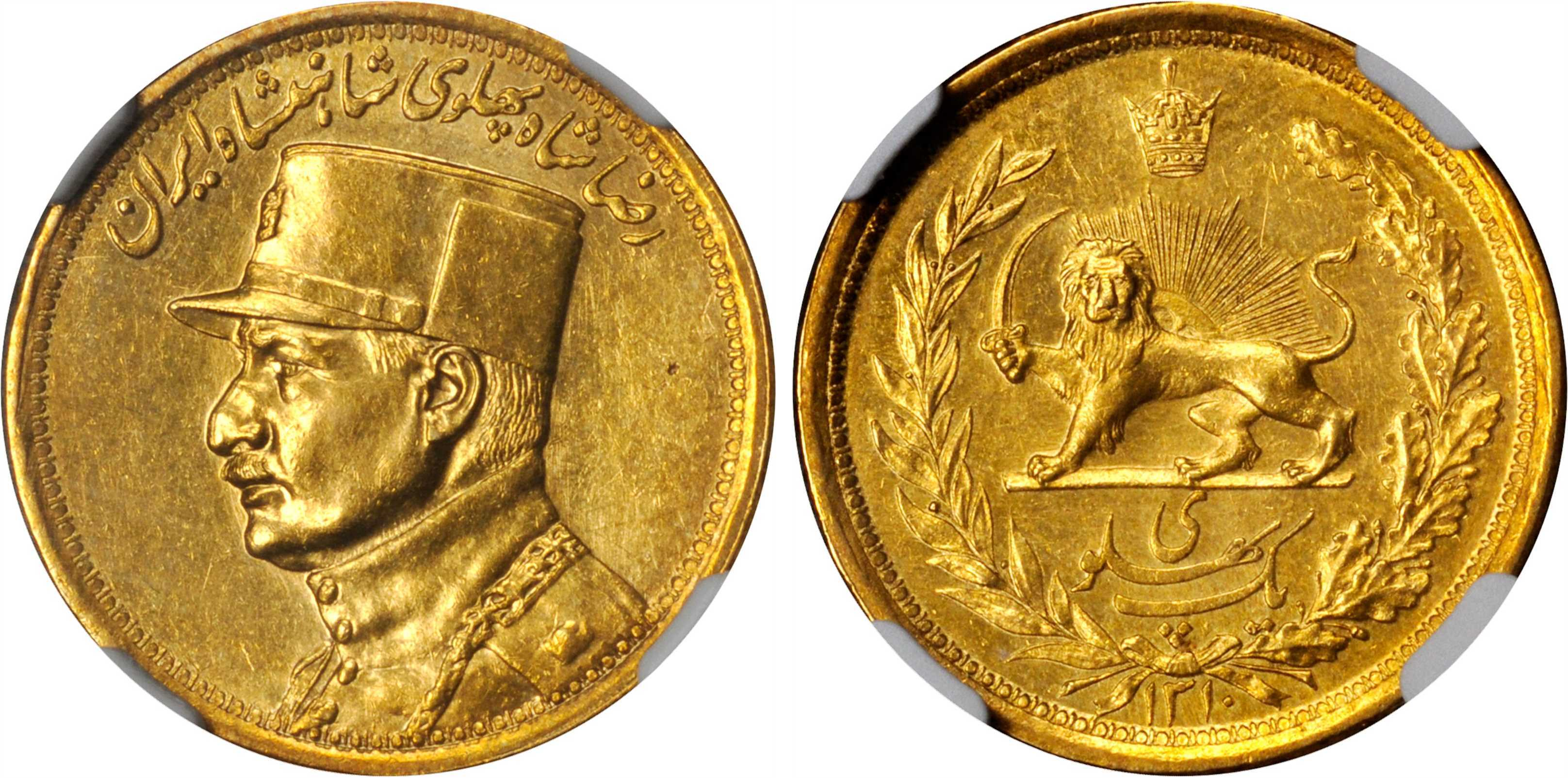
سکه یک پهلوی رضا شاه با وزن ۸/۱۳ گرم نخستین سکه طلا که در ایران بعد ازگذشت حدود ۲۵۰۰ سال با استاندارد وزنی سکه یک دریک هخامنشی در سال ۱۳۱۰ خورشیدی ضرب شد.

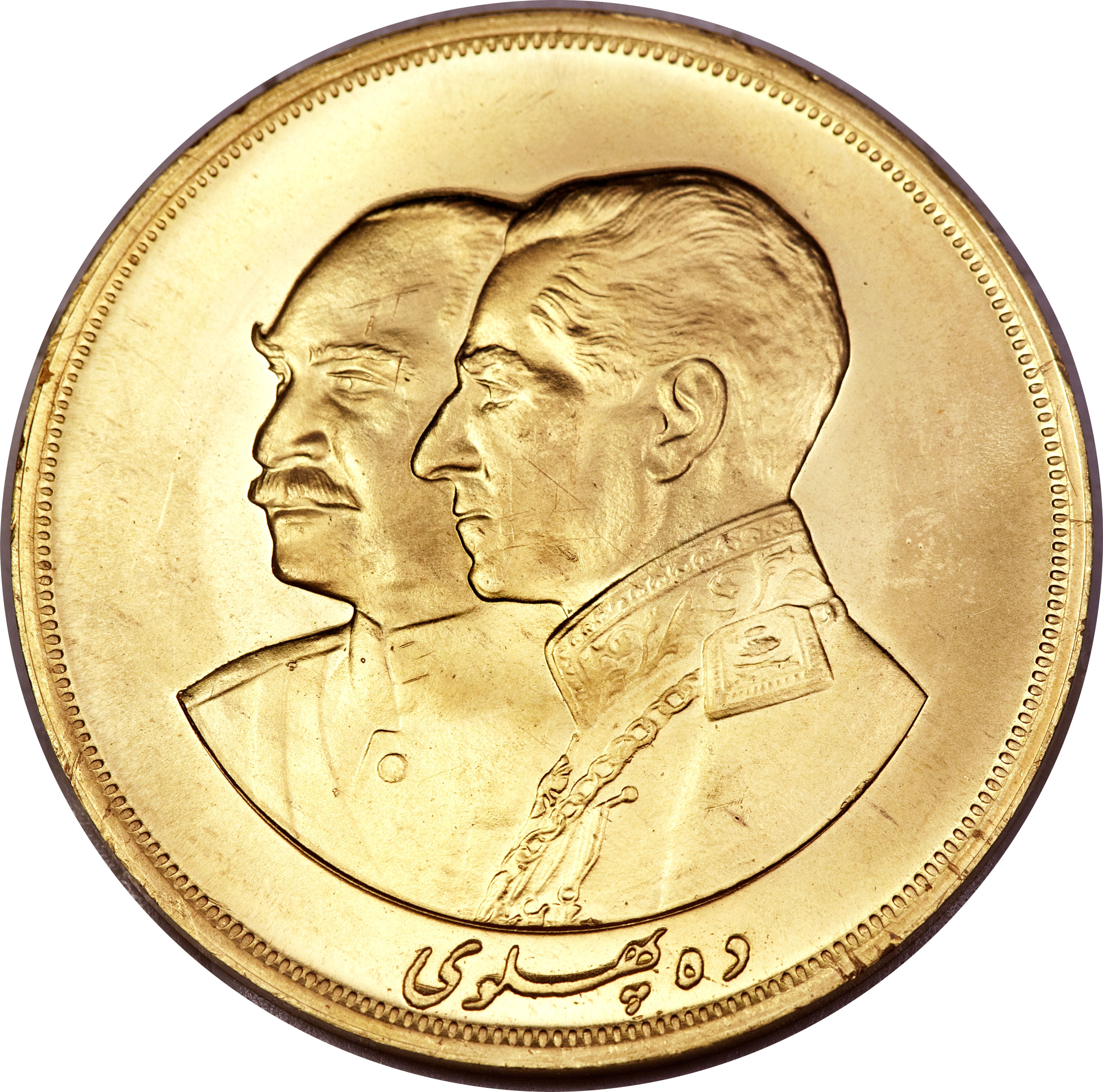
روی سکه ۱۰ پهلوی - سال ۱۳۵۵ خورشیدی - ۱۹۷۶ میلادی به مناسبت پنجاهمین سالگرد تأسیس سلسله پهلوی / چهره رضا شاه و محمدرضا شاه بر روی سکه می‌باشد.
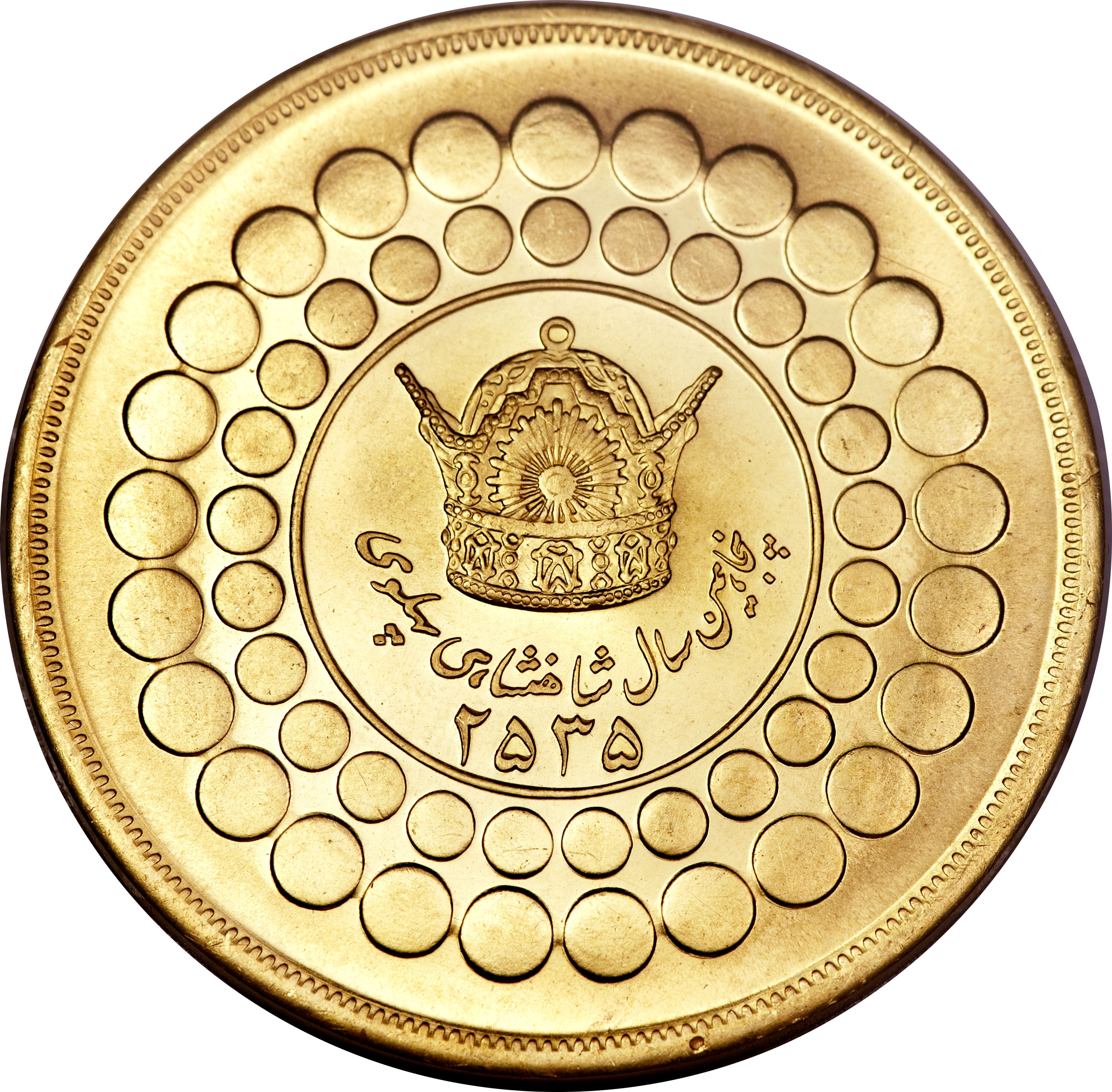
پشت سکه ۱۰ پهلوی - سال ۱۳۵۵ خورشیدی - ۱۹۷۶ میلادی به مناسبت پنجاهمین سالگرد تأسیس سلسله پهلوی / تاج پهلوی نقش بر سکه می‌باشد.
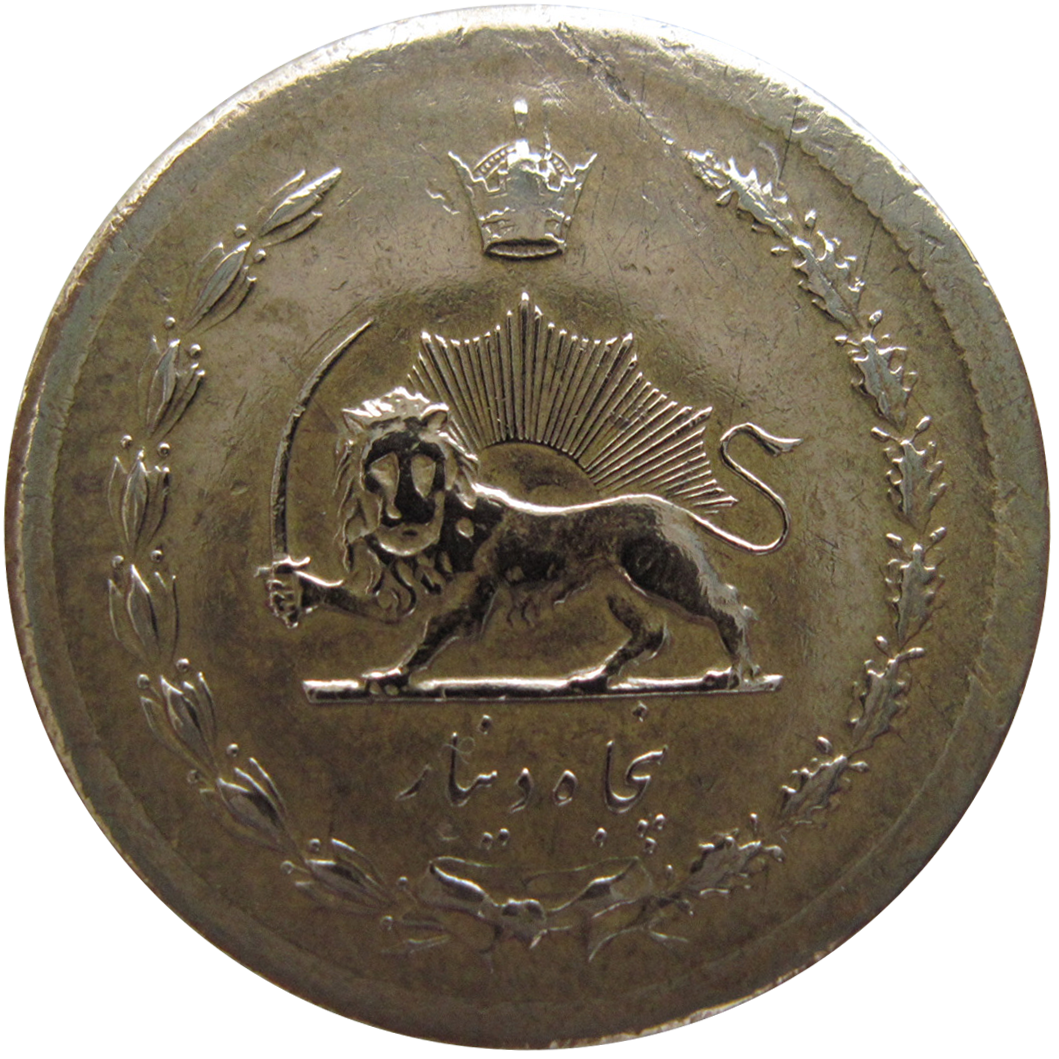
سکه ده شاهی (پنجاه دینار) ضرب شده در سال ۱۳۴۷ هجری شمسی
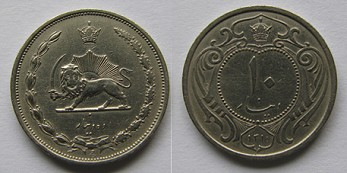
سکه ۱۰ دیناری، ۱۳۱۰ خورشیدی
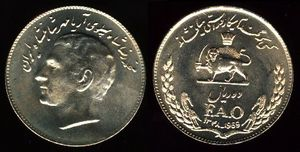
سکه ۱۰ ریالی یادبود FAO
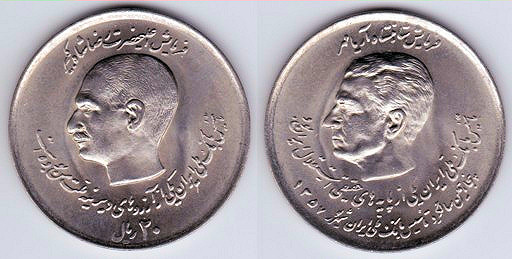
سکه ضرب شده ۱۹۷۸ - روی و پشت سکه نقوش رضاشاه و محمدرضا شاه پهلوی - ۲۰ ریال - با نقل قول هر دو شاه دربارهٔ بانک ملی بر روی سکه ها
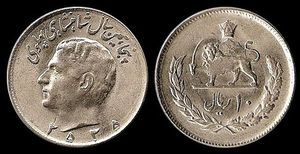
سکه ۱۰ ریالی یادبود پنجاهمین سال شاهنشاهی پهلوی
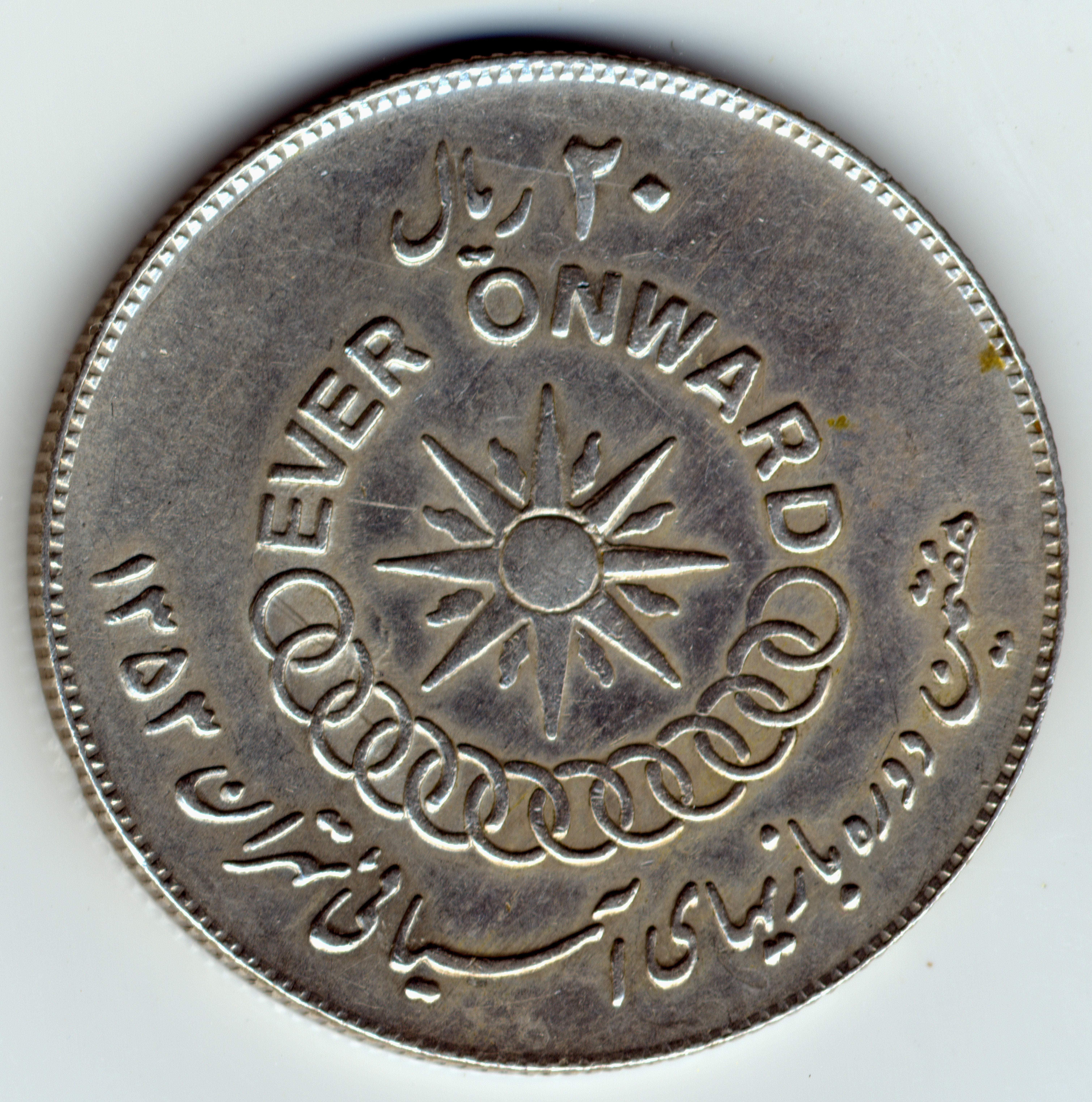
پشت سکه ۲۰ ریالی یادبود هفتمین دوره بازی‌های آسیایی ۱۹۷۴ تهران
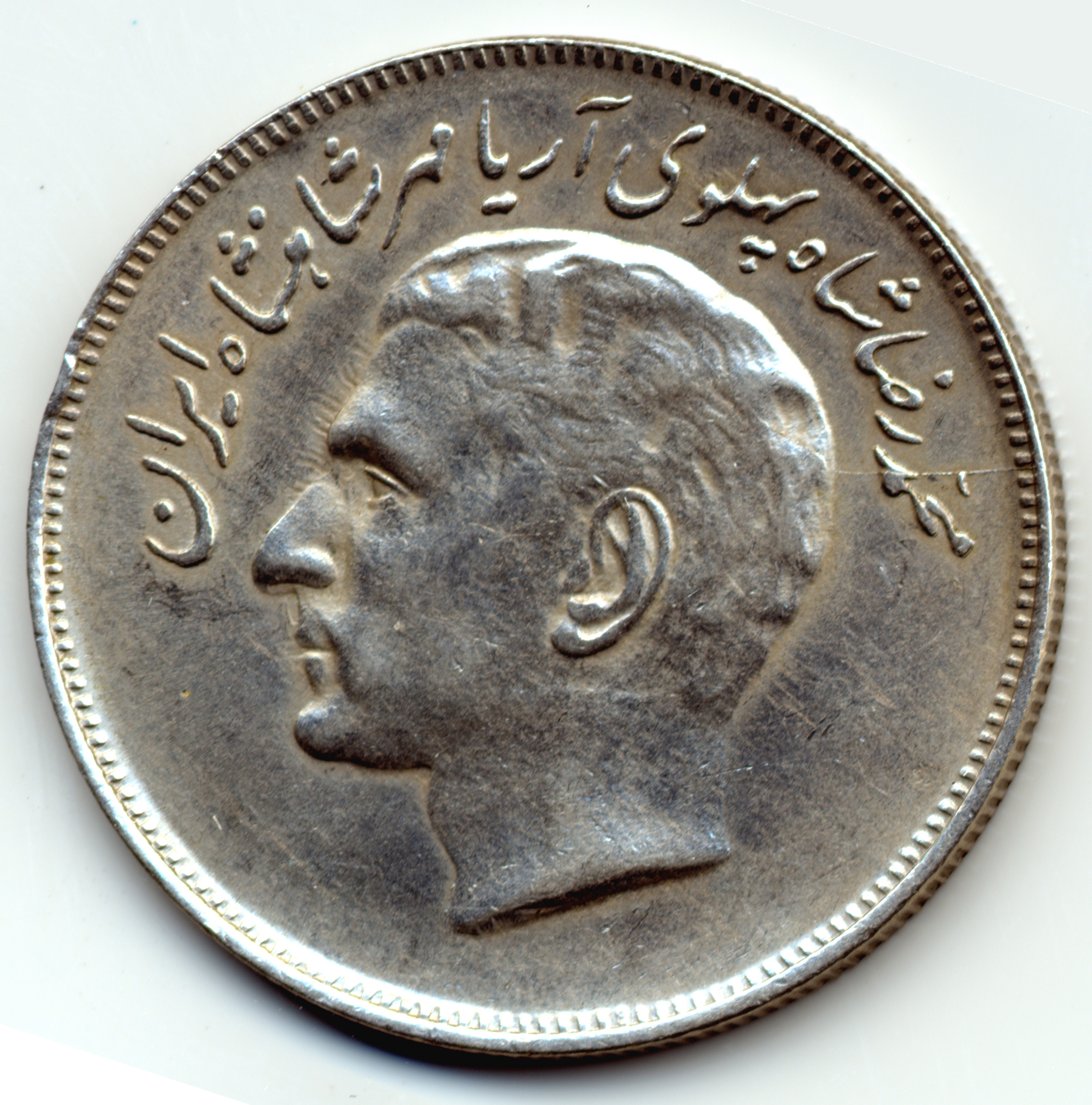
روی سکه ۲۰ ریالی به مناسبت یادبود بازی‌های آسیایی ۱۹۷۴ تهران
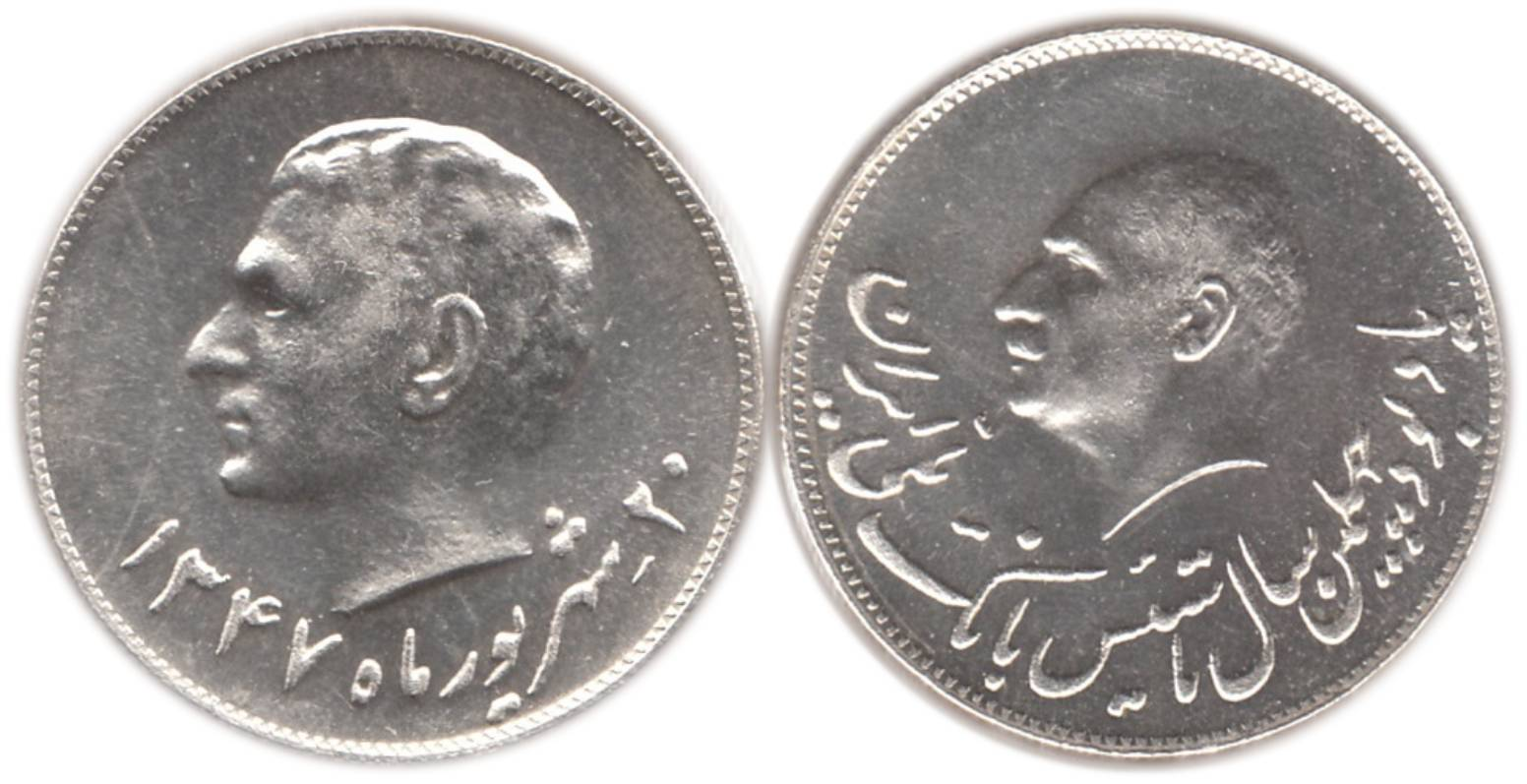
یادبود چهلمین سال تأسیس بانک ملّی
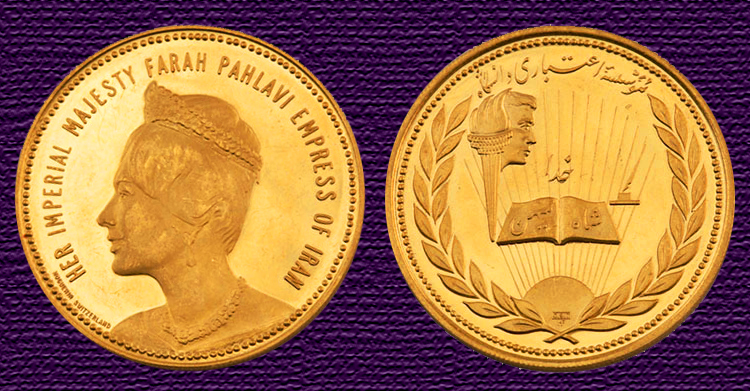
سکه طلای یادبود فرح پهلوی، ضرب به سفارش مؤسسه اعتباری دانشگاه، دهه ۴۰ خورشیدی
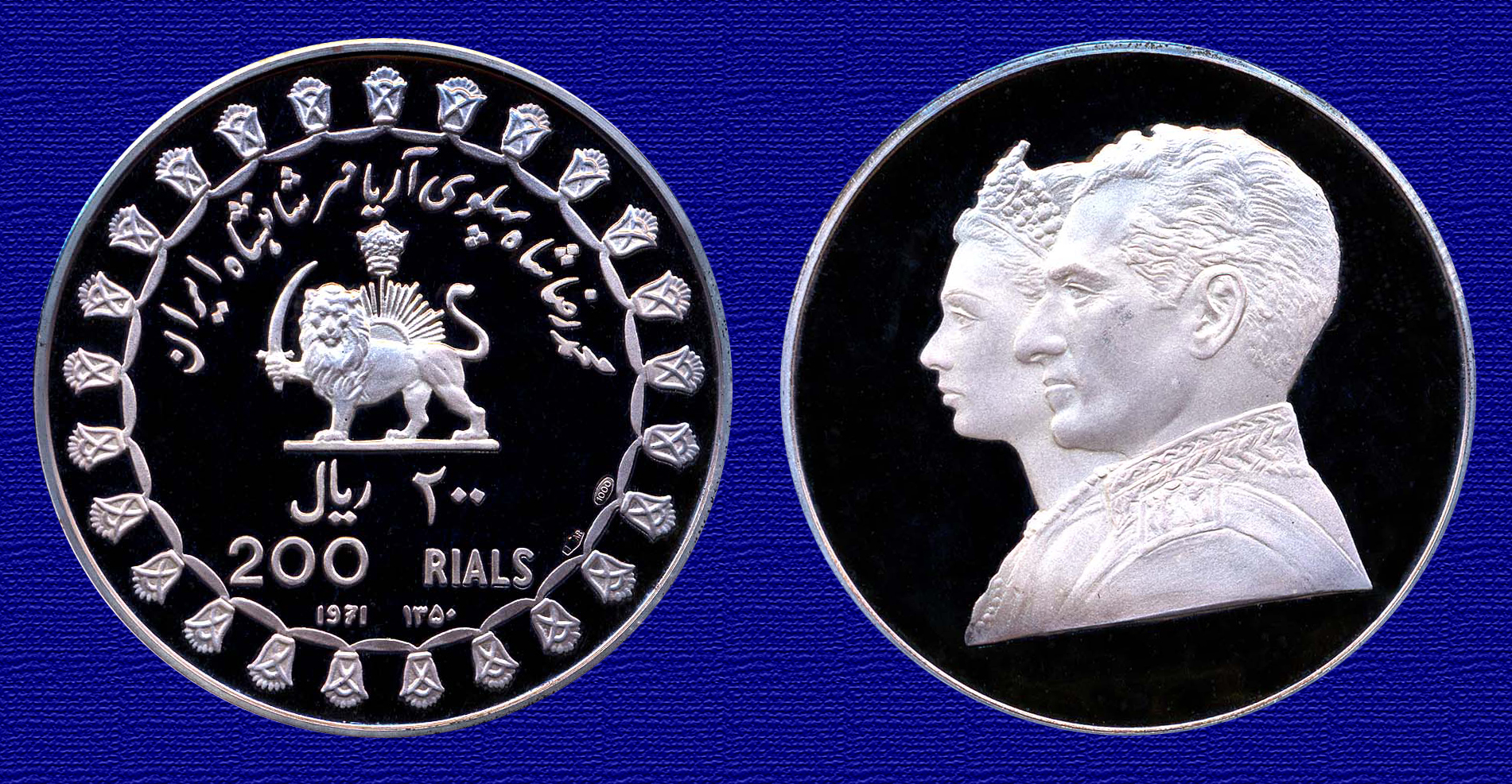
سکه نقره یادبود جشن دوهزار و پانصدمین سال بنیان‌گذاری شاهنشاهی ایران، ۱۳۵۰

## جمهوری اسلامی

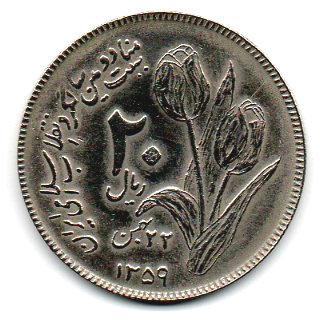
سکه ۲۰ ریالی ضرب شده در سال ۱۳۵۹ به مناسبت پیروزی انقلاب
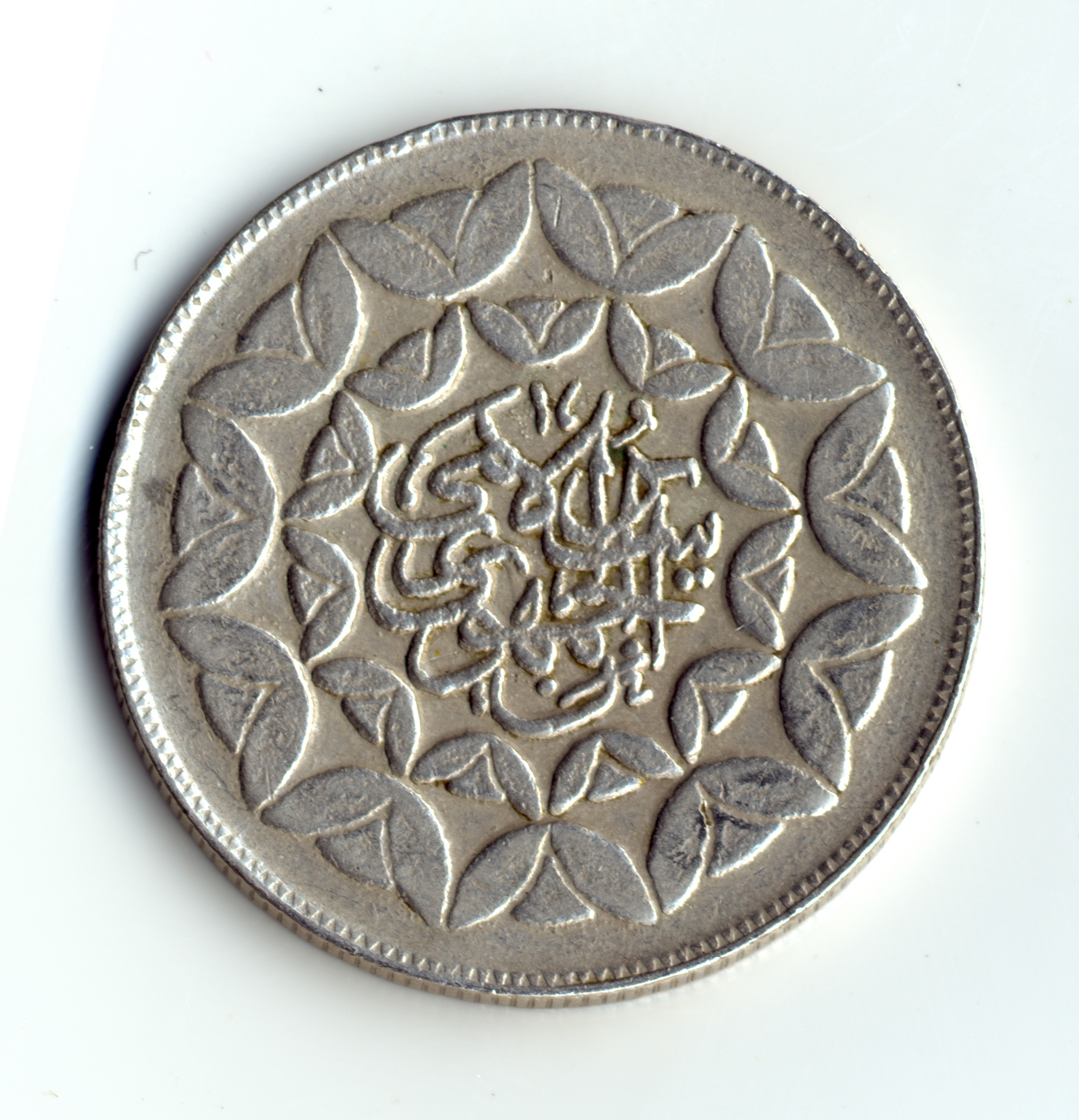
۲۲ گل لاله به پاسداشت ۲۲ بهمن ۱۳۵۷ روی سکه ۲۰ ریالی ضرب شده در سال ۱۳۶۰ به مناسبت سومین سالگرد انقلاب ۱۳۵۷ ایران در مرکز سکه نوشته شده‌است: جمهوری اسلامی ایران
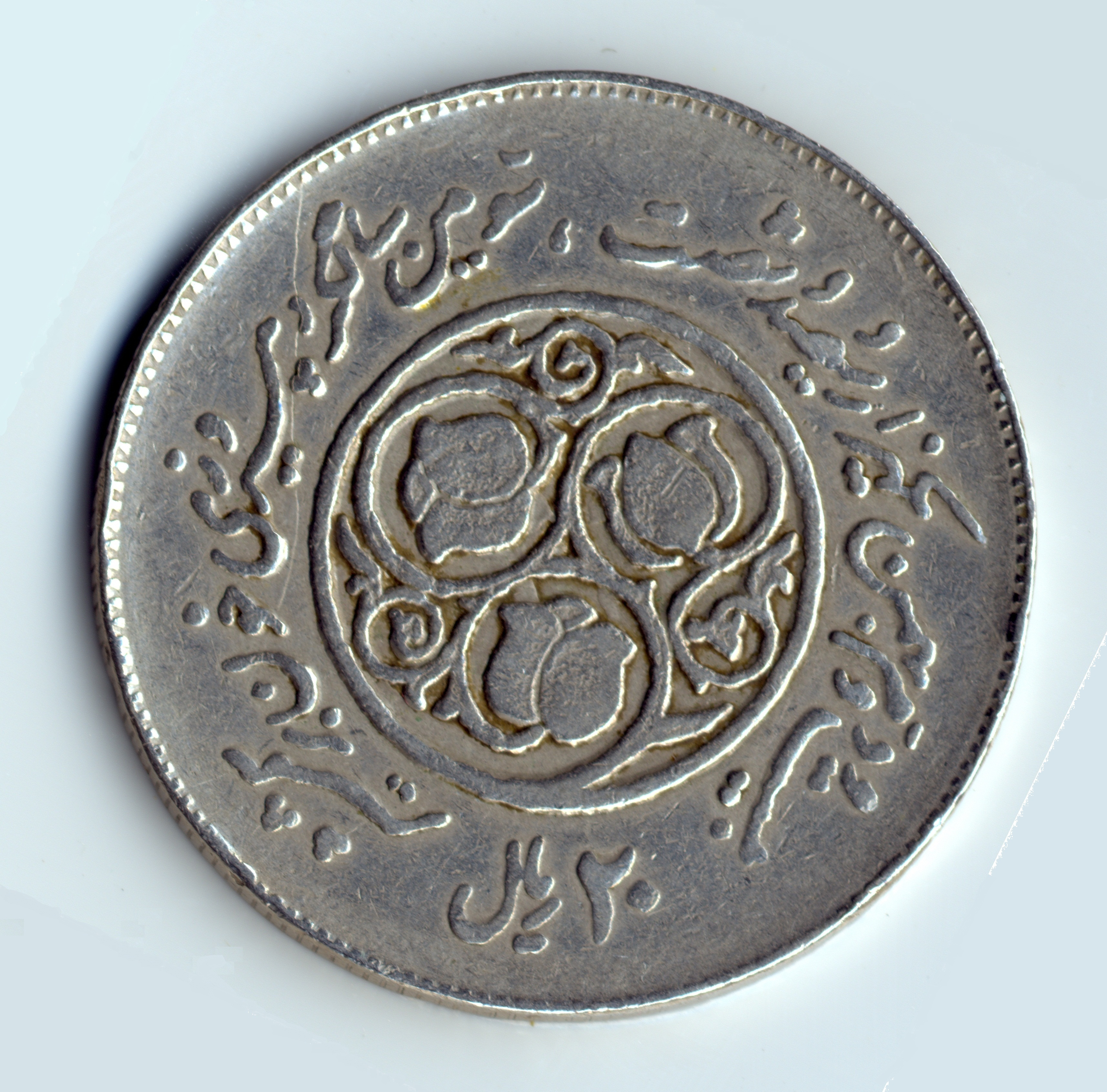
۳ گل لاله به پاسداشت سومین سالگرد انقلاب ۱۳۵۷ ایران پشت سکه ۲۰ ریالی ضرب شده در سال ۱۳۶۰ در حاشیه سکه نوشته شده‌است: سومین سالگرد پیروزی خون بر شمشیر
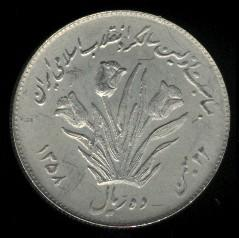
سکه ده ریالی با طرح گل لاله ضرب شده در سال ۱۳۵۸ خورشیدی
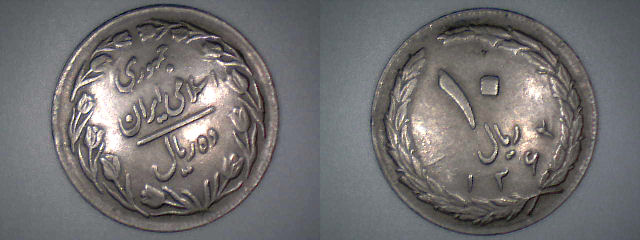
سکه ده ریالی ضرب شده در سال ۱۳۶۲ خورشیدی
سکه‌های بهار آزادی
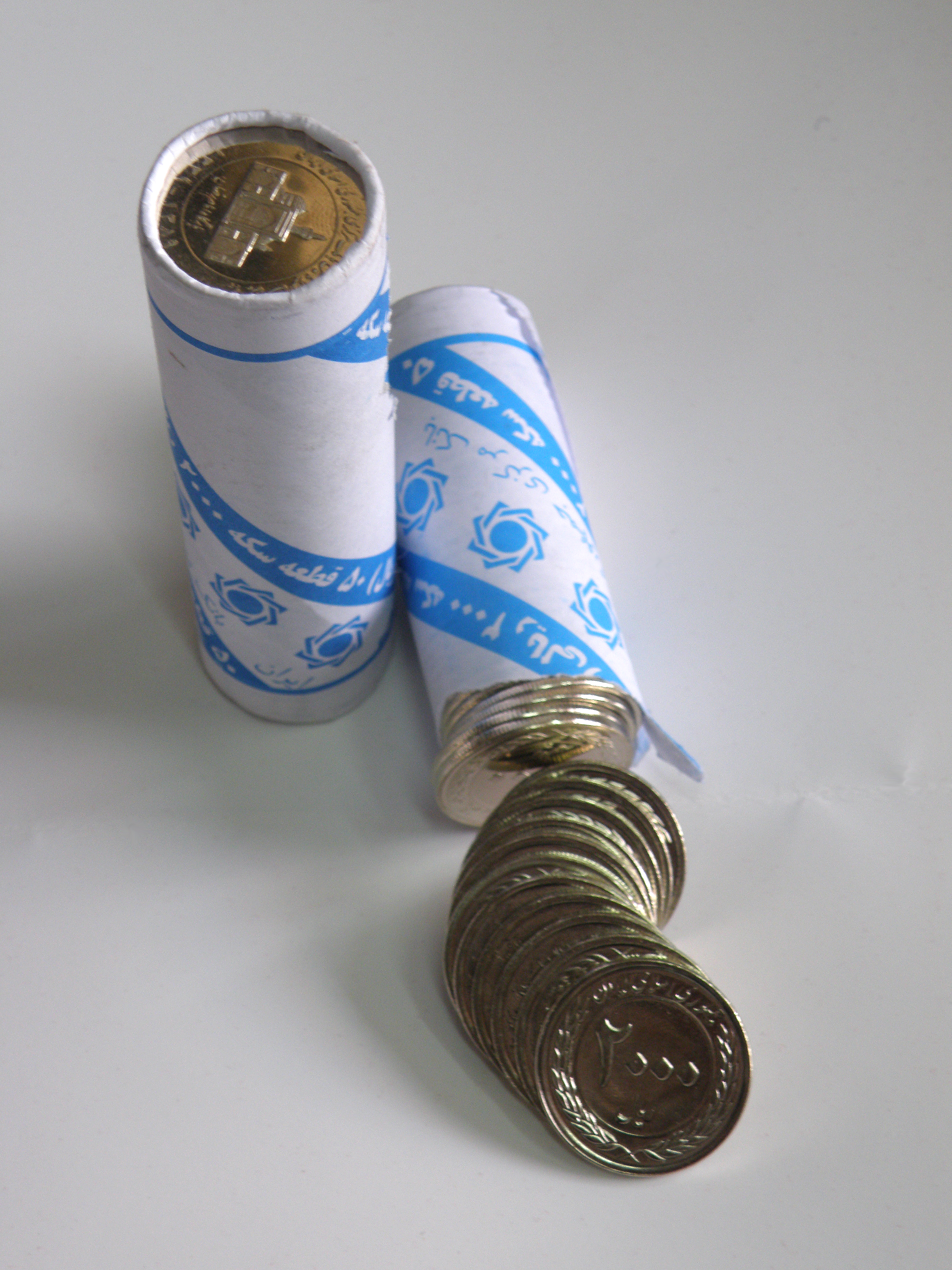
سکه ۲۰۰۰ ریالی با طرح بارگاه امام‌رضا، امام هشتم شیعیان، سال ۱۳۸۹
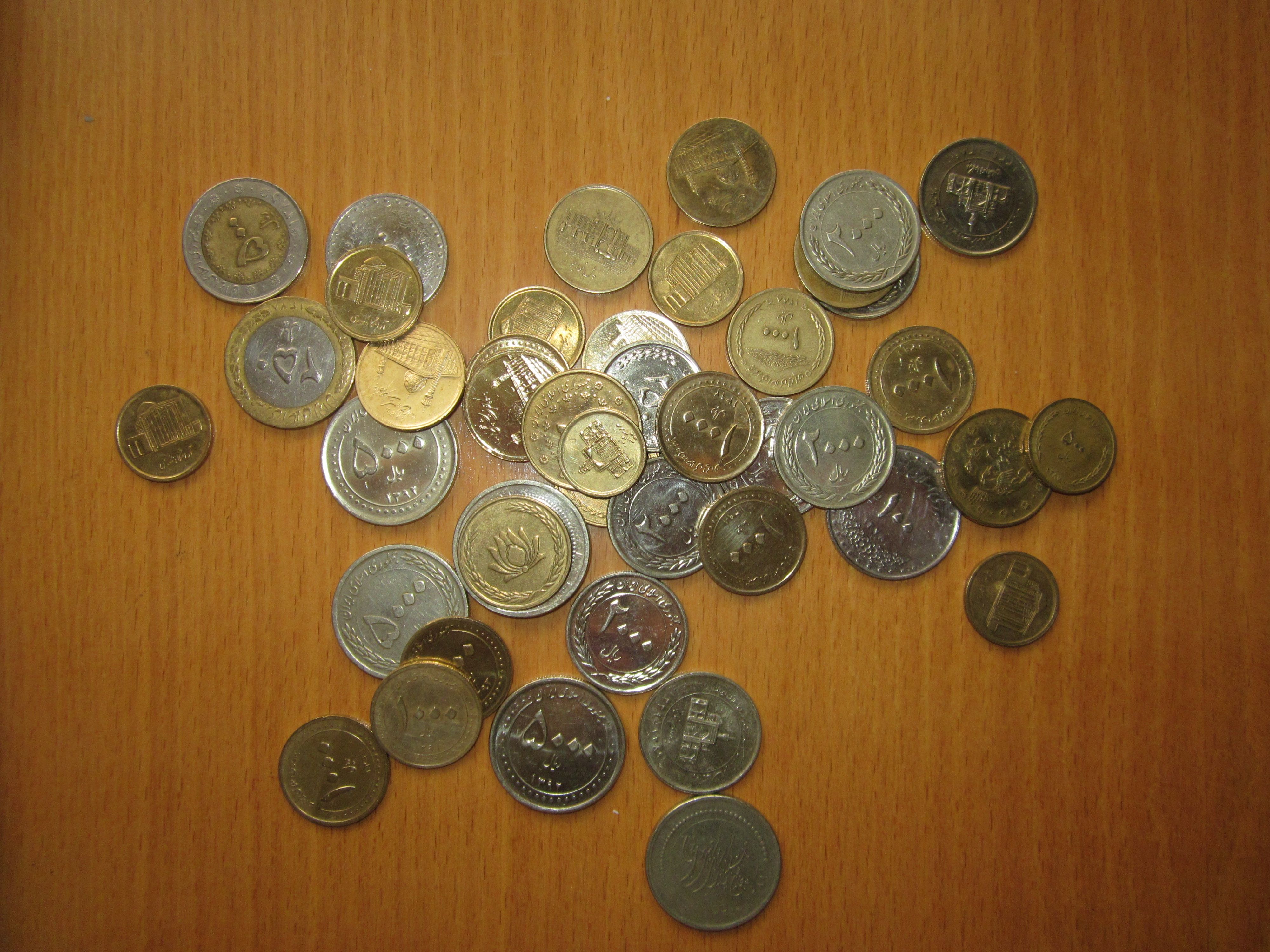
تعدادی سکه ایرانی (بیشتر آن‌ها متعلق به دهه نود شمسی هستند)